# Muzeul Satului Bucovinean
Muzeul Satului Bucovinean este un muzeu în aer liber din municipiul Suceava, care pune în valoare patrimoniul cultural-arhitectonic de factură populară din Bucovina. Înființat în anii '70, muzeul a cunoscut dezvoltarea și extinderea majoră începând cu anii '90, iar în prezent dispune de un număr de peste 30 de obiective: case tradiționale din lemn, anexe gospodărești, instalații tehnice populare, ateliere meșteșugărești, construcții comunitare. El este amplasat în partea estică a orașului Suceava, pe strada Parcului, în apropiere de Cetatea de Scaun a Sucevei, Cimitirul Pacea și Parcul Șipote-Cetate.
Muzeul Satului Bucovinean a fost inclus pe Lista monumentelor istorice din județul Suceava din anul 2004, având codul de clasificare  SV-IV-s-B-05694.

## Istoric

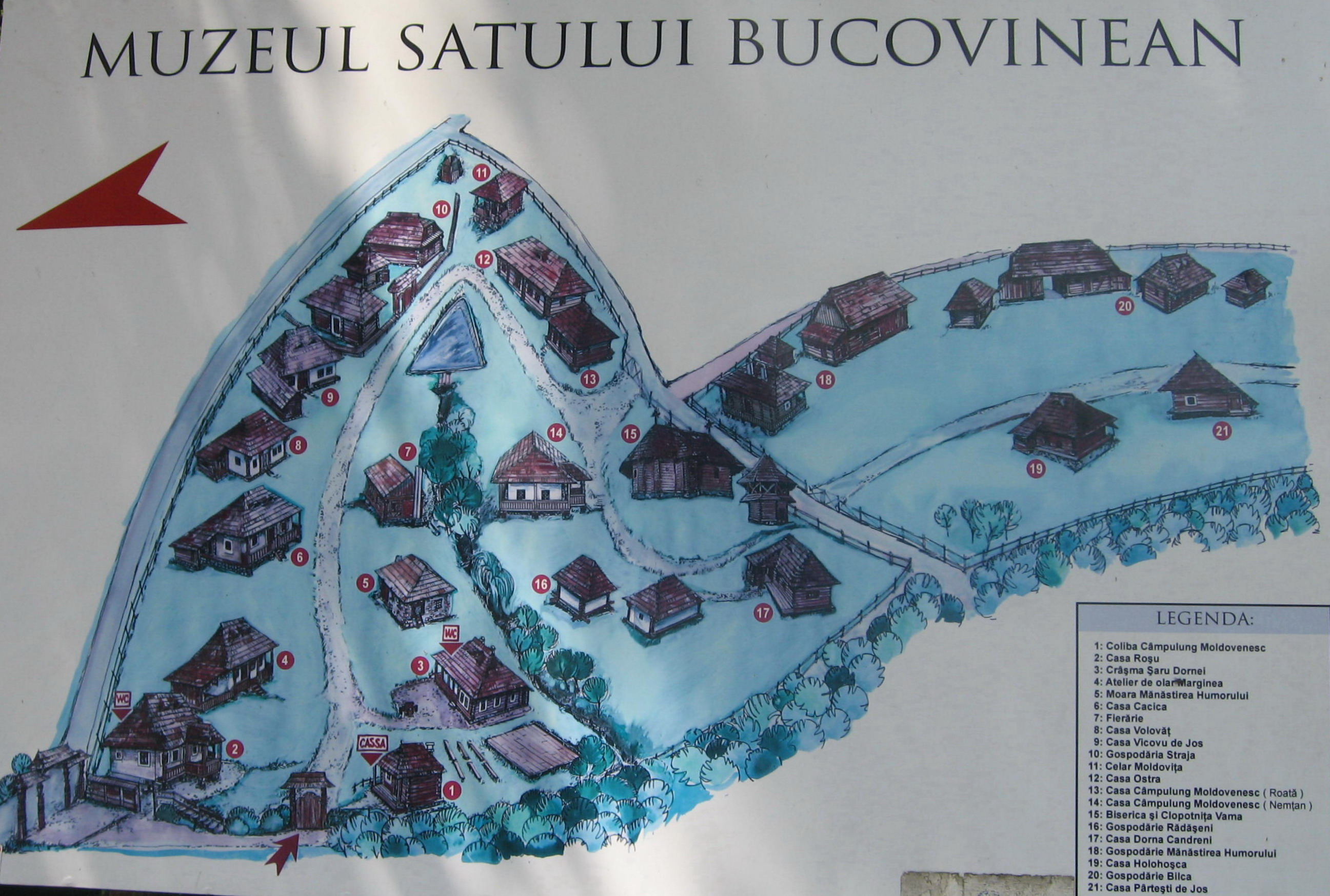
Harta Muzeului Satului Bucovinean

Ideea înființării unui muzeu în aer liber care să valorifice potențialul etnografic al Bucovinei datează din anul 1958, când satul bucovinean dispunea încă de numeroase monumente de arhitectura populară. Cu toate acestea, abia în anul 1971 s-au început primele campanii de cercetări în teren, de culegere de material folcloric și etnografic. Consiliul Popular Municipal Suceava a alocat atunci o porțiune de 1,7 hectare de teren pe platoul din apropierea Cetății de Scaun a Sucevei, pentru a se instala 11 obiective. În acei ani au fost transferate mai multe obiective și s-au reconstruit trei dintre ele (gospodăria tradițională din Straja, casa de locuit din Ostra și Casa Roată din Câmpulung Moldovenesc) până în anul 1976, după care activitatea muzeografilor și restauratorilor a fost întreruptă.
După schimbarea regimului comunist, în anul 1990 a fost reluat proiectul, extinzându-se suprafața alocată la 6 hectare pe același amplasament. În anul 1996, printr-o hotărâre de guvern, a fost înființat Muzeul Satului Bucovinean. Începând din 1998 au fost reluate lucrările de achiziție și restaurare și s-au achiziționat 30 de noi obiective de arhitectură populară (gospodării și instalații tehnice) care au fost aduse pe platoul cetății pentru a fi reconstruite și puse în valoare. Unele dintre acestea nu sunt însă reconstruite, acest proces fiind în desfășurare în prezent.
Muzeul în aer liber este conceput ca un sat tradițional bucovinean și ar urma să cuprindă la momentul în care se va finaliza organizarea sa un număr de 80 de monumente de arhitectură populară: biserică, școală, gospodării țărănești, ateliere meșteșugărești, instalații tehnice, crâșmă, un interior de mină și un traseu de mocăniță.
În prezent, Muzeul Satului Bucovinean aparține și este administrat de Muzeul Național al Bucovinei.

## Construcții expuse

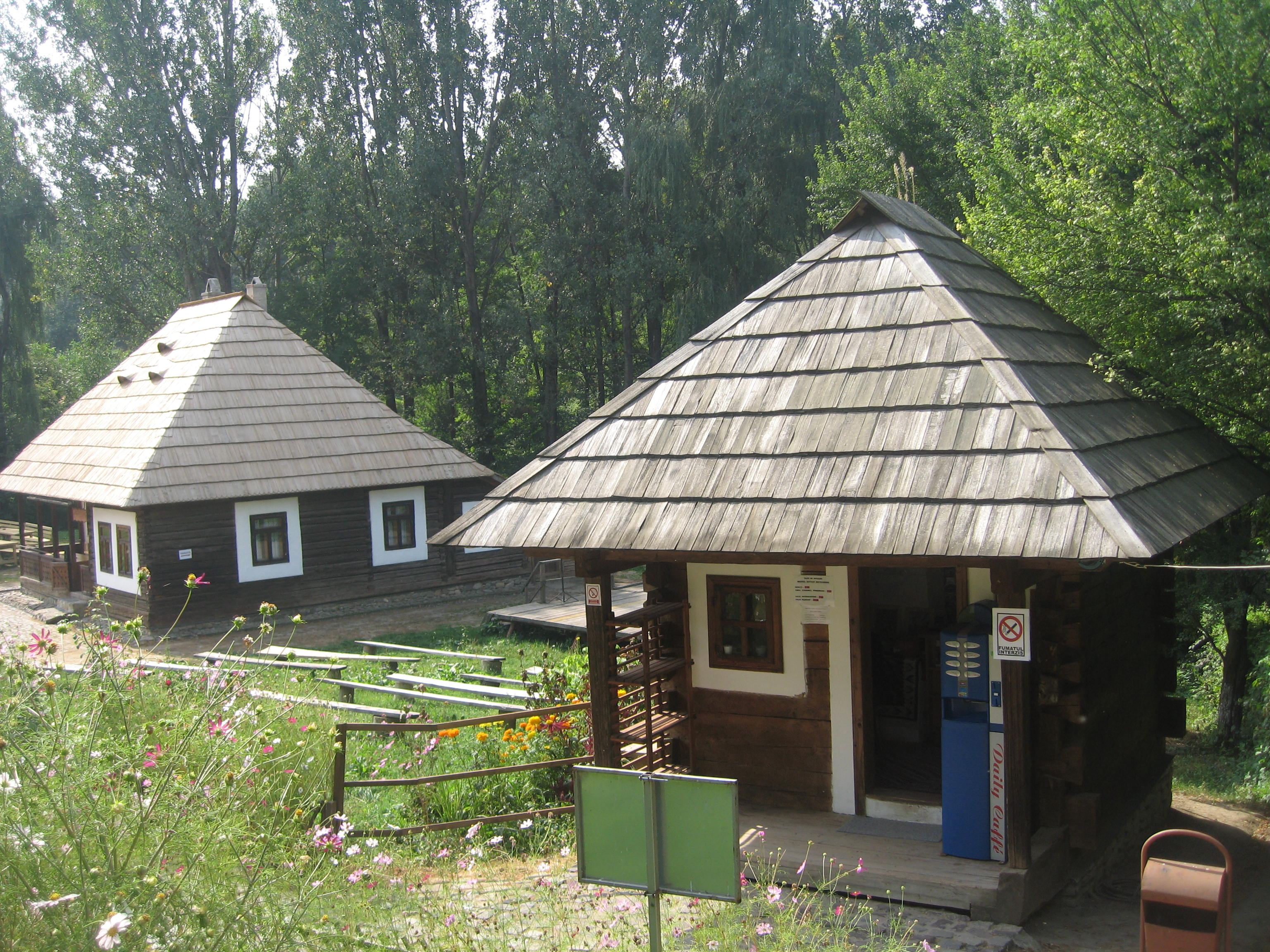
Coliba din Câmpulung Moldovenesc, punct de vânzare a biletelor la intrarea în muzeu. În stânga îndepărtată se vede crâșma din Șaru Dornei.

### Coliba din Câmpulung Moldovenesc
Ca punct de vânzare a biletelor pentru intrarea în Muzeul Satului Bucovinean este folosită o colibă din localitatea Câmpulung Moldovenesc.
Construcția avea rolul de locuință, fiind de tip monocelular. Temelia construcției este zidită din bolovani de râu cu liant de mortar, având o fundație din beton ciclopian și zidărie din bolovani de râu. Locuința este construită din cununi de bârne de brad cioplite în profil dreptunghiular, rotunde sau fasonate la două fețe îmbinate la colțuri (conform tehnicii de construcție „nemțești”). Pereții sunt lutuiți și văruiți în jurul ancadramentelor (uși și ferestre).
Acoperișul este construit în patru ape, având învelitoare din draniță de brad bătută în rânduri suprapuse pe fiecare dintre acestea și un hogeag pe tabla din spate. Pardoseala este din lut stabilizat. În fața casei se află o prispă.

### Casa de locuit din Roșu

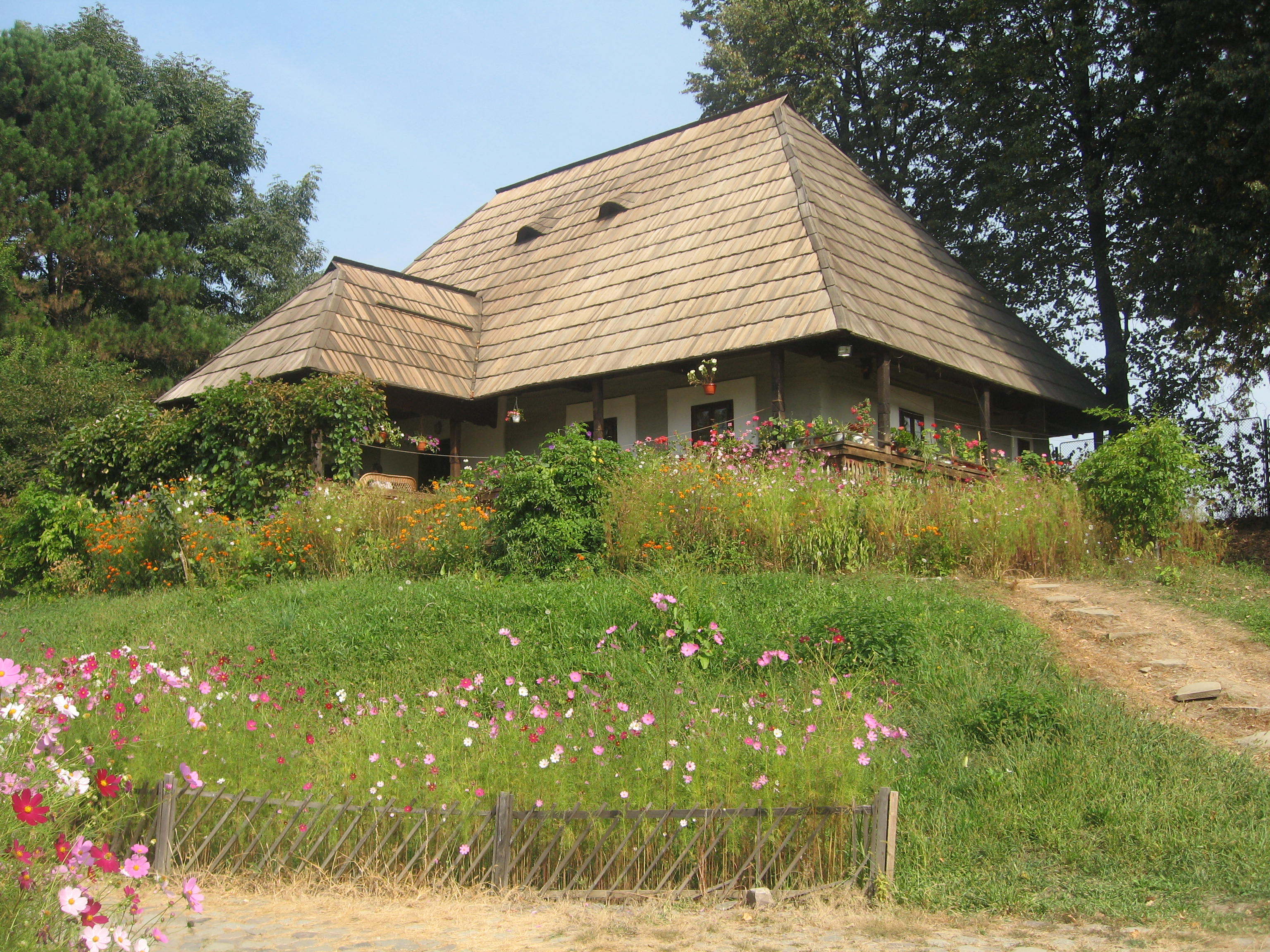
Casa de locuit din Roșu

Una dintre primele case achiziționate de Muzeul Satului Bucovinean este o casă de locuit din localitatea Roșu, aflată în zona etnografică Dorna. Casa datează de la sfârșitul secolului al XIX-lea, ultimul său proprietar fiind Varvara Negrea. Ea a fost reconstruită în muzeu în anul 1992.
Obiectivul are dimensiuni impunătoare; el a aparținut unor gospodari înstăriți, dovadă stând cele două cuptoare cu elemente de inspirație orășenească și foișorul larg de la intrare. Interioarele sunt amenajate cu obiecte decorative și utilitare specifice zonei Dornelor.
Construcția avea rolul de locuință, fiind de tip cameră-tindă-cameră, specific zonei montane a Bucovinei. Temelia construcției este zidită din bolovani de râu, având o fundație din beton ciclopian și zidărie din bolovani de râu. Locuința este construită din bârne de brad cioplite în profil dreptunghiular, încheiate la colțuri în căței (conform tehnicii de construcție „nemțești”). Pereții sunt lutuiți și văruiți în jurul ferestrelor, în rest fiind spoiți cu un strat subțire de humă de culoare gri.
Acoperișul este construit în patru ape, având învelitoare din draniță de brad bătută în rânduri suprapuse pe fiecare dintre acestea și două fumărițe (tip specific de horn pentru evacuarea fumului) pe partea din față. Pardoseala este din dușumele din scândură. Pereții interiori sunt din zidărie cu liant mortar.
Casa are două camere, tindă și cerdac. Tinda are mari dimensiuni, de aici putându-se pătrunde în cele două camere și în cămara de pe partea stângă. În spatele casei (pe partea nordică) se află două cămări separate, în care se intră prin tindă (cea din stânga) și prin bucătărie (cea din dreapta). Cerdacul este prevăzut în mijloc cu un foișor acoperit. Pe latura din dreapta (sub „casa cea mare”) se află o intrare separată pe sub gang care duce într-o pivniță.
Camera din partea stângă, denumită și „casa cea mare”, este un spațiu destinat păstrării obiectelor de valoare, destinat sărbătorilor din ciclul vieții sau ale anului. Aceasta este locul unde se păstrează lada de zestre, cu țesăturile cele mai frumoase destinate fetelor de măritat. Pe latura de sud se află laița, iar pe latura de nord este patul cu țesăturile de zestre. Pe peretele de vest se află masa și scaunele. Țesăturile sunt așezate în cameră astfel: pe laiță sunt lăicerele cu dungi, un păretar cu motive geometrice în vârste care alternează se află pe pereți pe sub ferestre, iar ștergarele țesute sunt amplasate în partea de sus a pereților, la icoane.
Camera din partea dreaptă era camera de locuit (având funcțiuni de bucătărie și de loc de dormit), unde se desfășurau activitățile zilnice. Aici se află un cuptor (care ocupă un sfert din suprafața camerei) cu vatră și uneltele necesare preparării hranei. Pe plită se află vase de lut, iar pe vatră pirostrii, clește și oală de sarmale. În continuarea cuptorului se află patul pentru odihnă pe care sunt așternute poclăzi și sunt așezate perne. Deasupra patului, sunt agățate de grindă articole vestimentare și textile. De-a lungul pereților de est și de sud sunt așezate laițe acoperite cu țesături de lână. Lângă ferestră, pe latura de sud, se află masa acoperită cu o față de masă. Pe peretele estic se află trei icoane împodobite cu ștergare și în spatele laițelor, pereții sunt acoperiți cu țesături de lână. La intrare, pe peretele vestic, în colțul format între ușă și peretele sudic se află un blidar așezat pe butuci, unde sunt așezate farfurii și străchini cu decorațiuni specifice zonei Dornelor.

### Crâșma din Șaru Dornei

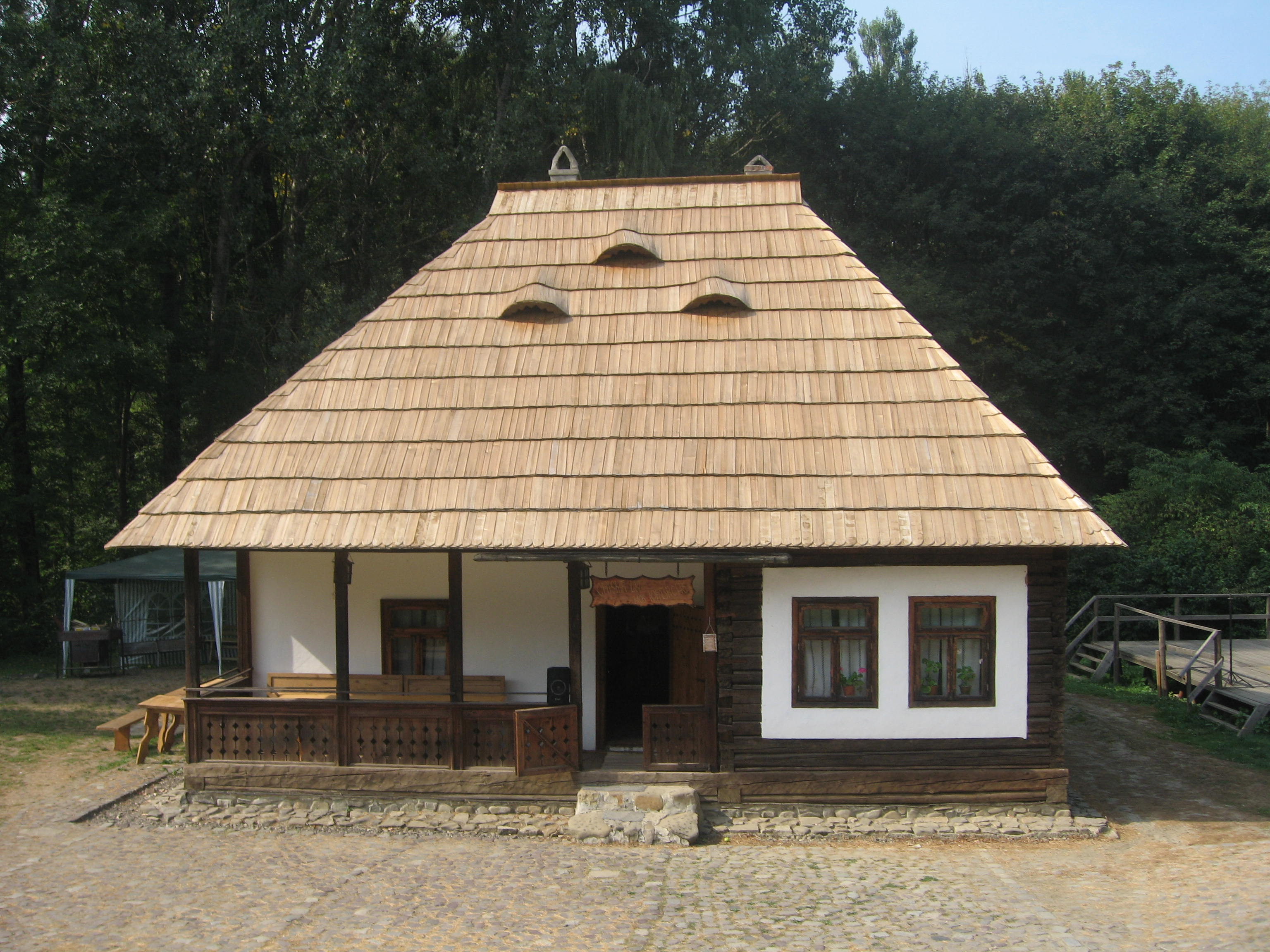
Crâșma din Șaru Dornei

Crâșma este considerată unul dintre cele mai importante locuri ale unui sat, aici nefiind doar un loc de petrecere a timpului liber, ci și de întâlnire al sătenilor pentru a discuta diverse probleme. În zona de munte, unde casele sunt mai îndepărtate una de cealaltă decât în satele de câmpie, crâșma era folosită ca loc de socializare între cetățeni.
Localitatea Șaru Dornei face parte din zona etnografică a văii Bistriței (Dorna „regățeană”, zonă din Vechiul Regat în apropiere de Bucovina). Crâșma din localitate datează din prima jumătate a secolului al XX-lea (1928–1930), fiind inițial casă de locuit și apoi transformată în crâșmă, ființând în această calitate până după cel de Al Doilea Război Mondial. Ultimul său proprietar a fost moș Iordache Pimen, de aceea crâșma mai este cunoscută și sub denumirea de Crâșma lui Moș Iordache.
Cumpărată de muzeu, crâșma a fost reconstruită aici în anul 1998, amenajându-i-se interiorul cu mobilier și obiecte specifice zonei Dornelor și destinației sale. La momentul achiziției, construcția păstra unele elemente din perioada cât a fost folosită drept locuință: urmele unui perete dărâmat pentru mărirea spațiului tavernei și urmele cuptorului din aceeași perioadă, neexistând o încăpere cu rol de bucătărie.
Această construcție nu se încadrează în tiparul obișnuit al caselor țărănești, datorită destinației sale speciale. Ea este realizată din bârne din lemn de brad cioplite la patru fețe, îmbinate la colțuri în căței (conform tehnicii de construcție „nemțești”) și așezate pe o temelie din piatră de râu. Deoarece în zona de munte, iernile erau aspre și durau o mai lungă perioadă decât în celelalte zone, pereții au fost șipcuiți și lutuiți pentru o mai bună izolare termică. Acoperișul este construit în patru ape, având 13 rânduri de șindrilă de brad bătută în rânduri suprapuse pe fiecare dintre acestea și trei fumărițe (tip specific de horn pentru evacuarea fumului) pe partea din față.
Crâșma are cinci încăperi (două camere, două cămări și bucătărie), o tindă și un cerdac. Prezența cerdacului duce la împingerea cu aproape 2 metri în interior a bucătăriei și tindei. Au fost păstrate elementele principale ale casei de locuit: sistemul de încălzire cu sobe sau cuptoare folosite mai mult pentru încălzit și mai puțin pentru prepararea hranei, sistemul de iluminat, piese de mobilier: blidare, polițe, laițe, dulapuri, masă-ladă sau alte elemente de decor. S-a renunțat însă la pat. S-au păstrat țesăturile de interior îndeosebi păretarele și lăicerele.
Reconstrucția efectuată în muzeu a urmărit eliminarea elementelor din perioada cât construcția a fost folosită ca locuință. S-a amenajat o bucătărie cu mobilier specific care a fost separată de tavernă (încăperea centrală) construindu-se un cuptor masiv care face legătura cu soba oarbă. Cele două cămări au fost amenajate provizoriu ca spații de cazare, iar camera laterală a devenit „salonul” crâșmei amenajat cu mobilier specific: blidare, laițe, mese și scaune acoperite cu valoroase țesături de interior.
În anul 2008, regiunea Abruzzo din Italia a inițiat proiectul „Hanurile Europei Rurale” în valoare de 1,8 milioane euro, prin Programul de Inițiativă Comunitară Leader+. Acest proiect prevedea constituirea unei rețele europene alcătuite din șase hanuri internaționale și 12 locale, dintre care două în România (la București și Suceava), cu scopul de a promova oferta turistică zonală și produsele tradiționale. Ca urmare a parteneriatului încheiat între Consiliul Județean Suceava și regiunea Abruzzo, Crâșma lui Moș Iordache din Muzeul Satului Bucovinean a fost inclusă în proiect (alături de un han de la Muzeul Țăranului Român din București), fiind dotată cu mobilier, tacâmuri etc. și amenajându-se o bucătărie.
Cu prilejul desfășurării, în perioada 31 iulie–2 august 2009, a celei de-a XIV-a ediție a Târgului Meșterilor Populari în incinta Muzeului Satului Bucovinean, crâșma lui Moș Iordache a fost deschisă ca han. La crâșmă sunt oferite consumatorilor produse tradiționale specifice (sărmăluțe cu smântână și mămăliguță, mâncăruri din bureți, plăcinte poale-n brâu și afinată bucovineană), dar și alt gen de produse (bere, grătar, mici, cartofi prăjiți și salată de sfeclă roșie).

### Atelierul de olărit din Marginea

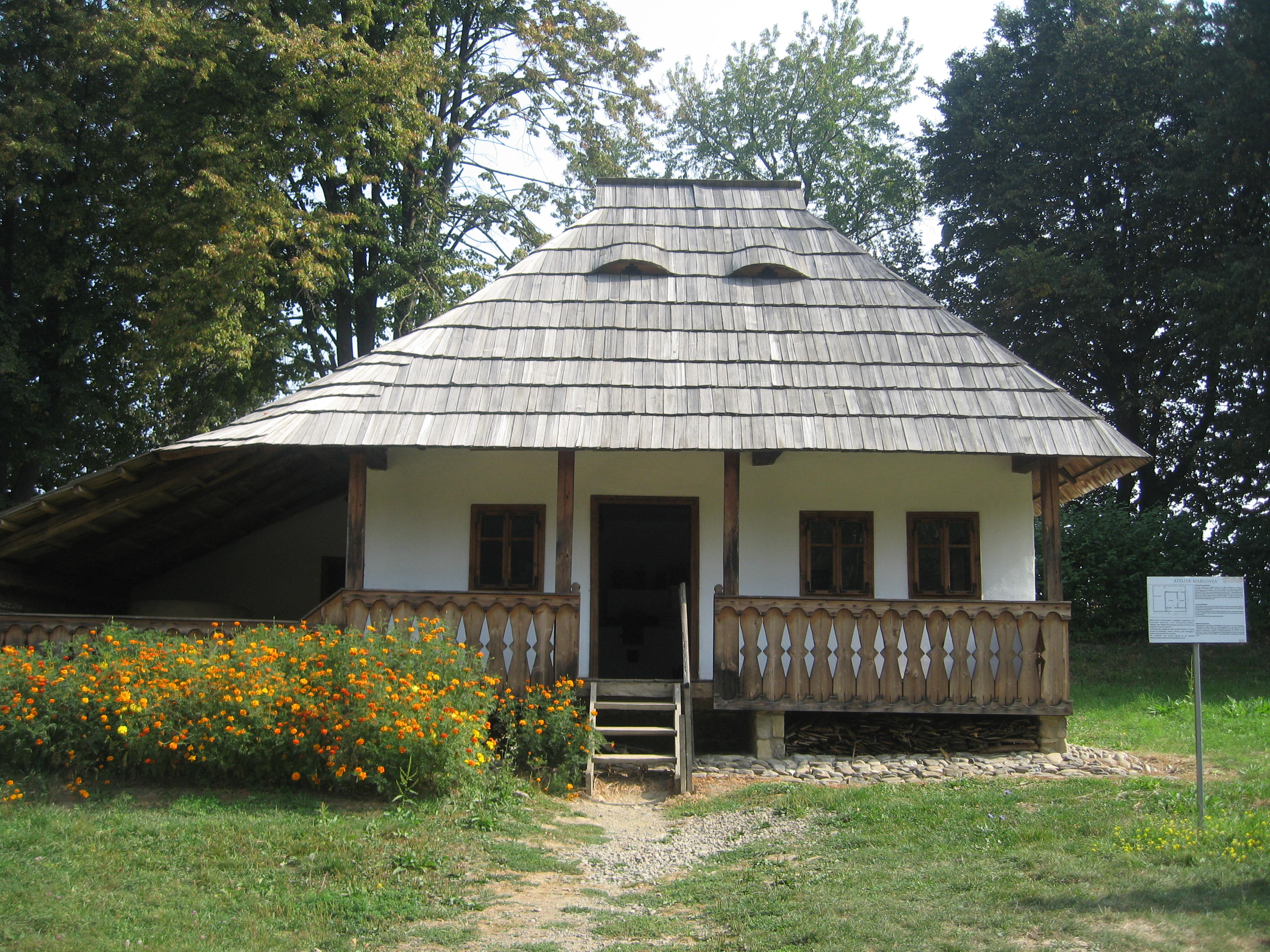
Atelierul de olărit din Marginea

Satul Marginea este un renumit centru de artă populară, cunoscut îndeosebi pentru ceramica neagră ce se produce aici. Îndeletnicirea olăritului are tradiții vechi în localitate. Aici se modelează manual lutul argilos în scopul fabricării vaselor cu întrebuințare casnică pentru gătit sau pentru prelucrarea laptelui și diverse alte forme ornamentale. Ceramica produsă aici este unică pe plan internațional prin culoarea neagră rezultată în urma arderii, precum și prin modelarea unor forme specifice tradiționale. În localitate mai există și acum case de locuit care păstrează o arhitectură cu o vechime de mai mult de 100 de ani.
Muzeul Satului Bucovinean a achiziționat un atelier de olar cu două camere și plecătoare pe două laturi din localitatea Marginea, aflată în zona etnografică Rădăuți. Construcția datează de la începutul secolului al XX-lea, ultimul său proprietar fiind Gavril Moldovan. Atelierul a fost reconstruit în muzeu în anul 2001.
Construcția are două încăperi. Atelierul de olărit este construit din bârne de brad cioplite în 4 muchii, îmbinate „în amnari” (tehnică de construcție) și întărite cu „șpraițuri”. Pereții sunt lutuiți și văruiți. Acoperișul este construit în patru ape, având învelitoare din draniță în rânduri suprapuse și două fumărițe (tip specific de horn pentru evacuarea fumului) pe partea din față. Temelia construcției este din piatră de râu așezată în rânduri suprapuse. Pardoseala este din lut bătătorit uns cu balegă.
În interior, una dintre încăperi este amenajată în interior cu inventarul de lucru al olarului, cealaltă fiind folosită ca locuință. Cuptorul de ars ceramica este construit sub plecătoare. La intrare se află cerdacul, de unde poate intra sub plecătoare.

### Moara de apă din Mănăstirea Humorului

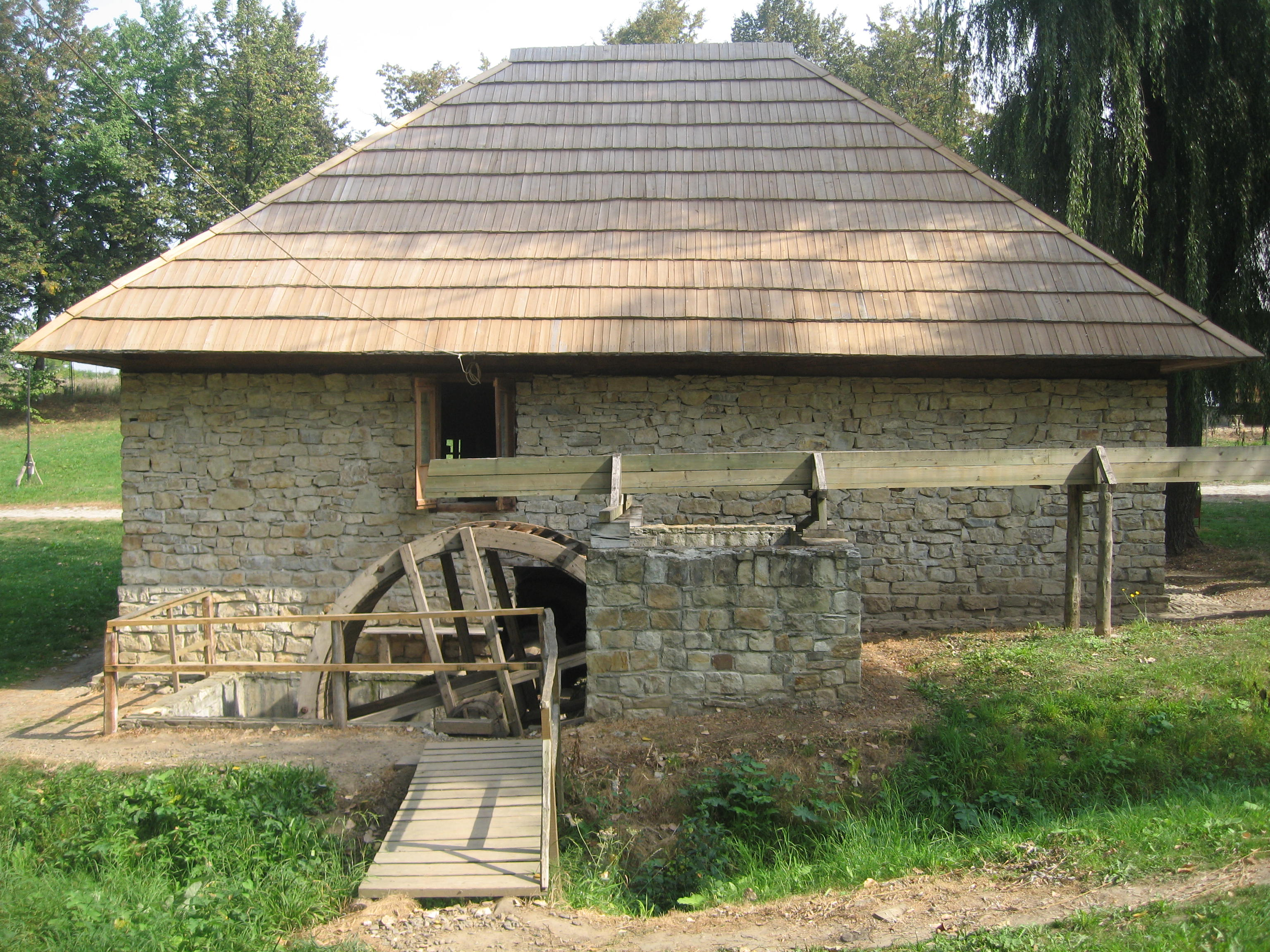
Moara de apă din Mănăstirea Humorului – partea din spate unde se află roata cu cupe

În epoca medievală, oamenii au început să înlocuiască munca manuală prin inventarea de mașini care să le simplifice activitatea. Pentru acționarea acestor mașini s-a trecut la folosirea energiei hidraulice și a energiei eoliene. Dezvoltându-se cunoștințele tehnice, mașinile care foloseau energia hidraulică au fost perfecționate și, la începutul secolului al XVIII-lea, s-a generalizat folosirea pompelor de apă în minerit și a fost inventată mașina de tors acționată de apă.
Pentru măcinarea cerealelor, cele mai importante sisteme tehnice tradiționale erau moara de apă și moara de vânt, acestea având o largă aplicabilitate și utilizându-se în anumite zone chiar și în prezent.
Muzeul Satului Bucovinean a achiziționat o moară de apă pentru măcinat grâu și porumb din localitatea Mănăstirea Humorului, aflată în zona etnografică Humor. Construcția (denumită și Moara lui Boca) datează de la sfârșitul secolului al XIX-lea (aproximativ anul 1870), ultimul său proprietar fiind Ioan Boca. Obiectivul a fost reconstruit în muzeu în anul 1998, fiind amplasată pe un mic curs de apă numit chiar „Pârâul Morii”. Moara de la Mănăstirea Humorului era, la acea vreme, una din cele mai mari mori din această zonă.
Construcția are două încăperi: camera morarului și spațiul destinat instalației de măcinat alcătuit dintr-o platformă și un subsol. Clădirea este construită din piatră de carieră fasonată. Temelia construcției este zidită din bolovani de râu legat cu liant din mortar, având o fundație din beton ciclopian turnat în cofraj. Pardoseala este din lut stabilizat cu strat filtrant de balast în ambele încăperi. Acoperișul este construit în patru ape, având învelitoare din draniță în rânduri suprapuse și șarpantă în îmbinări chertate. Fumul este evacuat printr-un coș de cărămidă.
Instalația de măcinat are în exterior, fixată de grindei, o roată verticală cu cupe, acționată cu energie hidraulică. Apa este dirijată printr-un jgheab din scânduri (latoc) deasupra roții hidraulice verticale (roata cu cupe). Apa este dirijată prin latoc și, în cădere, rotește roata verticală care acționează grindeiul și roțile cu masele ce pun în mișcare axele verticale ale pietrelor umblătoare prin intermediul a doi prâsnei.

### Casa de locuit din Cacica

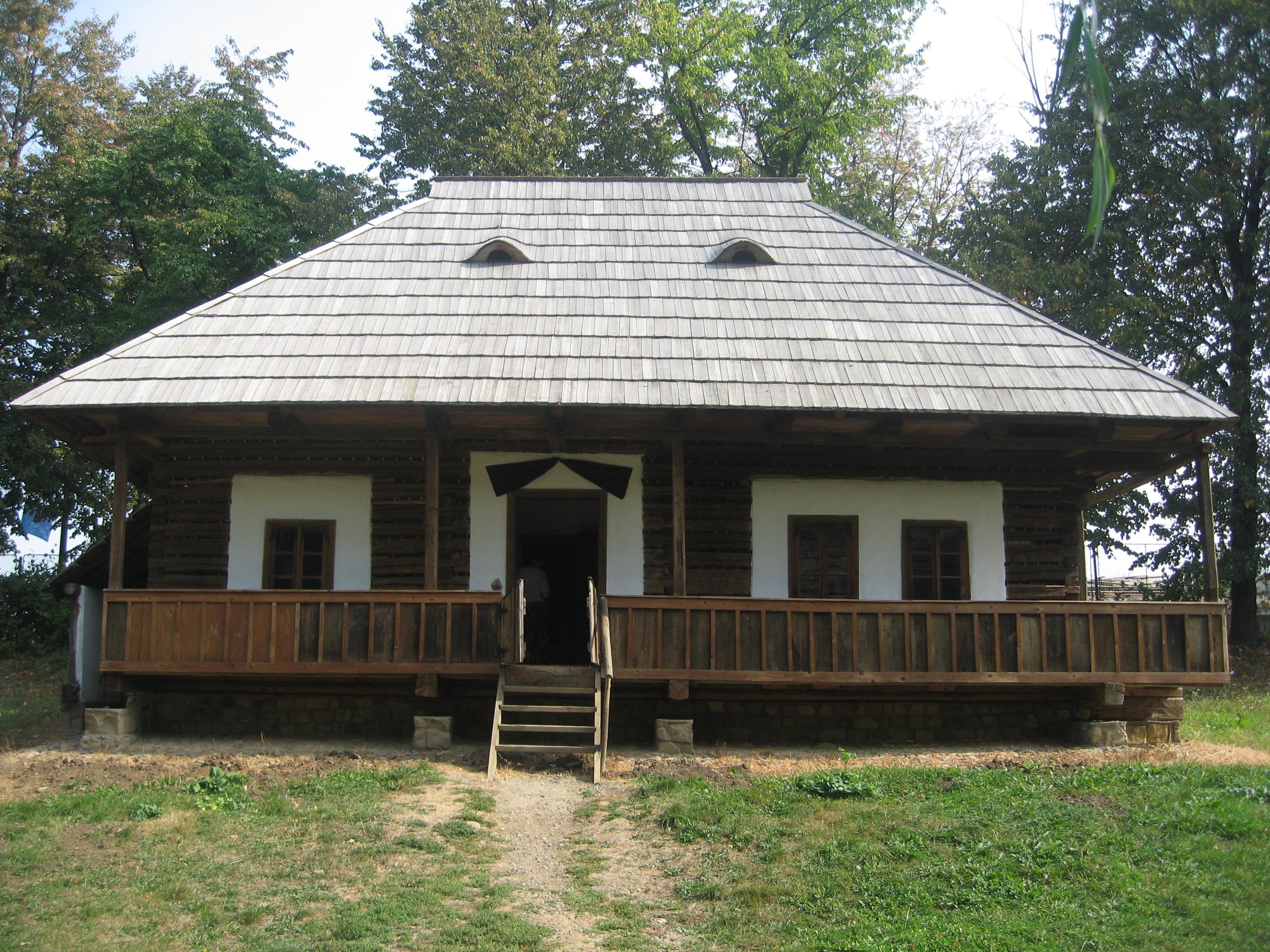
Casa de locuit din Cacica

Muzeul Satului Bucovinean a achiziționat o casă de locuit din localitatea Cacica, aflată în zona etnografică Humor. Casa datează din anul 1900, ultimul său proprietar fiind Maria Lazarovici. Ea a fost reconstruită în muzeu în anul 2002.
Construcția avea rolul de locuință, fiind de tip cameră-tindă-cameră, specific zonei montane a Bucovinei și avea o cămară sub plecătoare. Temelia construcției este zidită din bolovani de râu cu liant de mortar, având o fundație din beton ciclopian și zidărie din bolovani de râu. Locuința este construită din cununi de bârne de brad cioplite în profil dreptunghiular, rotunde sau fasonate la două fețe îmbinate la colțuri (conform tehnicii de construcție „nemțești”). Pereții sunt lutuiți și văruiți în jurul ancadramentelor (uși și ferestre). Casa de la Cacica are ca element decorativ motivul antropomorf („capul de om”) la stâlpii de la portița gangului și motivul zoomorf („capul de cal”) la capetele căpriorilor.
Acoperișul este construit în patru ape, având învelitoare din draniță de brad bătută în rânduri suprapuse pe fiecare dintre acestea și două fumărițe pe partea din față. Pardoseala este din lut stabilizat.
În fața casei a fost construit un cerdac. În casă se intră printr-o tindă de unde se pătrunde în partea dreaptă în „casa cea mare” (de formă dreptunghiulară), iar în partea stângă în camera de locuit cu rol și de bucătărie (în formă de „L”). Prin partea stângă se pătrunde sub plecătoare unde a fost amenajată o cămară.
În „casa cea mare” a fost reconstituit un obicei de înmormântare tipic satelor bucovinene, cu patru personaje, respectiv decedatul și trei persoane aflate la priveghi. Casa este decorată ca pentru o înmormântare, cu oglindă acoperită, cu steag negru la ușă, toiag, cruce ș.a.

### Fierăria

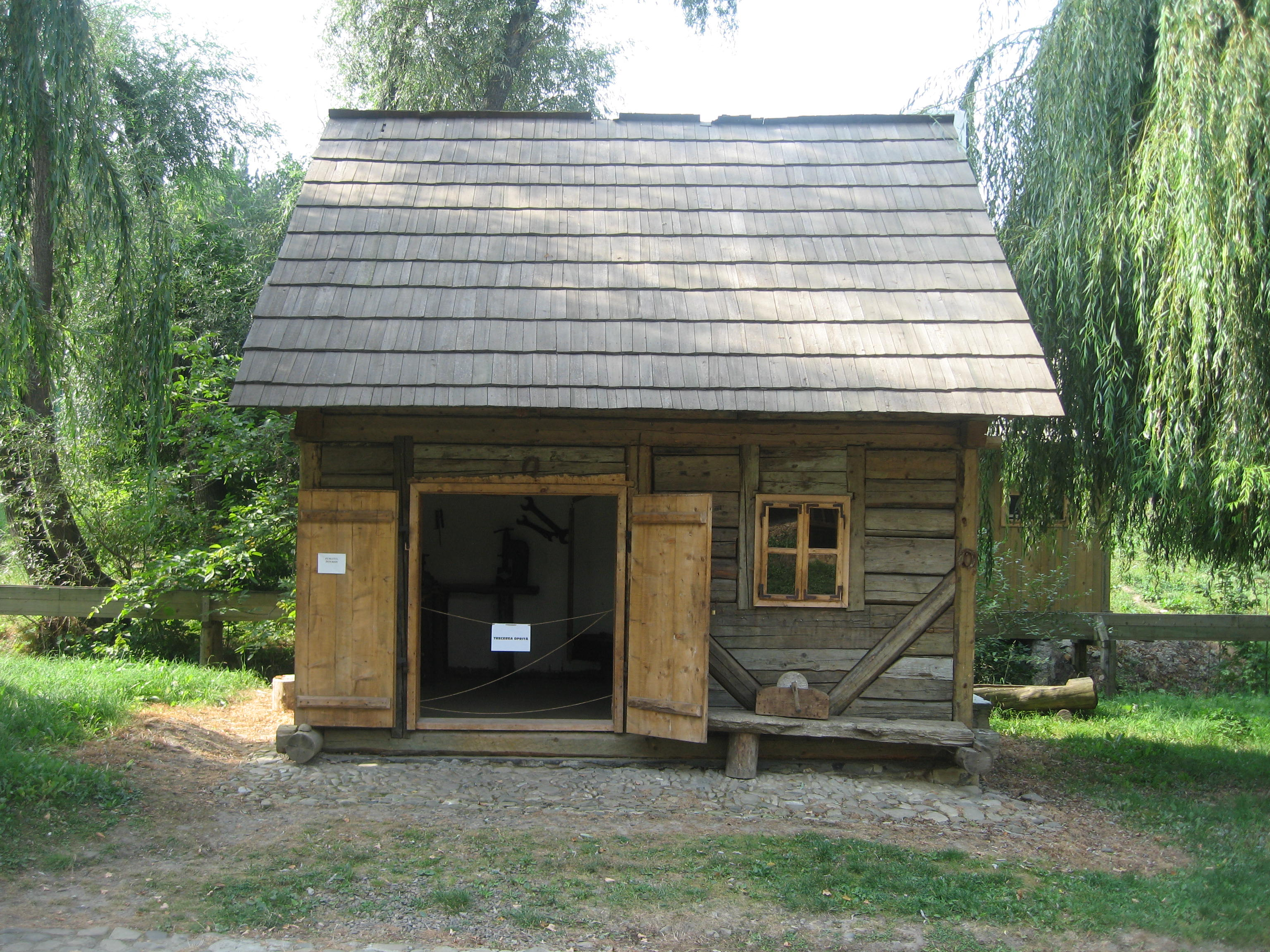
Fierăria

Fierăria reprezintă un atelier în care fierarul prelucrează la cald fierul sau alte metale. În perioada medievală aici erau confecționate potcoave pentru animale (unele ateliere se numeau și potcovării), arme (săbii, spade), topoare, balamale, mânere metalice, zăvoare, chei, lanțuri, cătușe, cuie, clești, vătraie, obiecte de podoabă (cercei, brățări, inele) sau ustensile casnice (linguri, furculițe, cuțite) etc.
Cu sprijinul financiar al Corpului Păcii și a voluntarilor americani din fundația AREAS (care au contribuit cu o sumă de 5.000 dolari) care și-au desfășurat activitatea în Suceava, a fost reconstituit în Muzeul Satului Bucovinean un atelier tipic de fierărie de la începutul secolului al XX-lea. Echipa de restauratori și muncitori din cadrul Muzeului Satului a confecționat o construcție monocelulară din bârne de brad, având ca anexă stativele pentru potcovit caii și boii de jug. Ea a fost inaugurată la 18 mai 2006.
În atelierul de fierărie se află mai multe instrumente de lucru folosite de meșterul fierar: 
- forja cu vatra și foiul;
- butucul cu nicovala;
- scule (baroase, ciocane, clești) și unelte specifice etc.

De asemenea, se află și produsele unui atelier caracteristic începutului de secol XX: potcoave, obiecte de uz casnic și gospodăresc, lucrate manual. Toate aceste unelte au fost folosite într-o fierărie din satul Gura Haitii, zona etnografică Dorna.
Atelierul de fierărie a fost folosit și pentru confecționarea unor obiecte pentru celelalte construcții expuse în Muzeul Satului Bucovinean.

### Casa de locuit din Volovăț

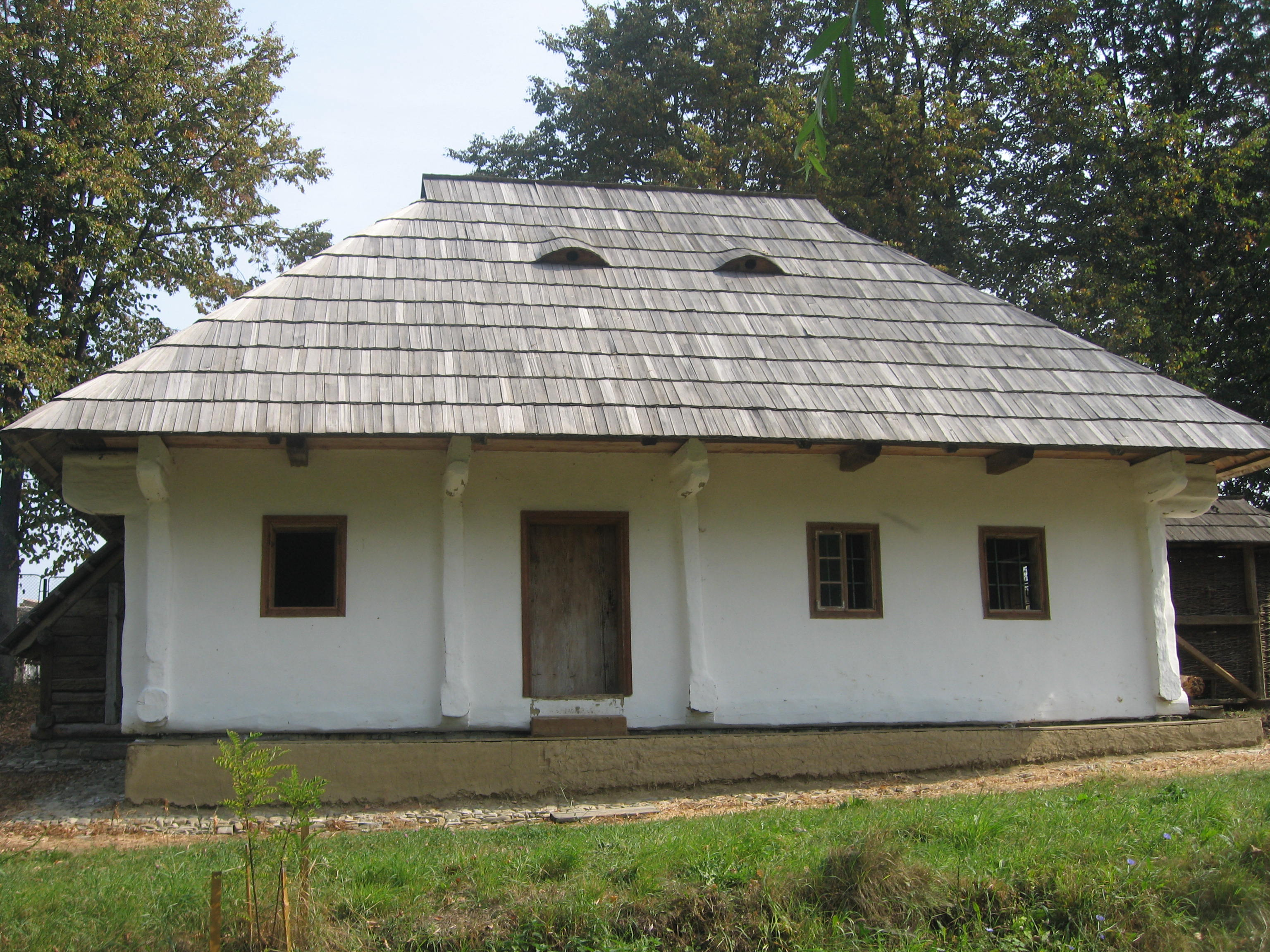
Casa de locuit din Volovăț

Casa de locuit din localitatea Volovăț, zona etnografică Rădăuți, datează din a doua jumătate a secolului al XIX-lea, aproximativ anul 1860, ultimul său proprietar fiind Gheorghe Buliga. Ea a fost reconstruită în muzeu în anul 2001, obiectivul fiind deschis publicului la data de 14 iunie 2006.
Construcția avea rolul de locuință, fiind de tip cameră-tindă-cameră, cu plecătoare pe latura din spate și cu prispă de lut pe două laturi. Locuința este construită din cununi de bârne de brad îmbinate în „coadă de rândunică” (tehnică de construcție). Pereții sunt lutuiți pe șipci și văruiți. Acoperișul este construit în patru ape, având învelitoare din draniță de brad bătută în rânduri suprapuse pe fiecare dintre acestea și două lucarne pe tabla din față.

### Oloinița din Volovăț
Oloinița este o construcție tradițională, folosită de țărani pentru obținerea „oloiului”, denumirea arhaică pentru uleiul nerafinat. Oloinița reconstituită în incinta Muzeului Satului Bucovinean provine din satul Volovăț, zona etnografică Rădăuți. Este o construcție monocelulară, cu pereții din bârne și acoperișul în două ape, cu învelitoare din draniță. În interior se găsește un atelier tradițional de obținere a oloiului din semințe de dovleac, nucă, in, floarea soarelui sau cânepă. Instalația conține cinci părți principale: oloinița propriu-zisă cu teasc, doi berbeci pentru izbirea penelor, doi chilugi, râșnița cu două mânere pentru zdrobirea semințelor de cânepă, cuptor cu horn și vatră pentru prăjit semințele.

### Casa de locuit din Vicovu de Jos

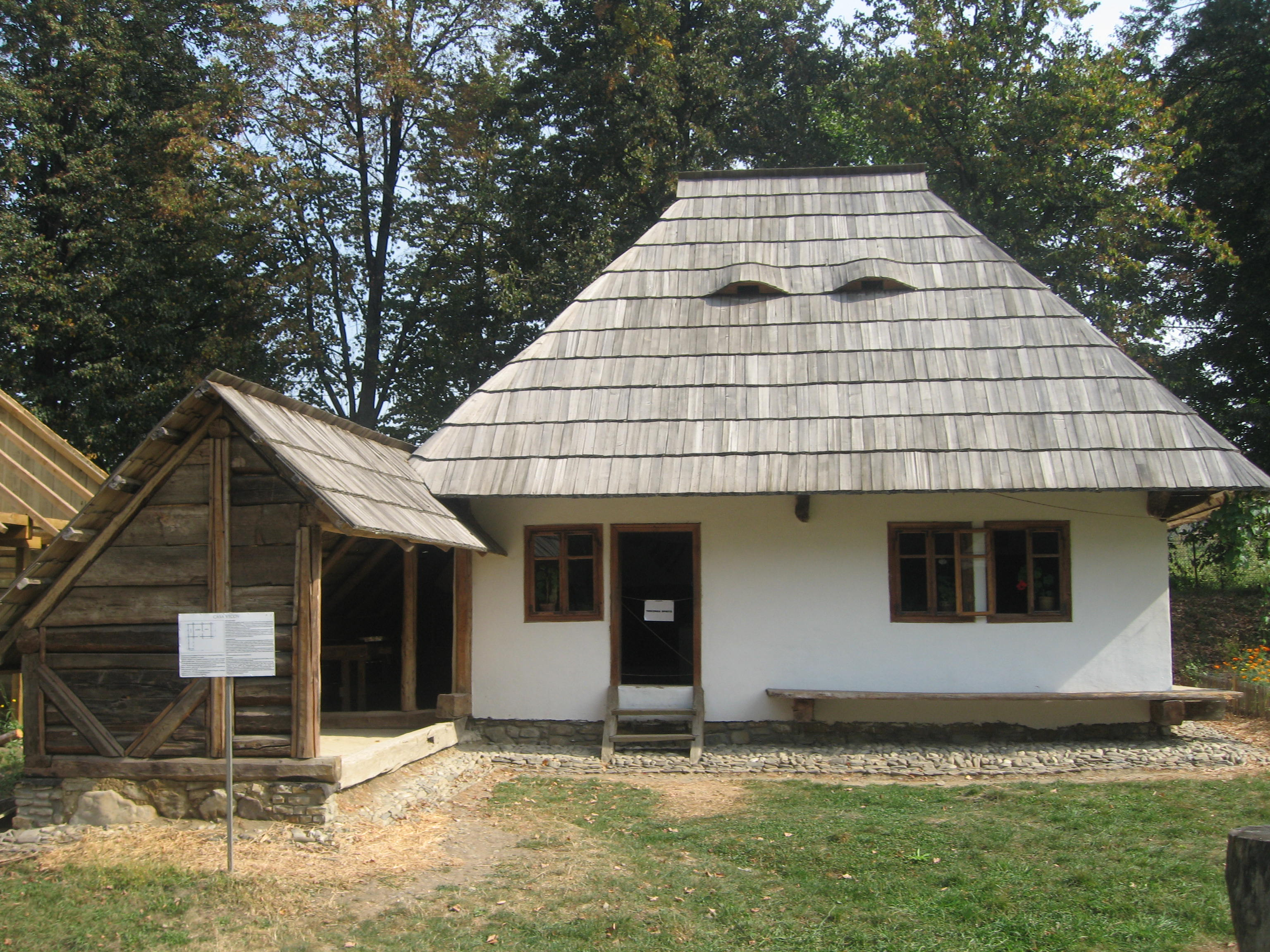
Casa de locuit din Vicovu de Jos

Casa de locuit din localitatea Vicovu de Jos, zona etnografică Rădăuți, datează de la începutul secolului al XX-lea, la temelia casei fiind găsită o monedă din anul 1924, ultimul său proprietar fiind Ion Chifan. Ea a fost reconstruită în muzeu în anul 2001, obiectivul fiind deschis publicului la data de 14 iunie 2006.
Construcția avea rolul de locuință, cu două camere și plecătoare pe o latură. Locuința este construită din cununi de bârne de brad îmbinate în tehnica „amnari” (tehnică de construcție). Pereții sunt lutuiți pe șipci și văruiți. Acoperișul este construit în patru ape, având învelitoare din draniță de brad bătută în rânduri suprapuse pe fiecare dintre acestea și două lucarne pe tabla din față.
La capetele căpriorilor ce susțin acoperișul din draniță este reprezentat un motiv zoomorf („capul de cal”). În plecătoarea casei a fost reconstituit un atelier de lingurar, meșteșug practicat în zonă, cu uneltele tradiționale de lucru.

### Gospodăria tradițională din Straja

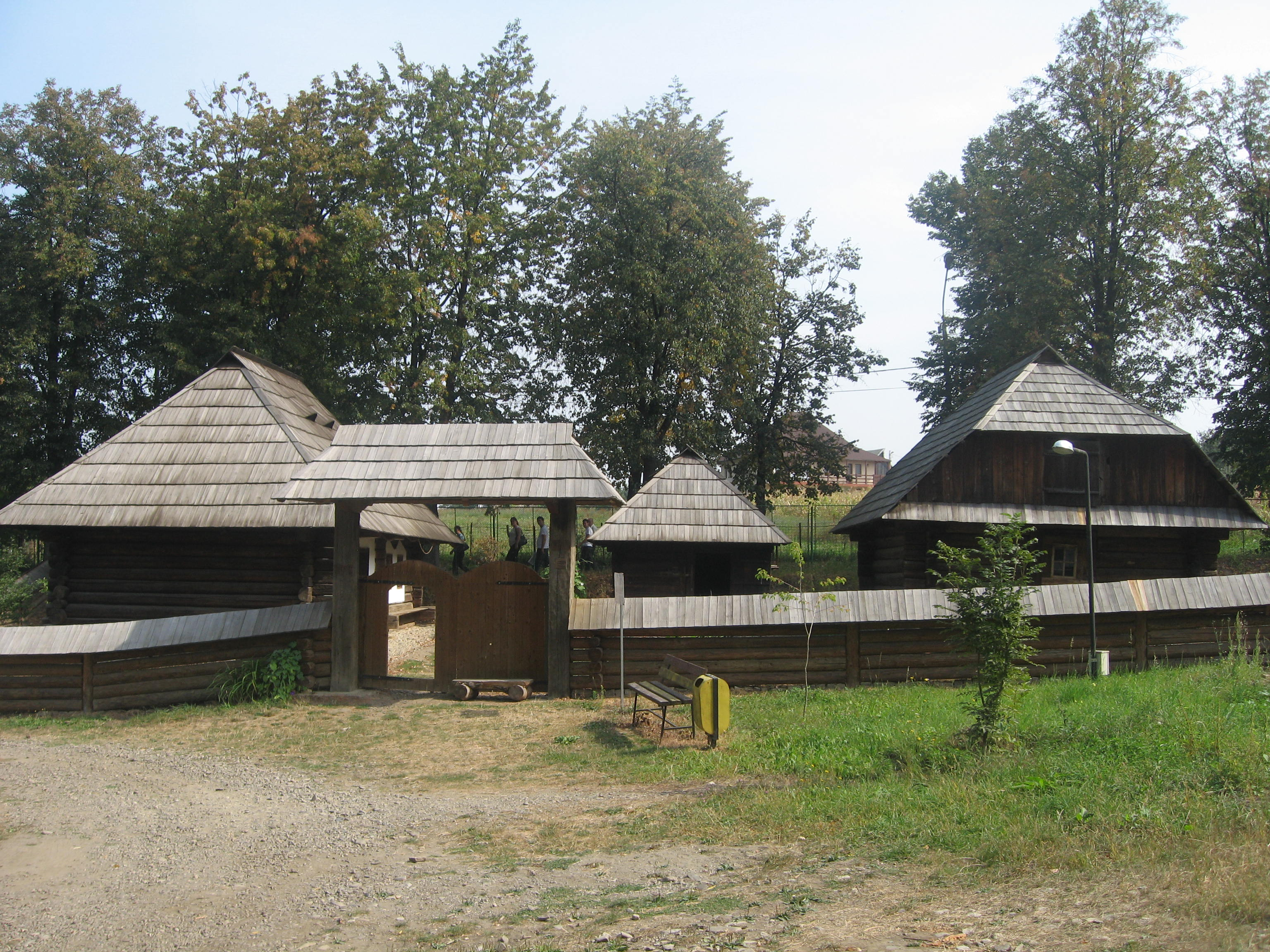
Gospodăria tradițională din Straja

Gospodăria tradițională din localitatea Straja, zona etnografică Rădăuți, datează de la mijlocul secolului al XIX-lea, ultimul său proprietar fiind Ion Hasna. Ea a fost reconstruită în muzeu în anul 1976, fiind printre primele trei obiective restaurate.
Gospodăria este formată din casă de locuit de tip cameră-tindă-cameră, grajd pentru animale compartimentat cu spații pentru vite, oi, cai și păsări și o anexă gospodărească specifică zonei – hâjul. Hâjul este des întâlnit în gospodăriile din regiunea Bucovinei și este folosit în timpul verii pentru fierberea și albirea rufelor, iar în timpul iernii ca afumătoare și loc de pregătire a grăsimii animale.
Gospodăria este împrejmuită cu gard din bârne de lemn cu acoperiș de draniță și răzlogi. Casa și anexele sunt amenajate în interior cu mobilier, obiecte de uz casnic și gospodăresc specifice zonei de proveniență. În „casa cea mare” a fost reconstituit un obicei de naștere tipic satelor bucovinene. În casă se află o femeie manechin care leagănă un manechin copil aflat într-un leagăn.
Construcția cu rol de locuință datează din prima jumătate a secolului al XIX-lea. Ea are două camere și o tindă pe mijloc de unde se pătrunde în ambele camere. Locuința este construită din cununi orizontale de bârne de brad despicate, îmbinate în sistem cheutoare (tehnică de construcție). Pereții sunt lutuiți pe șipci și văruiți în jurul ancadramentelor. Temelia este din zidărie de piatră de râu cu liant de mortar, iar fundația este din beton și din zidărie de piatră. Pardoseala construcției este din lut stabilizat. Acoperișul este construit în patru ape, având învelitoare din draniță de brad bătută în rânduri suprapuse pe fiecare dintre acestea și două lucarne pe tabla din față.
Hâjul este o construcție anexă monocelulară datând din ultimul sfert al secolului al XIX-lea. El este confecționat din cununi orizontale de bârne de brad cioplite în 4 muchii. Temelia este din zidărie de piatră de râu, iar fundația este din beton și din zidărie de piatră. Pardoseala construcției este din pământ, iar acoperișul este construit în patru ape, având învelitoare din draniță de brad bătută în rânduri suprapuse pe fiecare dintre acestea.
Pe lângă casa de locuit și hâj, în interiorul gospodăriei se află și un grajd pentru animale compartimentat cu spații pentru vite, oi, cai și păsări. Grajdul este acoperit cu învelitoare din draniță de brad bătută în rânduri suprapuse.

### Celarul din Moldovița

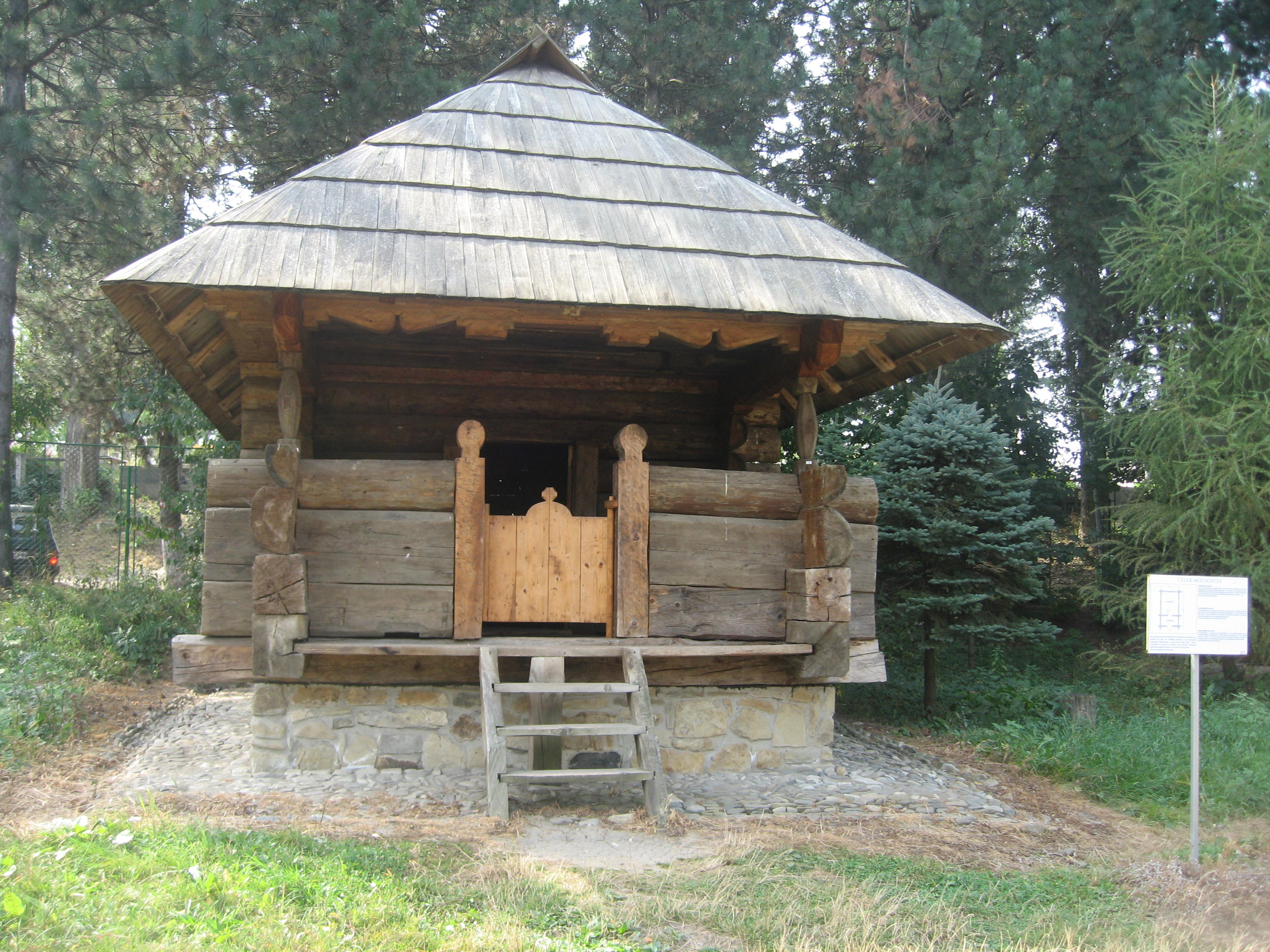
Celarul din Moldovița

Muzeul Satului Bucovinean a achiziționat un celar din localitatea Moldovița, zona etnografică Câmpulung Moldovenesc. Celarul este o anexă gospodărească folosită pentru depozitarea alimentelor și a uneltelor de lucru, fiind cunoscut în zona Moldovița sub denumirea locală de „klichi”. El era amplasat de obicei în fața locuinței, pentru a fi mai ușor supravegheat de proprietar.
Celarul a fost construit inițial în satul Demăcușa în secolul al XVIII-lea, de unde a fost strămutat în jurul anului 1925 la Moldovița de către Ioan Haucă (n. 1906), ultimul proprietar. Construcția ilustrează arhitectura specifică populației huțule din zona de munte a Bucovinei.
Celarul are o formă dreptunghiulară (3,30 metri x 5,50 metri) și este de tip monocelular. El este format dintr-o cameră de mici dimensiuni (fără ferestre) pentru păstrarea alimentelor și a uneltelor de lucru, precedată de un cerdac larg. Locuința este construită din cununi orizontale de bârne de brad, cioplite în patru muchii și îmbinate în „cheotori”. Lipsind ferestrele, aerisirea este asigurată printr-o deschidere practicată într-un perete transversal, care putea fi acoperită la nevoie. Fruntarul are terminații cioplite în „cap de cal” cu dublu lob. Capetele bârnelor semicirculare sunt prelungite pe fiecare latură cu aproximativ 0,40 metri. La mijlocul parapetului frontal al celarului se află o portiță. În perioada verii, se obișnuia să se doarmă în cerdac.
Temelia construcției este zidită din bolovani masivi de piatră de râu, având o fundație din beton ciclopian și zidărie din bolovani de râu prinsă cu liant de mortar. Acoperișul este construit în patru ape, cu pante repezi, având învelitoare din draniță de brad, bătută în rânduri suprapuse pe fiecare dintre acestea. Pardoseala este din dușumele din scândură.

### Casa de locuit din Ostra

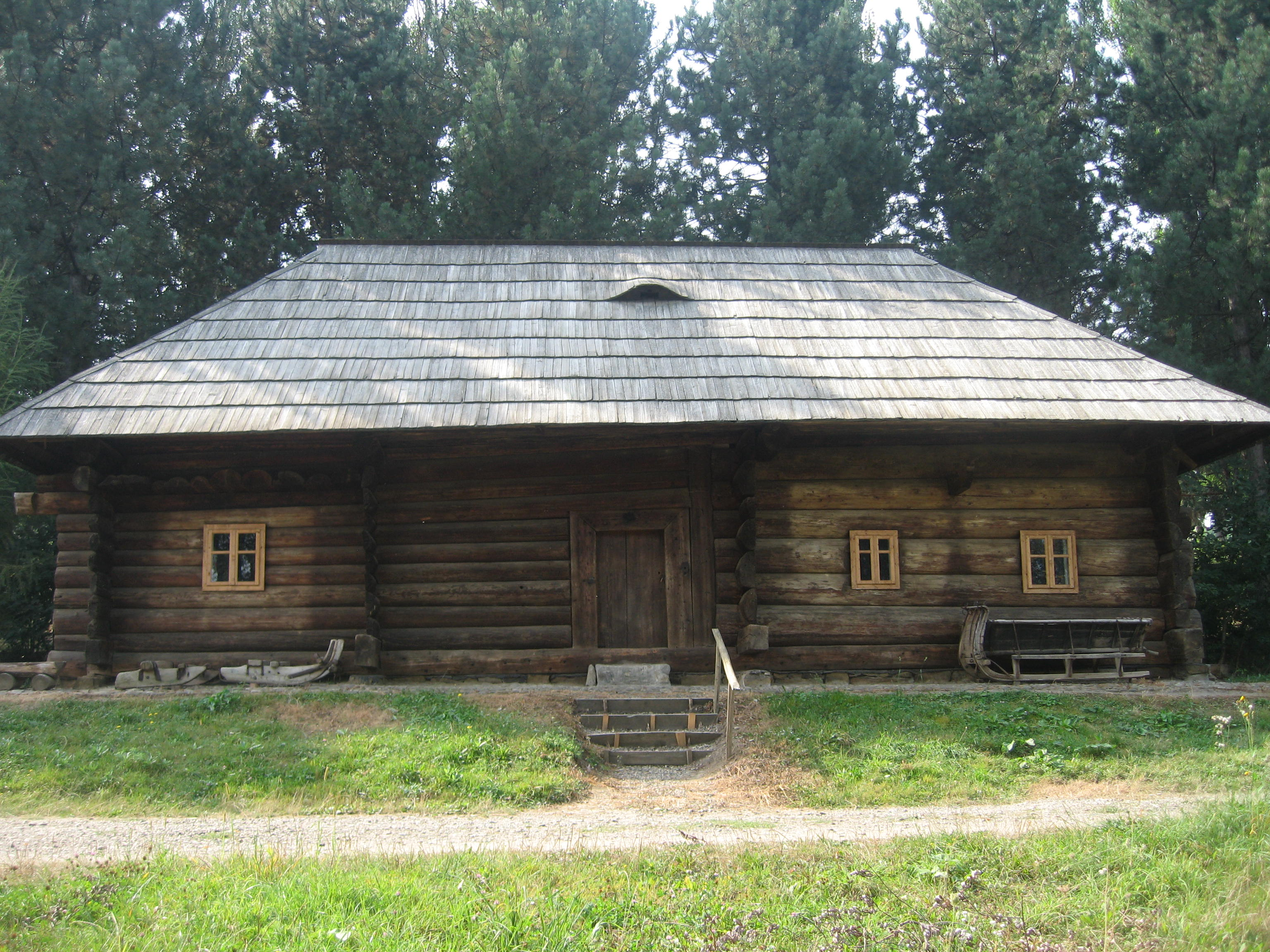
Casa de locuit din Ostra

Una dintre primele case achiziționate de Muzeul Satului Bucovinean este o casă de locuit din localitatea Ostra, zona etnografică Humor, care datează de la începutul secolului al XIX-lea, ultimul său proprietar fiind Gherasim Nastiuc. Ea a fost reconstruită în muzeu în anul 1976 și conservă un plan tradițional de construcție de largă circulație în Bucovina.
Construcția avea rolul de locuință, fiind de tip cameră-tindă-cameră, cu tinda mediană, fiind monumentală prin proporții și dimensiuni. Temelia construcției este zidită din piatră de piatră de râu prinsă cu liant de mortar, având o fundație din beton ciclopian și zidărie din bolovani de râu. Locuința este construită din cununi de bârne de brad despicate, îmbinate la colțuri în cheutori rotunde (tehnică de construcție), fiind specifică zonei de munte. Pereții sunt tencuiți și văruiți de mai multe ori.
Acoperișul este construit în patru ape, având învelitoare din draniță de brad bătută în rânduri suprapuse pe fiecare dintre acestea și îmbinate în cheotori rotunde și o lucarnă pe tabla din față. Acoperișul este înalt, realizând un raport de 2/3 din înălțimea casei. Pardoseala este din pământ.
În această casă, Secția de Etnografie din cadrul Complexului Muzeal Bucovina a organizat expoziția „Mijloace de transport tradiționale”, aici fiind expuse căruțe, sănii și trăsuri, precum și o serie de obiecte din colecțiile muzeului, de la traistă, desagi, bărbânță, fedeleșuri, burdufuri și până la piese de harnașament tradiționale.

### Casa de locuit din Câmpulung Moldovenesc

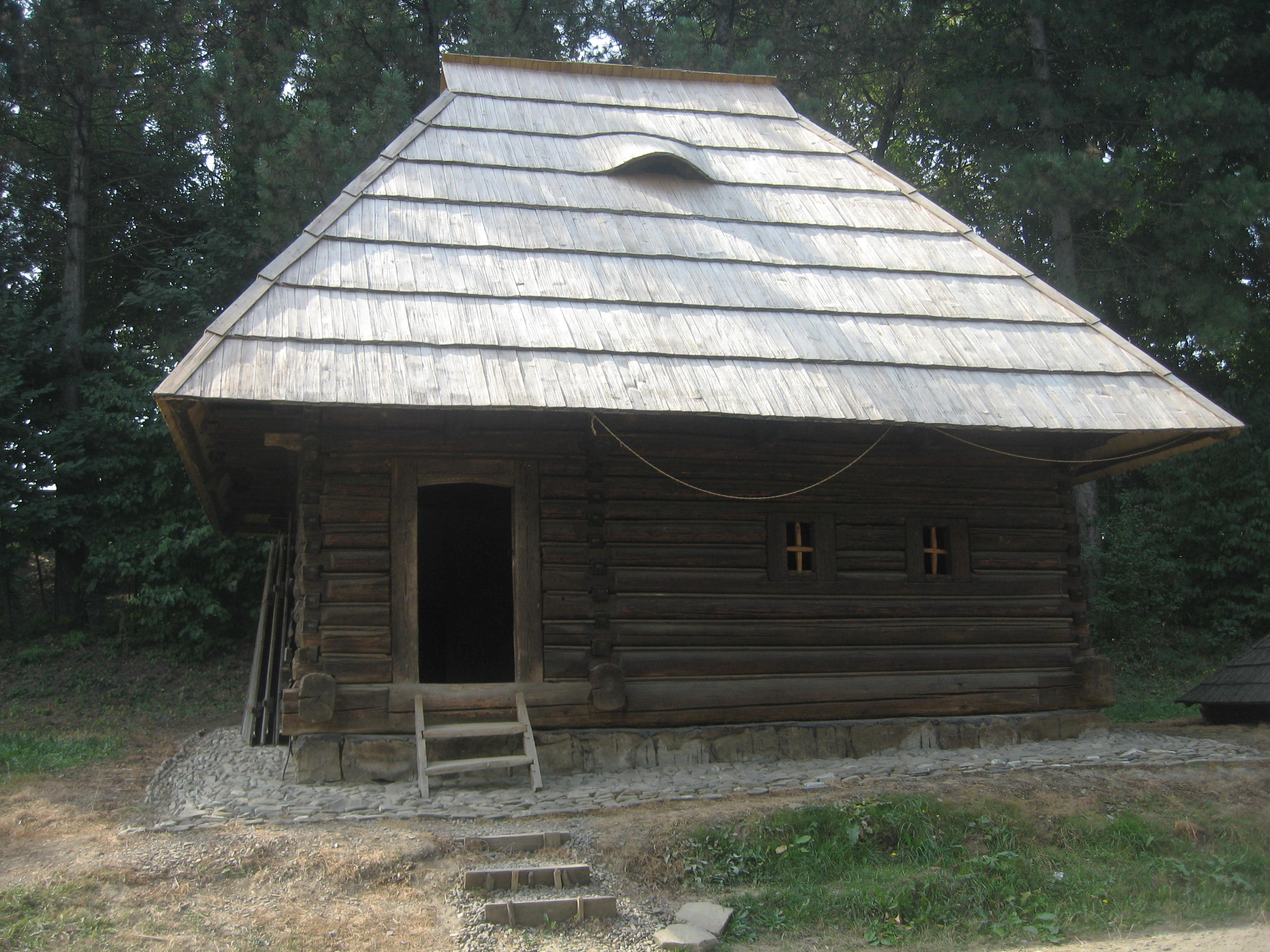
Casa de locuit din Câmpulung Moldovenesc (Casa Roată)

Una dintre primele case achiziționate de Muzeul Satului Bucovinean este o casă de locuit din localitatea Câmpulung Moldovenesc, care datează din al doilea pătrar al secolului al XIX-lea, ultimul său proprietar fiind Gavril Roată, de aceea casa este numită și Casa Roată. Ea a fost reconstruită în muzeu în anul 1976 și reprezintă unul din primele tipuri de casă de locuit din Bucovina.
Construcția avea rolul de locuință, fiind de tip cameră-tindă, respectând un plan tradițional frecvent în zona etnografică Câmpulung Moldovenesc. Temelia construcției este zidită din bolovani masivi de piatră de râu prinsă cu liant de mortar, având o fundație din beton ciclopian și zidărie din bolovani de râu. Locuința este construită din cununi de bârne de brad rotunde îmbinate în sistem cheutoare. Pereții sunt tencuiți și văruiți de mai multe ori.
Acoperișul este construit în patru ape, având învelitoare din draniță de brad bătută în rânduri suprapuse pe fiecare dintre acestea și o lucarnă pe tabla din față. Acoperișul este înalt, realizând un raport de 2/3 din înălțimea casei. Pardoseala este din pământ.
Locuința are o suprafață mică (6,30 metri x 4,20 metri), cu o singură intrare și trei ferestre. Ușa este confecționată din scândură masivă și este fixată cu balamale din lemn, mânuirea pentru închidere/deschidere făcându-se cu ajutorul unui mâner din lemn confecționat dintr-un cui de tisă. De asemenea, ușa dispune și de un zăvor în pârghie: o încuietoare clasică cu căței executată din lemn de esență tare, fiind acționată cu o cheie masivă, tot din lemn.
Tinda este încăperea care are acces în exterior, ea fiind spațiul unde se depozitează și păstrează produse alimentare sau obiecte de uz gospodăresc: cofițe, donițe, ladă de făină, budăci, butoiașe, piuă, untăriță, rășchitor. În partea din spate funcționa o groapă pentru păstrarea cartofilor, sfeclei sau a fructelor în timpul iernii.
Din tindă se intră în „casa cea mare”, unde se află lângă pereți laițe sprijinite pe butuci. În partea stângă a intrării este amenajat cu cuptor cu vatră specific zonei. Între cuptor și peretele din față se află un pat din scânduri masive având deasupra o grindă pentru păstrarea diverselor țesături de interior sau piese de vestimentație.
În interior se află obiecte casnice: oale și străchini de ceramică, butoiașe, lăcrițe și cofițe din lemn. Întinse pe pereți, sau aflate pe laițe, pe pat sau la icoane sunt așezate țesăturile de interior confecționate din lână și cânepă: păretare, lăicere, cergi, ștergare de perete și năframe de nuntă.

### Gospodăria tradițională din Câmpulung Moldovenesc

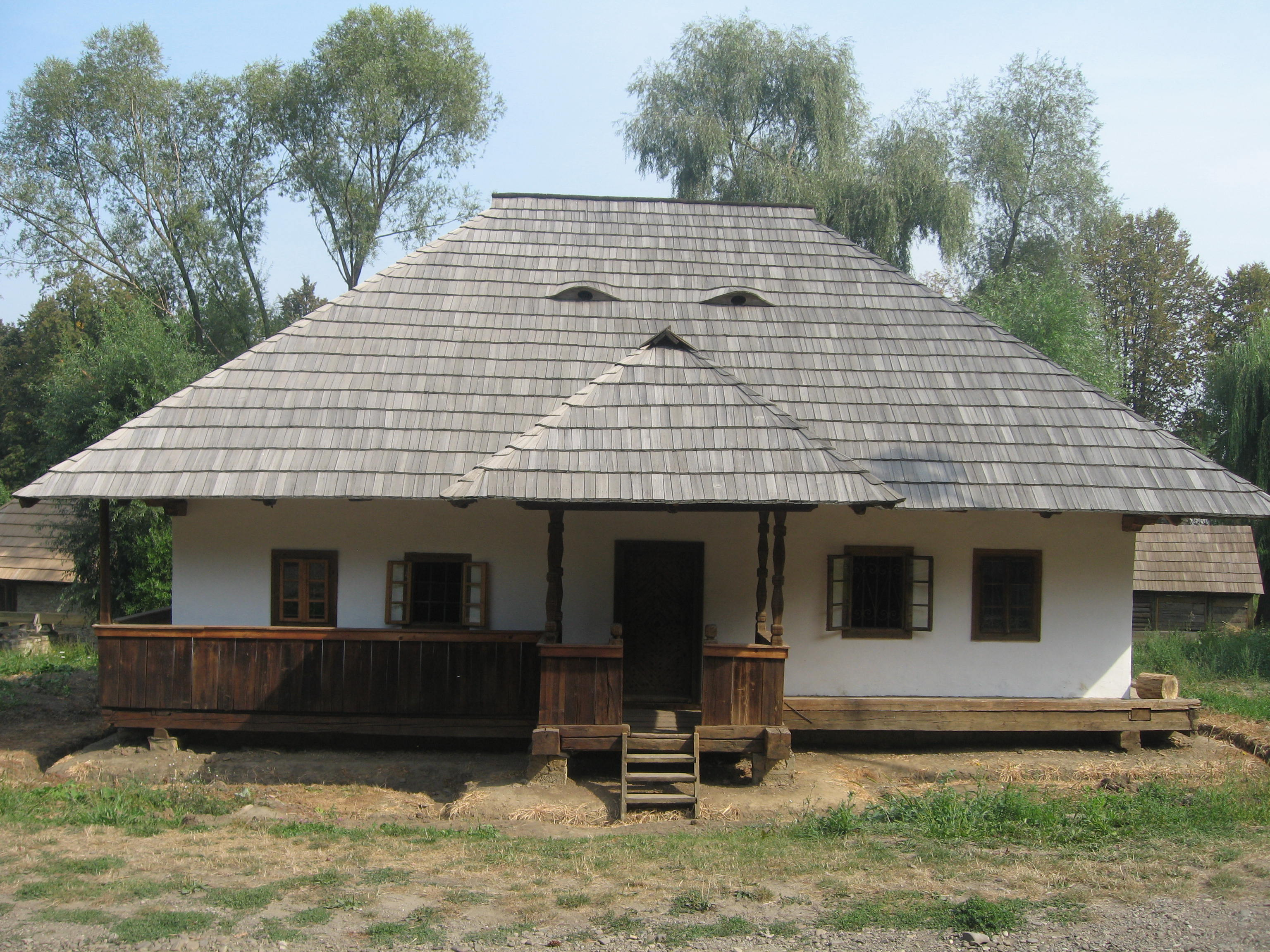
Casa Nemțan din cadrul gospodăriei tradiționale din Câmpulung Moldovenesc

Gospodăria tradițională din localitatea Câmpulung Moldovenesc este o gospodărie de crescători de animale din zona înaltă a Bucovinei. Ansamblul include: casă de locuit, grajd cu cămară și poartă.
Casa de locuit din cadrul gospodăriei din Câmpulung Moldovenesc datează de la sfârșitul secolului al XIX-lea, ultimul său proprietar fiind Nemțan. Din acest considerent se mai numește Casa Nemțan. Ea a fost reconstruită în muzeu în anul 2004.
Interiorul este împărțit în șase încăperi: în partea din față două camere („casa cea mare” și bucătăria) despărțite de tindă, iar în planul secund alte două încăperi (de tip cămară) despărțite de o a doua tindă în continuarea celei din față. Construcția este prevăzută cu foișor la intrare, gang pe două laturi și prispă pe celelalte două, fiind un tip de casă specific zonei, evoluat din punct de vedere planimetric.
Temelia construcției este din lespezi mari din piatră de râu prinse cu liant de mortar, având o fundație din beton ciclopian și zidărie din piatră de râu. Locuința este construită din cununi orizontale de bârne de brad rotunde, îmbinate la colțuri în „cheutori” (tehnică de construcție). Acoperișul este construit în patru ape, având învelitoare din draniță de brad bătută în rânduri suprapuse pe fiecare dintre acestea și încheiate la colțuri și două lucarne pe tabla din față. Pereții sunt lutuiți pe pureci și văruiți. Acoperișul este înalt, având pante abrupte pentru scurgerea apei de ploaie și a zăpezii. Pardoseala este din lut stabilizat.
Grajdul din Câmpulung Moldovenesc este o anexă frecvent întâlnită în zona montană, unde ocupația de bază a locuitorilor este creșterea animalelor. Construcția, ce datează de la începutul secolului al XX-lea, reunește sub același acoperiș un grajd spațios și o cămară separate de aria șurii (spațiul liber unde se putea intra cu carul pentru a arunca fânul în pod și unde erau depozitate utilaje și acareturi). În cadrul muzeului, grajdul este folosit pentru păstrarea instrumentelor de lucru ale restauratorilor.
Poarta datează din al doilea sfert al secolului al XX-lea și este construită din stâlpi masivi de rășinoase, accesul persoanelor și cel cu căruța făcându-se separat. Are acoperișul în patru ape și învelitoare din draniță fixată „în solzi”.

### Biserica de lemn și clopotnița din Vama

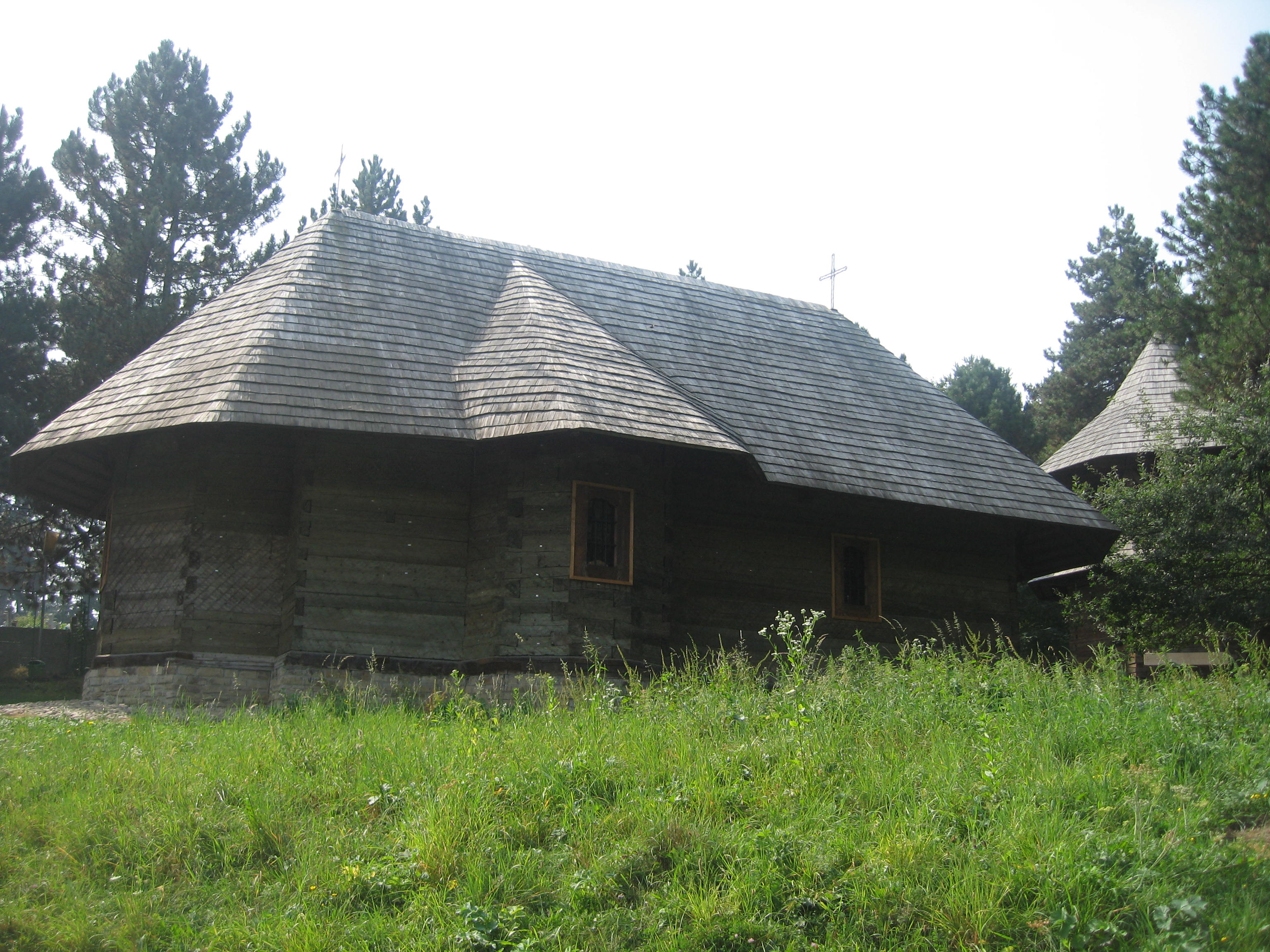
Biserica de lemn „Înălțarea Domnului” din Vama

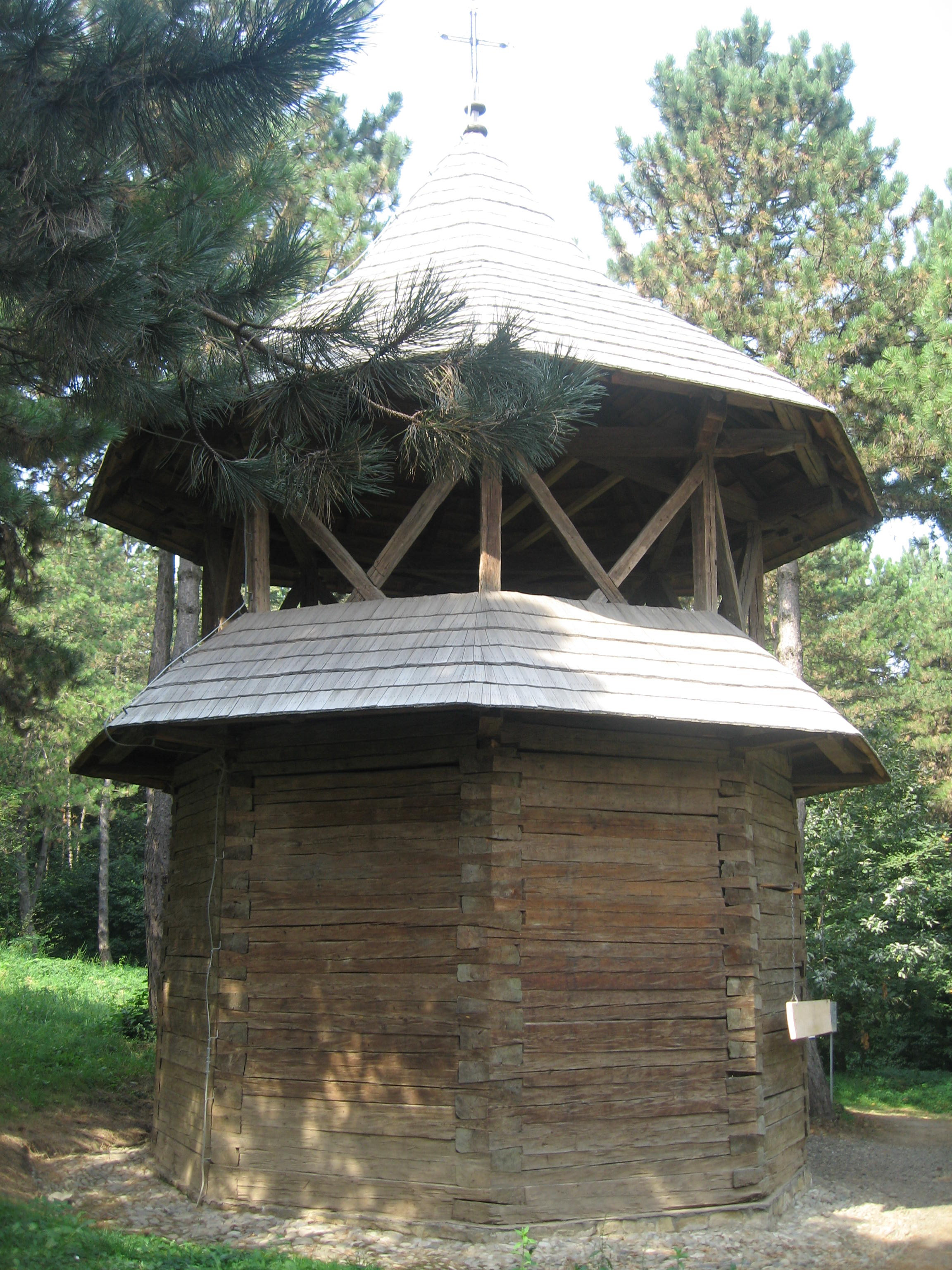
Clopotnița din Vama

În Muzeul Satului Bucovinean se află o biserică de lemn și o clopotniță din Vama, incluse ambele pe Lista monumentelor istorice din județul Suceava din anul 2015.
Biserica de lemn cu hramul Înălțarea Domnului din Vama a fost construită în anul 1783 în satul Vama de către meșterii populari Mihăilă și Dumitru Holtei cu banii lui M. Tâmpescu și Toader al Tomei. În anul 1960, biserica de lemn a fost tencuită.
În anul 2001, Parohia Înălțarea Domnului din Vama de Jos a donat biserica de lemn și clopotnița Muzeului Satului Bucovinean din Suceava, unde a fost strămutată și reconstituită. Cu ocazia reconstituirii, i s-a înlăturat tencuiala. Biserica a fost dotată cu strane noi, replici realizate de meșterii restauratori ai instituției muzeale sucevene și au fost aduse câteva icoane vechi de factură populară, pictate pe lemn și cărțile religioase de trebuință. Pictura murală din altar a fost și ea restaurată, iar Arhiepiscopia Sucevei și Rădăuților a înzestrat lăcașul cu odoarele și obiectele de cult necesare.
Biserica a fost resfințită pe amplasamentul actual la 12 aprilie 2009 (în Duminica Floriilor), de ÎPS Arhiepiscop Pimen Zainea al Sucevei și Rădăuților, cu acest prilej obiectivul fiind inclus în circuitul de vizitare a muzeului în aer liber.
Biserica are un plan treflat clasic, având divizarea clasică în pronaos, naos și altar. Ea este construită din bârne de brad, cioplite în patru fețe și îmbinate la colțuri în tehnica „coadă de rândunică”. Construcția prezintă bogate ornamente geometrice și stilizări zoomorfe.
Catapeteasma originală datează din anul 1811, fiind restaurată de specialiștii din cadrul Laboratorului Zonal de Restaurare al Muzeului Bucovinei cu fonduri obținute de la Ministerul Culturii și Cultelor prin programul „Patrimoniul în pericol”.
Parohia Vama de Jos a donat și turnul clopotniță din lemn, construit în anul 1787. Clopotnița a fost reconstruită în muzeu în anul 2005. Edificiul are un plan octogonal, fiind construit din bârne de rășinoase cioplite la patru fețe îmbinate la colțuri în tehnica „coadă de rândunică”. Construcția are două niveluri, cu etajul semideschis, și este ornamentată cu motive zoomorfe.
Ansamblul bisericii „Înălțarea Domnului” din Vama a fost inclus pe Lista monumentelor istorice din județul Suceava din anul 2015, având codul de clasificare SV-II-a-B-05654, fiind format din 2 obiective:
- Biserica de lemn „Înălțarea Domnului” – datând din 1783 și având codul SV-II-m-B-05654.01
- Clopotnița – datând din 1787 și având codul SV-II-m-B-05654.02

### Gospodăria tradițională din Rădășeni

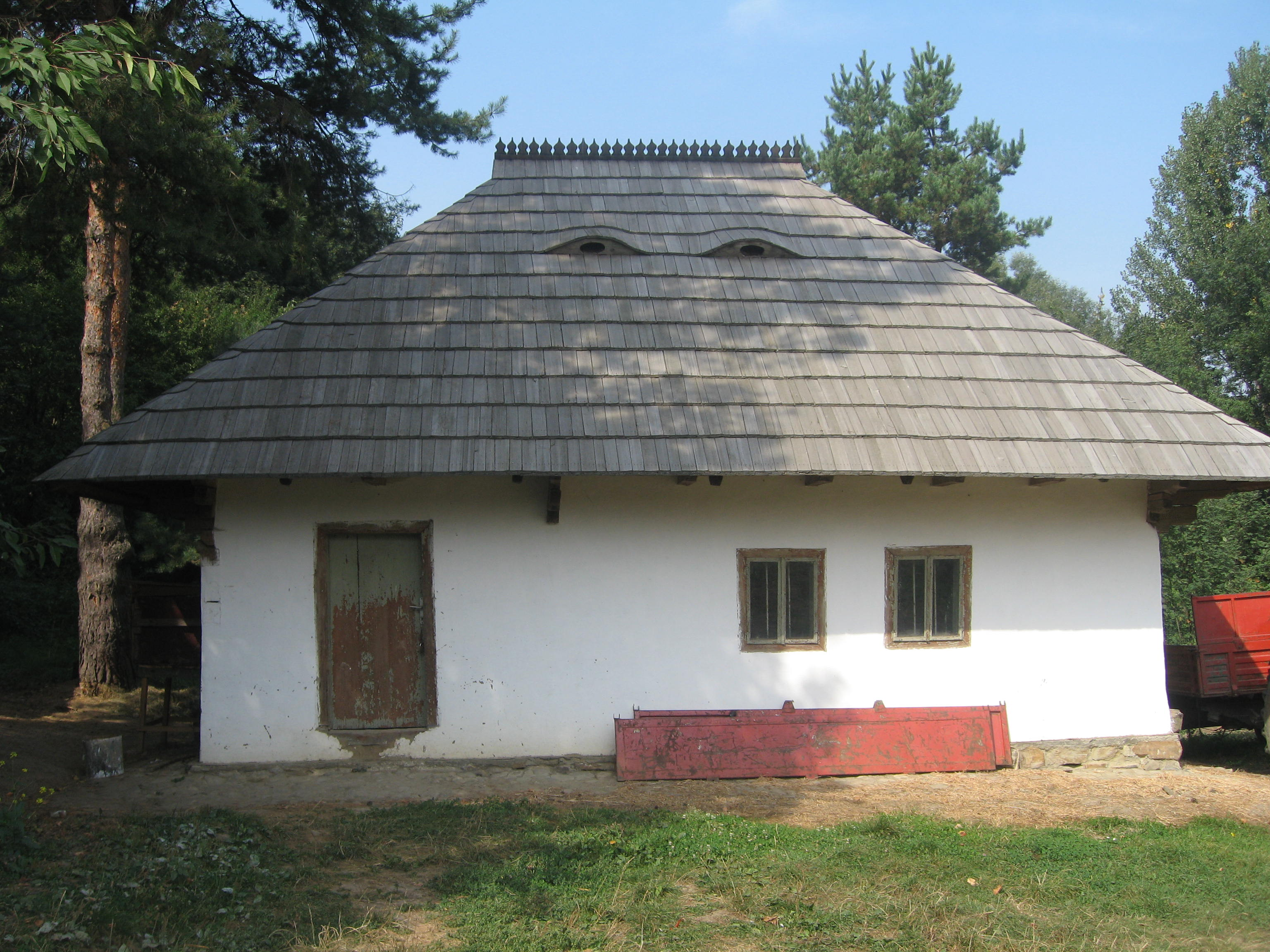
Casa de locuit din cadrul gospodăriei tradiționale din Rădășeni

Gospodăria tradițională din localitatea Rădășeni, zona etnografică Fălticeni (din Vechiul Regat, în vecinătatea Bucovinei), datează de la sfârșitul secolului al XIX-lea, ultimii său proprietari fiind Grigore Ion și Maria Amariei. Ea a fost reconstruită în muzeu în anul 2004.
Gospodăria este formată din casă de locuit, cu două camere și bucătărie de vară. Construcțiile sunt realizate din cununi orizontale de bârne de brad îmbinate la colțuri în sistem cheutoare (tehnică de construcție), lutuite pe pureci și văruite. Gospodăria din zona Fălticeni ilustrează una din ocupațiile de bază ale localnicilor, pomicultura.
Casa de locuit are două camere („casa cea mare” și bucătăria) și o tindă în partea stângă, de unde se pătrunde în ambele camere. Temelia este din zidărie de piatră de râu cu liant de mortar, iar fundația este din beton și din zidărie de piatră. Pardoseala construcției este din lut stabilizat. Acoperișul este construit în patru ape, având învelitoare din draniță de brad bătută în rânduri suprapuse pe fiecare dintre acestea și două lucarne pe tabla din față.
Bucătăria de vară are dimensiuni reduse, fiind alcătuită dintr-o tindă, o cameră și o cămară. Acoperișul este înalt, construit în patru ape, având învelitoare din draniță de brad bătută în rânduri suprapuse pe fiecare dintre acestea și o fumătoare pe tabla din față.

### Casa de locuit din Dorna Candrenilor

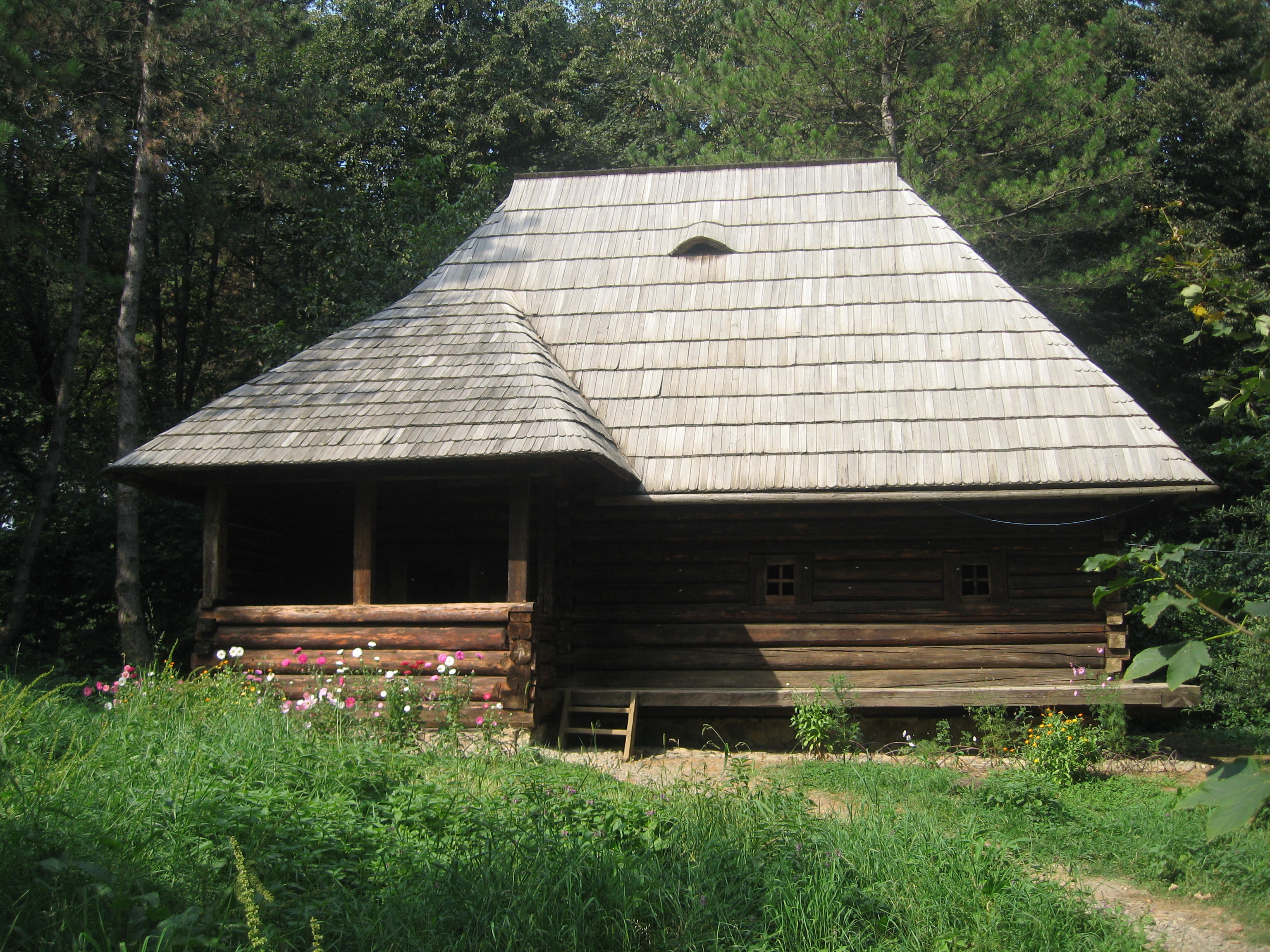
Casa de locuit din Dorna Candrenilor

Casa de locuit din cătunul Bâtca Pripor aflat în comuna Dorna Candrenilor, zona etnografică Dorna, datează de la sfârșitul secolului al XVIII-lea, ultimul său proprietar fiind Gavril Candrea. Ea a fost descoperită în timpul unor campanii de cercetare efectuate în anii 1975–1976, dar achiziționarea imobilului s-a realizat abia în anul 1997. Casa a fost reconstruită în muzeu în 1999 și conservă un plan tradițional de construcție de largă circulație în Bucovina.
Construcția avea rolul de locuință, fiind de tip tindă-cameră, cu o cămară mică și prezintă un element nou arhitectonic – foișorul lateral de la intrare. În interior este amenajată cu obiecte specifice zonei Dornelor și cu inventarul de unelte folosite de bărbați pentru lucrul la pădure.
Temelia construcției este din lespezi mari din piatră de râu prinse cu liant de mortar, având o fundație din beton ciclopian și zidărie din piatră de râu. Locuința este construită din cununi orizontale de bârne de brad rotunde, încheiate la colțuri în „coadă de rândunică” (tehnică de construcție). Acoperișul este construit în patru ape, având învelitoare din draniță de brad bătută în rânduri suprapuse pe fiecare dintre acestea și încheiate la colțuri și o lucarnă pe tabla din față. Acoperișul este înalt, având pante abrupte pentru scurgerea apei de ploaie și a zăpezii. Pardoseala este din lut stabilizat.
Camera de locuit conține un cuptor prevăzut cu vatră deschisă și horn de evacuare a fumului, precum și un spațiu mare de odihnă, acest cuptor fiind considerat cel mai important element de arhitectura interioară. Lângă cuptor se află un pat de dimensiuni mari și acoperit cu țesături, perne și velnițe. Deasupra patului este o bârnă masivă din lemn de care se agățau obiectele de vestimentație. De-a lungul pereților se află laițe masive folosite atât pentru odihnă, cât și pentru lucrul în timpul diverselor îndeletniciri casnice. În spatele tindei se află o cămară care era folosita pentru depozitarea produselor alimentare.
Casa Gavril Candrea din Dorna Candrenilor a fost inclusă pe Lista monumentelor istorice din județul Suceava din anul 2015, având codul de clasificare SV-II-m-B-05530.

### Gospodăria tradițională din Mănăstirea Humorului
Gospodăria tradițională din localitatea Mănăstirea Humorului, zona etnografică Humor, este un ansamblu reconstituit în cadrul muzeului și compus din: casă de locuit, grajd cu șură, celar sau bordei, atelier de tâmplărie, fântână și poartă.
Casa de locuit are o compartimentare de tip cameră-tindă-cameră. Tinda are o ușă prin care se realizează accesul în spatele casei. Pereții sunt realizați din bârne fasonate ce au lemnul aparent doar în jurul ferestrelor și al ușii, ancadramentele prezentând chenare lutuite și văruite. Pe trei laturi, construcția prezintă un gang de scândură, marcat de stâlpi ciopliți în volume geometrice. Gangul este susținut de prelungirile tălpilor casei.
Grajdul cu șură din Mănăstirea Humorului reprezintă o anexă de dimensiuni mari. El este împărțit în grajdul propriu-zis, spațiul liber pentru accesul cu căruța și pentru diferite activități gospodărești, respectiv paierul unde se depozita fânul. Sub prelungirea învelitorii este târla oilor. Grajdul este ridicat din cununi de bârne fasonate, iar restul construcției dintr-un schelet de bârne înfundat cu scândură.
Celarul (sau bordeiul) este o construcție monocelulară din cununi de bârne încheiate în „coadă de rândunică”, fără ferestre și având o ușă solidă la intrare. Celarul este o anexă gospodărească specifică zonei montane Humor.
Atelierul de tâmplărie are o singură încăpere care este prevăzută cu mai multe ferestre pentru asigurarea unei vizibilități optime în practicarea acestui meșteșug.
Fântâna este dispusă lângă casa de locuit din cadrul gospodăriei și în apropiere de poartă. Este o fântână cu ghizdele și roată, construită din scândură fixată în cuie, pe schelet de rășinoase, cu învelitoare din draniță.
Poarta tradițională are o structură din trei grinzi verticale pe care se sprijină un acoperiș în patru table. Prezintă un spațiu de acces pentru căruță și o portiță pentru accesul persoanelor.

### Casa de locuit din Holohoșca
Casa de locuit din Holohoșca, comuna Sadova, aparține zonei etnografice Câmpulung Moldovenesc și reprezintă un tip de locuință specifică țăranilor din zona înaltă a Bucovinei. Casa reconstituită în incinta Muzeului Satului Bucovinean este împărțită în cameră și tindă. La rândul ei, tinda este împărțită în două pentru a face loc cămării și foișorului. Foișorul avea rolul de a proteja de intemperii intrarea în locuință. Accesul în foișor este decorat prin cioplire cu motive antropomorfe la stâlpul portiței și motive geometrice la coloneta ce susține o apă a acoperișului foișorului. Camera, de dimensiuni generoase, avea dublu rol: atât cameră de locuit, cât și bucătărie. Prispa casei este realizată din bârne masive de lemn.

### Gospodăria tradițională din Bilca
Gospodăria tradițională din localitatea Bilca, zona etnografică Rădăuți, este compusă din patru obiective: casă, grajd cu șură, căsuță și cămară (hâj). Este specifică zonei depresionare Rădăuți, unde activitățile predominante ale locuitorilor sunt creșterea animalelor și agricultura.
Casa de locuit din incinta gospodăriei Bilca datează din a doua jumătate a secolului al XIX-lea și este construită din bârne rotunde sau fasonate rudimentar. Casa este lutuită integral, atât pe interior cât și la exterior, cu excepția capetelor bârnelor superioare. Din punct de vedere planimetric, construcția se împarte în două camere de locuit (bucătărie, respectiv „casa cea mare”), tindă mediană descoperită și o anexă adăpostită sub prelungirea din spate a acoperișului, care constituie plecătoarea casei.
Grajdul cu șură reprezintă o anexă de dimensiuni mari, dispunând de spații largi cu destinații diferite: grajd pentru animale, șopron pentru căruță, raclă pentru fân, ocol pentru oi sub plecătoare. În partea centrală, construcția prezintă un spațiu liber, utilizat pentru accesul cu căruța din curte sau din grădină. Grajdul propriu-zis este realizat din bârne, restul construcției fiind dintr-un schelet de grinzi, înfundat cu scândură.
Căsuța, care datează de la începutul secolului al XX-lea, avea rolul de „bucătărie de vară”, fiind folosită pentru prepararea și servirea mesei în timpul verii. De asemenea, căsuța putea avea rolul de loc de retragere al bătrânilor atunci când se întemeia o familie tânără în gospodărie. Construcția dispune de o tindă cu rol de depozit și din care se realizează accesul în pod. Este ridicată din bârne de rășinoase, cioplite la două sau patru fețe sau doar decojite, cununile îmbinându-se la colțuri în „coadă de rândunică”.
Hâjul sau cămara datează din aceeași perioadă cu căsuța și reprezintă o construcție monocelulară utilizată ca depozit pentru obiecte de uz casnic și gospodăresc, motiv pentru care nu are ferestre. Este realizată din cununi de bârne de rășinoase, cioplite la patru fețe și îmbinate la colțuri în „coadă de rândunică”.

### Casa de locuit din Pârteștii de Jos
În incinta Muzeului Satului Bucovinean a fost reconstituită o casă de locuit din localitatea Pârteștii de Jos, zona etnografică Humor. Construcția datează din a doua jumătate a secolului al XIX-lea, ultimul proprietar fiind Șveica Filip. Casa are o planimetrie de tipul cameră-tindă-cameră, cu două cămări sub plecătoarea din spate. Cămările aveau rolul de spațiu de depozitare.
Fundația construcției este realizată din beton ciclopian și piatră. Temelia a fost reconstituită folosindu-se piatră de râu și liant mortar. Pardoseala este realizată din lut stabilizat, iar pereții din bârne de brad îmbinate în cununi de bârne cioplite în profil dreptunghiular. La exterior a fost păstrat lemnul aparent, iar zona din jurul ferestrelor și a ușii a fost lutuită și văruită sub forma unor chenare. Casa prezintă un acoperiș în patru ape, confecționat din draniță de brad, bătute în rânduri suprapuse. Căpriorii șarpantei sunt prinși folosind tehnica „îmbinări chertate”. Ca motive decorative apar cele avimorfe (ciocârlani de draniță pe creasta învelitorii) și zoomorfe („capul de cal” stilizat la capetele căpriorilor). În partea din față și pe cele două laterale construcția dispune de o prispă.
Materialul lemnos al casei de locuit din Pârteștii de Jos a fost păstrat într-un depozit impropriu, suferind atacuri biologice. Din acest motiv a fost utilizat mai mult material lemnos nou pentru reconstrucție.

### Piua de sumane din Satu Mare

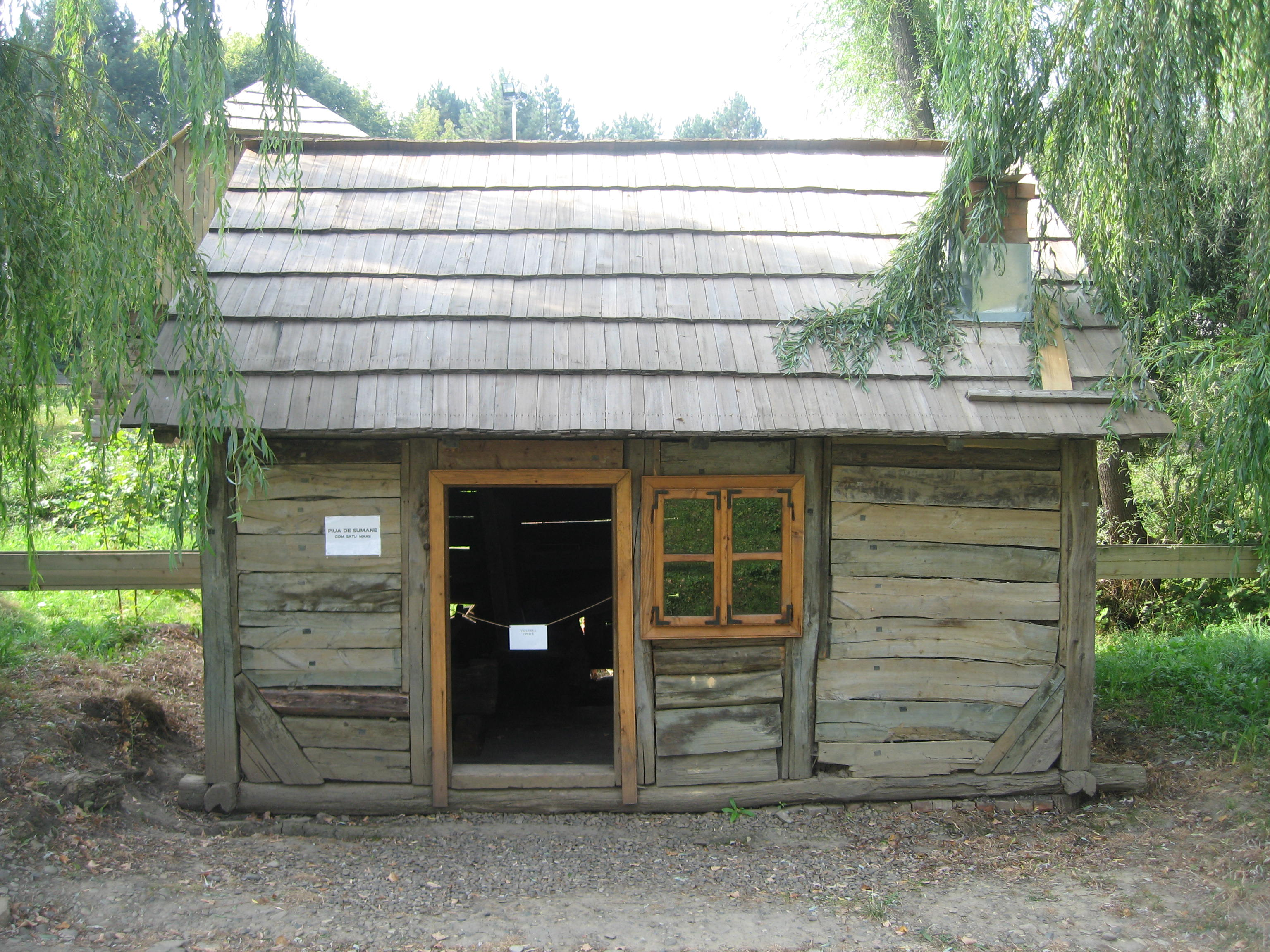
Piua de sumane din Satu Mare

Sumanele au o tradiție foarte veche în România. În trecut, în sezonul friguros de iarnă, locuitorii satelor (atât bărbații, cât și femeile) foloseau ca articol de îmbrăcăminte sumanul, adică o haină țărănească lungă (până la genunchi), făcută din pănură, dimie, postav gros etc., tivită pe margini și bogat ornamentată cu găitane. Persoanele care se ocupau cu fabricarea de sumane se numeau sumănari. Procesul de fabricare a sumanelor era lung și necesita mai multe operațiuni.
După tunderea oilor, lâna rezultată de la acestea trece prin mai multe faze de prelucrare: spălat, uscat, scărmănat și dărăcit, în urma cărora se obține lâna pentru tors și canura (fibre sau resturi de fire de lână rămase în dinții pieptenului), aceasta din urmă fiind folosită la confecționarea plăpumilor. Lâna care este făcută caiere este toarsă de gospodine, fiind apoi urzită și țesută la stative corespunzătoare pentru a se obține pănura. Pănura este bătută la piuă timp de 24 de ore, uneori și mai mult, pentru a se obține o stofă plușată (suman) de culoare albă, maro sau neagră. În urma baterii, stofa scădea în lungime și lățime. Meseriașii specializați (cunoscuți sub numele de sumănari) se ocupau cu coaserea stofei rezultate în urma baterii pănurei la piuă și împodobeau sumanele cu modele ornamentale din șiret.
Muzeul Satului Bucovinean a achiziționat o piuă de sumane monument istoric din localitatea Satu Mare, zona etnografică Rădăuți. Piua este un atelier gospodăresc unde se bate pănura pentru a se obține sumanul. Astfel de ateliere erau destul de rare, în Bucovina fiind cunoscute cele din Benia, Bilca (secolul al XIX-lea), Câmpulung Moldovenesc, Fundu Moldovei, Satu Mare (1900) și Vama (Piua lui Ilișoi, 1902). Cele din Bilca, Satu Mare și Vama sunt clasificate ca monumente istorice.
Construcția achiziționată de Muzeul Satului Bucovinean datează din anul 1900 și ilustrează arhitectura specifică populației din zona de podiș a Bucovinei. Piua este o construcție monocelulară de mici dimensiuni pentru baterea sumanelor. Această piuă era încă în funcțiune în anul 1985.
Piua de sumane din Satu Mare a fost inclusă pe Lista monumentelor istorice din județul Suceava din anul 2015, având codul de clasificare SV-II-m-B-05637.

### Coșerul din Sfântu Ilie

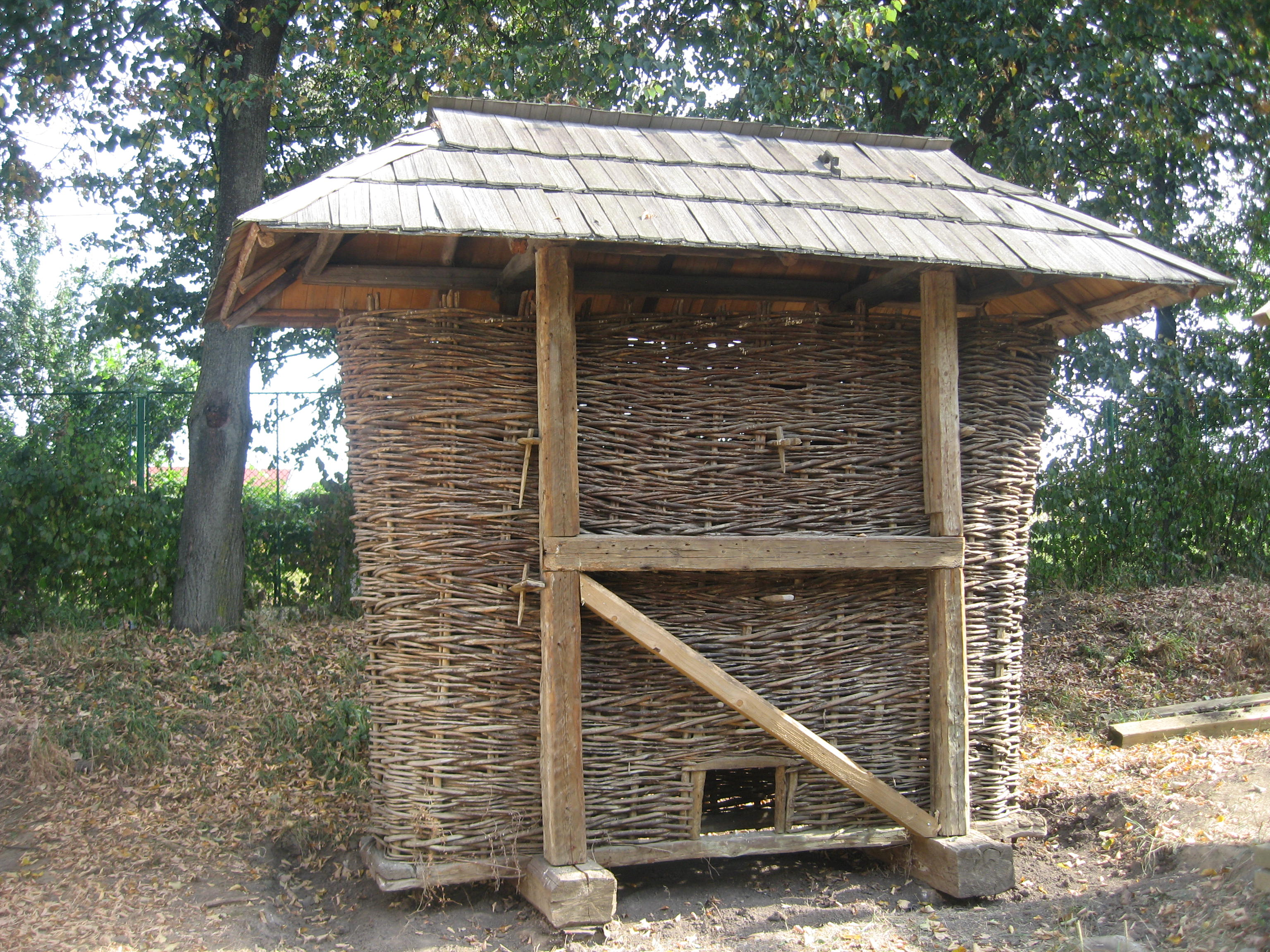
Coșerul din Sfântu Ilie

În perimetrul Muzeului Satului Bucovinean se află un și coșer (întâlnit în alte regiuni ale României sub denumirile de porumbar sau leasă) din satul Sfântu Ilie, comuna Șcheia (aflată în apropiere de municipiul Suceava). Coșerul este acoperit cu draniță de brad pentru a proteja de intemperii fructele sau legumele păstrate aici.
Coșerul este o construcție din nuiele împletite în formă de grătar, folosită, de obicei, pentru uscarea fructelor sau a legumelor. De obicei, aici se păstrează știuleții de porumb. În unele gospodării din satele din România se mai folosesc și astăzi astfel de depozite din nuiele. În anumite zone, coșerele sunt confecționate din scânduri.

### Gospodăria tradițională din Moldovița
Gospodăria tradițională din satul Moldovița, zona etnografică Câmpulung, este o gospodărie cu ocol întărit specifică huțulilor bucovineni. Ansamblul care a fost reconstruit în incinta muzeului cuprinde șase obiective: casă, grajd cu „cămară de mână”, bucătărie de vară, cămară, poartă și gard. Acestea sunt dispuse unul în continuarea celuilalt, formând o curte închisă cu patru laturi.
Casa de locuit este compusă din cameră, tindă descoperită și un cerdac spațios. Acoperișul în patru ape al casei, ce se continuă armonios cu învelișul în trei ape al cerdacului, are o învelitoare din draniță de dimensiuni mari. Construcția are pereții din cununi de bârne cioplite la patru fețe și îmbinate la colțuri în tehnica „coadă de rândunică”. Ca elemente decorative, cerdacul prezintă două colonete cioplite în volume geometrice și console în retragere, multiconsole la colțurile pereților, ciocârlani de draniță la creasta învelitorii și la fumărițe și chenare lutuite și văruite în jurul ferestrelor.
Bucătăria Rașca din cadrul gospodăriei Moldovița are pereții realizați din cununi de bârne despicate, îmbinate la colțuri în „coadă de rândunică”, cu extremitățile bârnelor mult petrecute în afară. În fața intrării, bucătăria are un cerdac din scândură semiînchis, cu acoperiș în două ape.
Cămara Rașca (numită și „clichi”) este o construcție monocelulară ridicată folosind aceeași tehnică ca și bucătăria. Prezintă elemente decorative precum console în retragere sau motivul „capul de om” sculptat în partea superioară a stâlpilor portiței.
Grajdul cu „cămară de mână” este o anexă specifică gospodăriilor crescătorilor de animale din zona Câmpulung Moldovenesc. Sub același acoperiș sunt reunite trei încăperi cu funcții bine determinate: grajdul pentru animale mari, șura de fân și „cămara de mână”. Bârnele pereților sunt diferite de la un compartiment la altul: rotunde la pereții posteriori ai grajdului, despicate în zona „cămării de mână” și cioplite la patru fețe în rest. Gradjul cu „cămară de mână” datează de la sfârșitul secolului al XVIII-lea, la fel ca și bucătăria și cămara Rașca.
Ansamblul gospodăresc este întregit de gardul împrejmuitor și poarta de intrare. Gardul este realizat din bârne decojite, în segmente fixate în amnare. Poarta are stâlpi masivi, care compartimentează intrarea în acces pentru persoane și acces pentru căruță. În partea superioară poarta are un acoperiș din draniță, în patru ape.

### Școala din Securiceni
În octombrie 2019 este inaugurată și introdusă în circuitul de vizitare o școală ce datează de la jumătatea secolului al XIX-lea, donată muzeului în 2015 de către Primăria comunei Udești. După doi ani în care a fost restaurată de o firmă specializată, școala din Securiceni a fost reconstruită și amplasată în 2019 în așa-numita „vatră a satului”, unde se află biserica și clopotnița de lemn din Vama și crâșma din Șaru Dornei.
Au fost reconstituite cancelaria, locuința învățătorului și două săli de clasă amenajate cu materialele didactice și mobilierul specific: catedră și bănci de lemn, cu abac, dulapuri, vas din lemn pentru apa potabilă, sobă de teracotă, iar pe pereți sunt panouri din carton cu tabla înmulțirii și împărțirii și cu grupurile de litere. În bucătăria de lângă camera învățătorului se află o sobă cu plită pentru gătit, vase din lut și de alamă, iar în cameră mobilierul este din lemn sculptat. Pe podea și pe pereți sunt covoare și carpete din lână țesute manual. Pe holul principal sunt afișate documente care atestă istoricul școlii și fotografii ale școlii în diverse etape de restaurare. Un lavoar cu lighean și cană metalice, găleată de lemn și un dulăpior pentru trusa de prim-ajutor, amplasate pe holul de lângă una dintre clase, întregesc ansamblul. Școala este construită din lemn, are pereții văruiți și un acoperiș din draniță, în două ape.
A funcționat ca școală primară cu clasele I–IV între anii 1935 și 2005, fiind reprezentativă pentru construcțiile comunitare ale sfârșitului de secol XIX și începutului de secol XX. Reflectă așa-numitele „școli de tip Spiru Haret”, apărute după anul 1864, când este promulgată Legea Instrucțiunii Publice ce punea în practică principiile moderne ale unui învățământ public, general, gratuit și obligatoriu. În consecință, s-au construit circa 2.000 de școli după planuri standardizate în perioadele în care ministru al învățământului era Spiru Haret. Pentru zona rurală existau trei modele: școala de cătun (cu o singură clasă), școala inferioară (cu o singură clasă și locuința învățătorului) și școala rurală superioară (cu două sau trei săli de clasă și locuința învățătorului).

### Alte construcții
Casa de locuit din satul Breaza aparține zonei etnografice Câmpulung Moldovenesc. Aceasta datează din a doua jumătate a secolului al XIX-lea, fiind compartimentată în cameră de locuit și tindă. În partea frontală, construcția are un gang din scândură. Pereții au fost ridicați folosind tehnica „blockbau” (cununi orizontale), cu îmbinarea la colțuri în „cheutori” rotunde („stânește”). Ferestrele și ușa de intrare sunt încadrate de chenare lutuite și văruite, care contrastează cu culoarea bârnelor pereților.
Casa de locuit din Humoreni (comuna Comănești) este o construcție specifică țăranilor agricultori din zona de podiș a județului Suceava. Pereții casei sunt construiți din cununi de bârne despicate și cioplite cu toporul, îmbinarea la colțuri realizându-se prin tehnica „coadă de rândunică”. Atât pe exterior, cât și la interior, pereții sunt lutuiți și văruiți. Acoperișul din draniță este realizat în patru ape.
Casa de locuit din satul Iacobeni (zona etnografică Dorna) ce a fost reconstituită în incinta Muzeului Satului Bucovinean datează de la sfârșitul secolului al XIX-lea. Este alcătuită din cameră și tindă, cu gang de scândură la fațada principală și pe lateralul din partea dreaptă. Ca elemente decorative, stâlpii ce mărginesc portița de acces în gang au cioplit motivul „capul de om”.
Cotețul din Șaru Dornei aparține zonei etnografice Dorna și este o anexă gospodărească frecvent întâlnită în gospodăriile tradiționale. Construcția este realizată din lemn de rășinoase, folosindu-se tehnica amnarelor. Are două compartimente cu intrări separate: unul pentru porci și unul pentru păsări.
Daracul din Vama (zona etnografică Câmpulung Moldovenesc) este o construcție monocelulară care adăpostește două dispozitive tradiționale de prelucrare a lânei: o mașină pentru scărmănat și una pentru foșălăitul final. Acestea sunt acționate (prin intermediul unui sistem de transmisie format din roți și curele din piele) de o roată cu cupe care folosește forța apei.
Fântâna din Sadova face parte din categoria fântânilor cu ghizdele și coarbă, fiind construită din scândură fixată în cuie pe schelet de rășinoase. Acoperișul este realizat din draniță.

## Loc de comemorare a martirilor Bucovinei

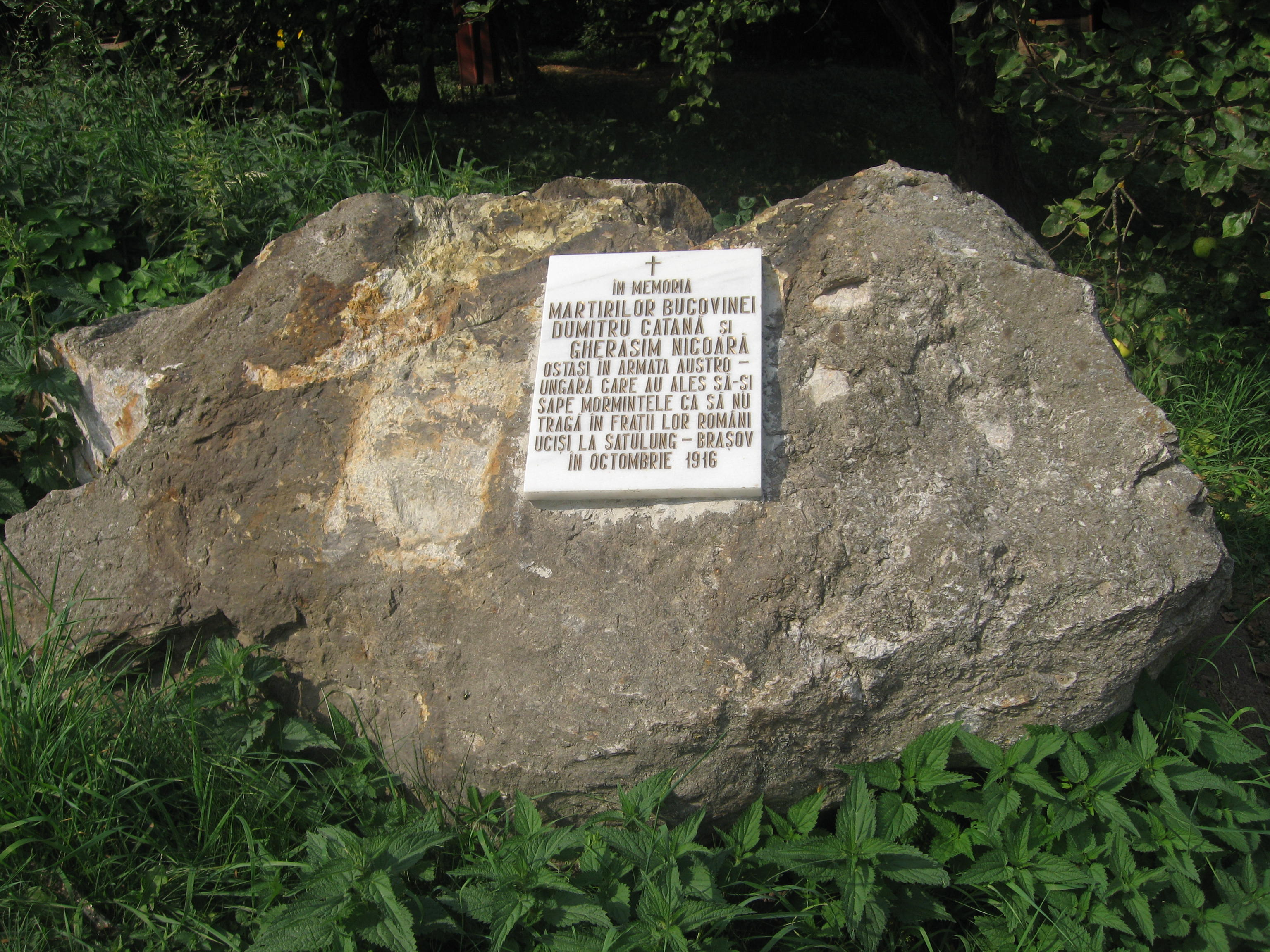
Piatra comemorativă a martirilor Bucovinei, Dumitru Cătană și Gherasim (Zamfir) Nicoară

La 29 iulie 2009 au fost sfințite la biserica de lemn din Vama (aflată în incinta muzeului) două casete cu țărâna martirilor bucovineni Dumitru Cătană și Gherasim (Zamfir) Nicoară, ținându-se cu acest prilej și o slujbă de pomenire pentru odihna sufletelor celor doi martiri. La această ceremonie religioasă au participat vicepreședintele Consiliului Județean Suceava, Vasile Ilie, directorul general al Complexului Muzeal Bucovina, Constantin Emil Ursu, și șeful secției de istorie din cadrul instituției muzeale sucevene, profesorul Dan Petrovici, precum și alte oficialități locale.
Dumitru Cătană și Gherasim (Zamfir) Nicoară au fost doi învățători bucovineni înrolați ca ostași în armata austro-ungară și au fost aleși să facă parte din plutonul de execuție care urma să-i împuște pe țăranii români din localitatea Satulung (astăzi municipiul Săcele din județul Brașov) în vara anului 1916. Pentru că au refuzat să execute ordinul de a-i executa pe români, cei doi ostași au fost puși să-și sape singuri mormintele în pământul Ardealului, după care au fost executați.
La data de 7 octombrie 1928, osemintele celor doi martiri au fost reînhumate, cu onoruri militare, sub troița din cimitirul Bisericii „Sfânta Adormire” din Satulung – Săcele, prin grija preotului Zenovie Popovici.
În iulie 2009, cele două casete cu pământul în care s-au transformat osemintele celor doi martiri au fost aduse în Bucovina, pentru a fi înmormântate în pământul din regiunea de unde proveneau cei doi.
După ceremonia religioasă, una din cele două casete conținând țărâna martirilor bucovineni a fost îngropată sub un bloc de piatră din imediata apropiere a bisericii de lemn. Pe blocul de piatră sculptorul Cezar Popescu a fixat o placă de marmură cu următoarea inscripție: „În memoria martirilor Bucovinei, Dumitru Cătană și Gherasim Nicoară, ostași în armata austro-ungară, care au ales să-și sape mormintele ca să nu tragă în frații lor români, uciși la Satulung – Brașov, în octombrie 1916”.
Cea de-a doua casetă a fost înmânată primarului comunei Udești, deoarece Gherasim Nicoară era născut în satul Plăvălari din această comună, locul de obârșie al lui Dumitru Cătană nefiind încă identificat.

## Imagini

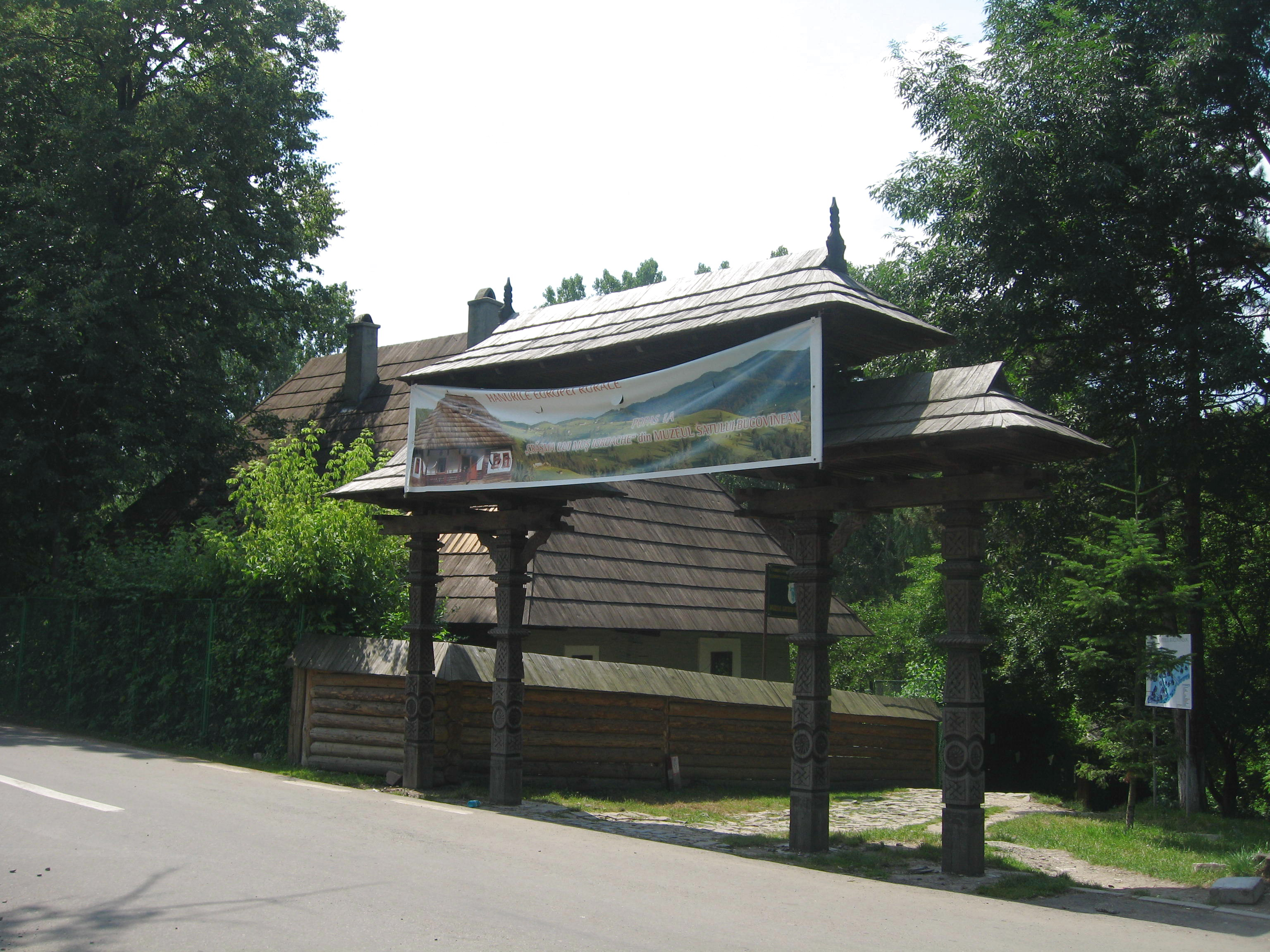
Poartă tradițională amplasată la intrarea în Muzeul Satului Bucovinean
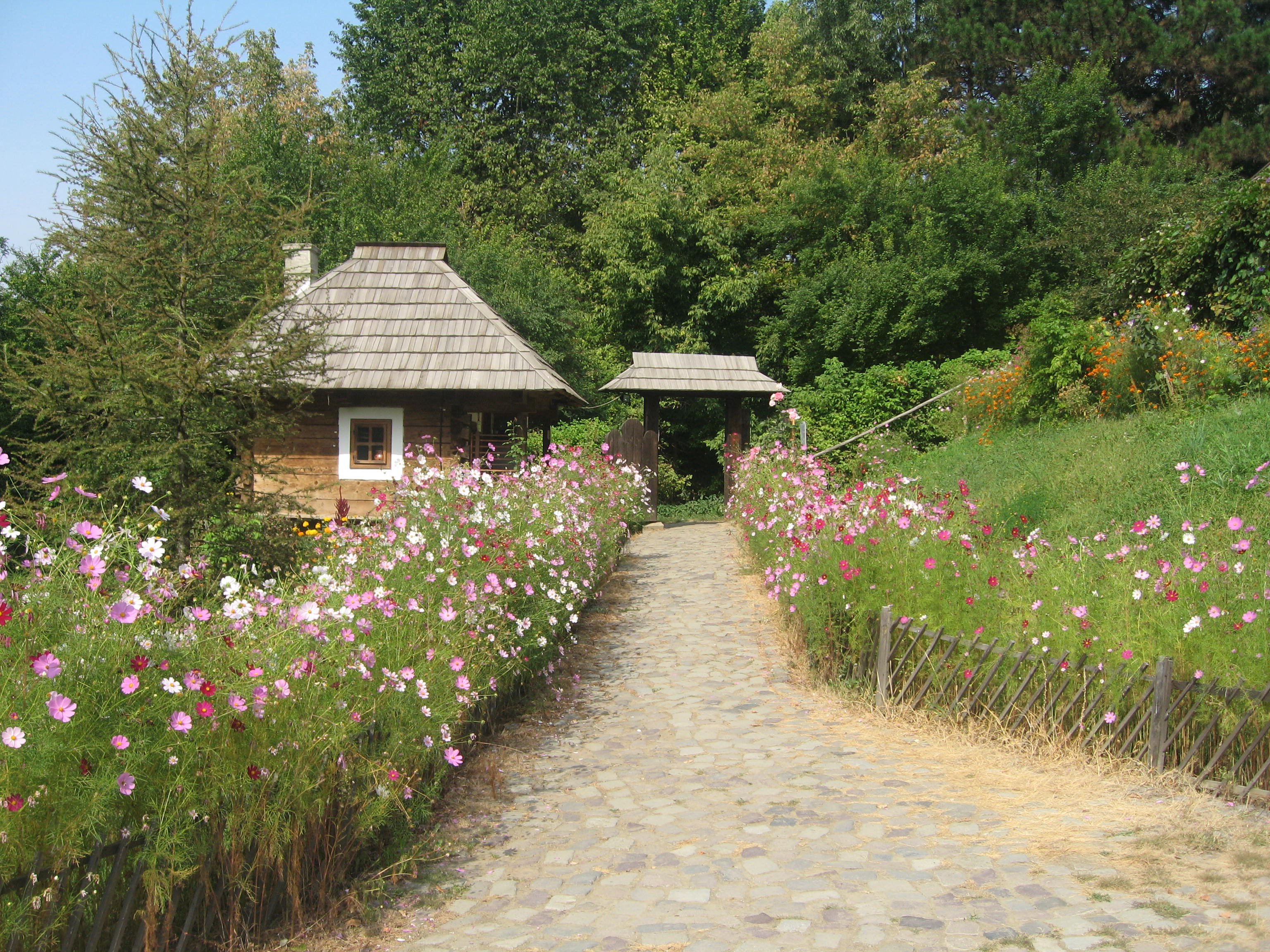
Muzeul Satului Bucovinean – intrarea. În partea stângă este coliba din Câmpulung Moldovenesc.
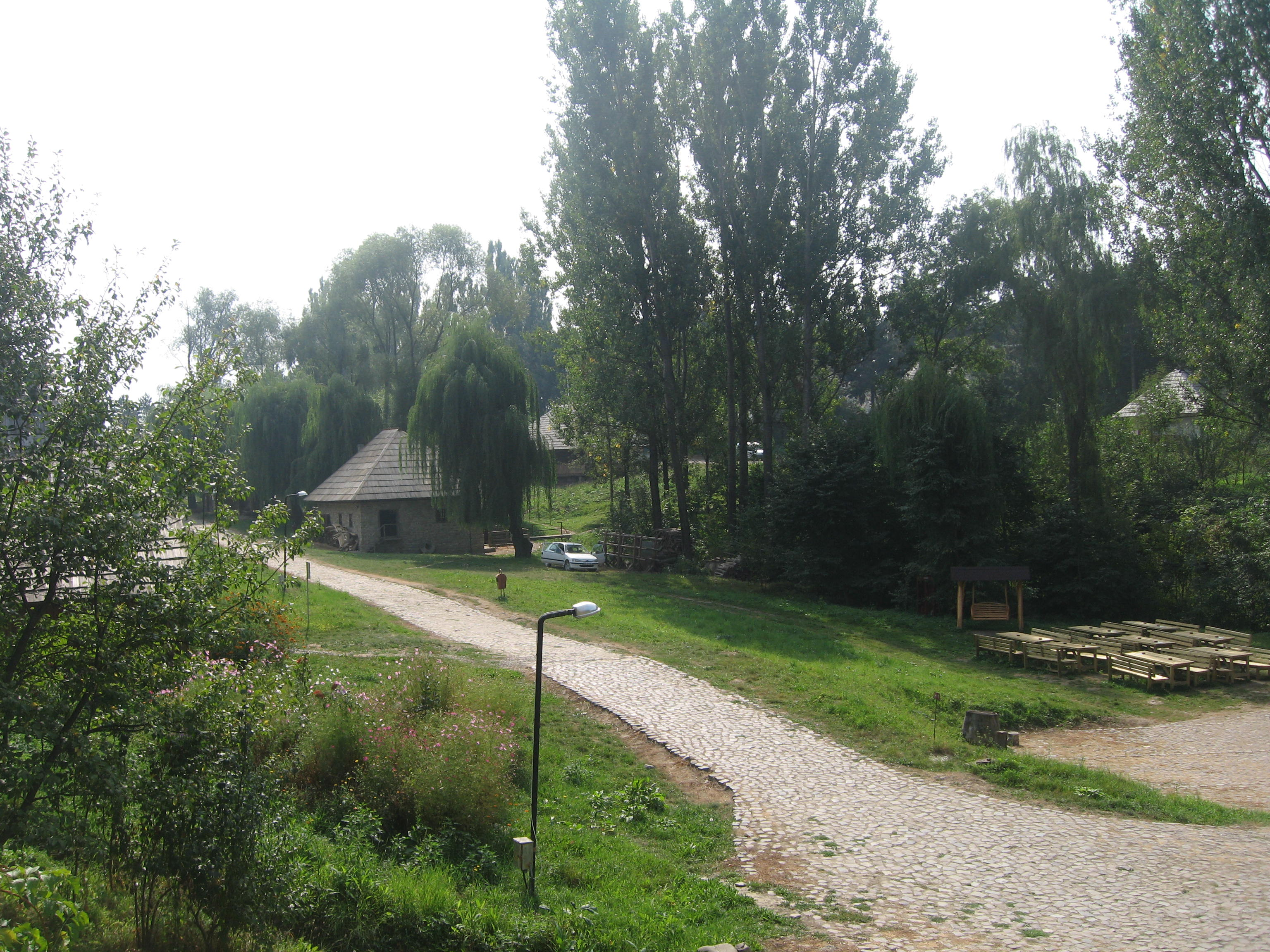
Muzeul Satului Bucovinean – imagine de la intrare. În depărtare se vede moara de apă din Mănăstirea Humorului.
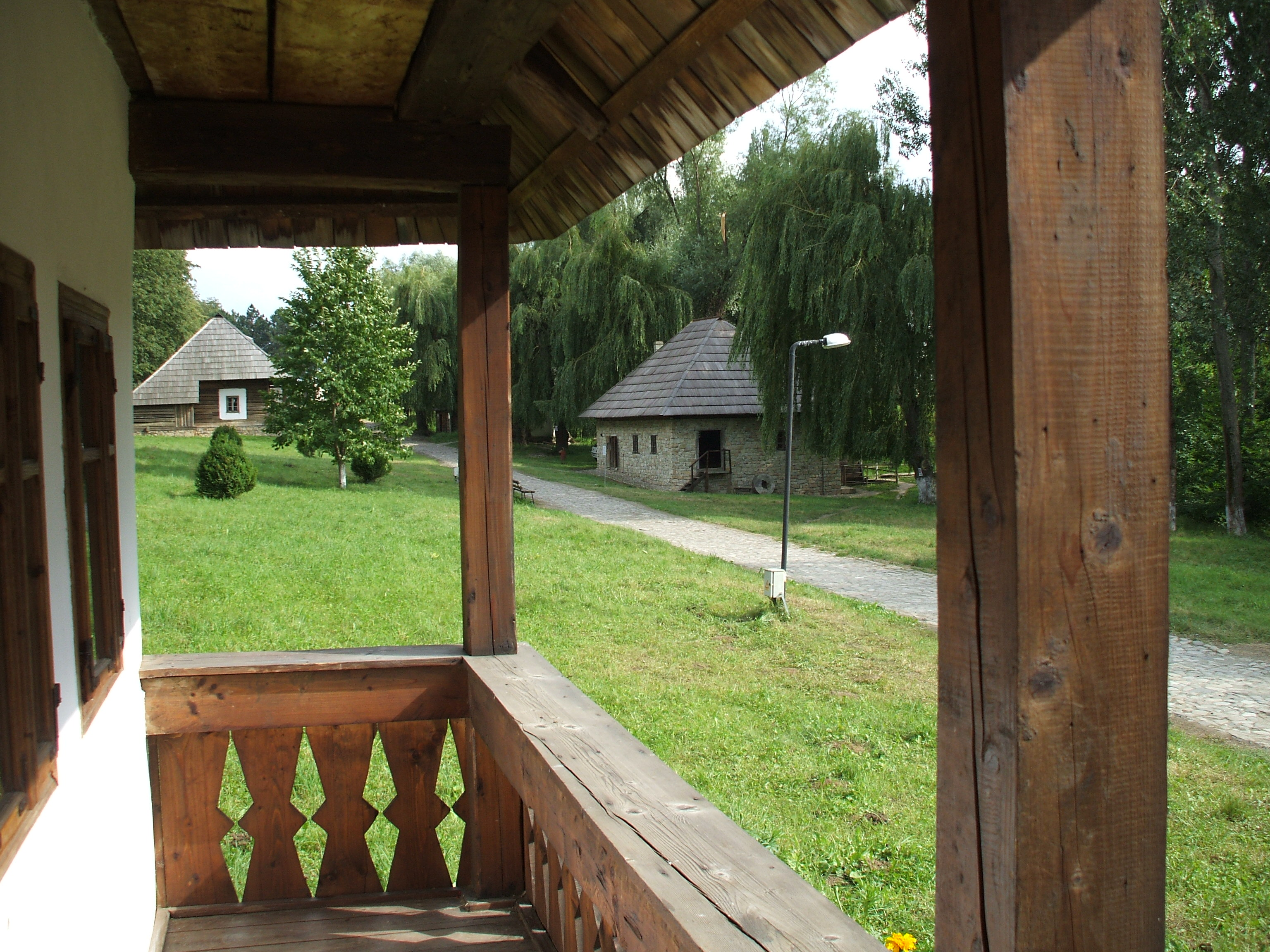
Muzeul Satului Bucovinean – vedere din cerdacul atelierului de olărit din Marginea
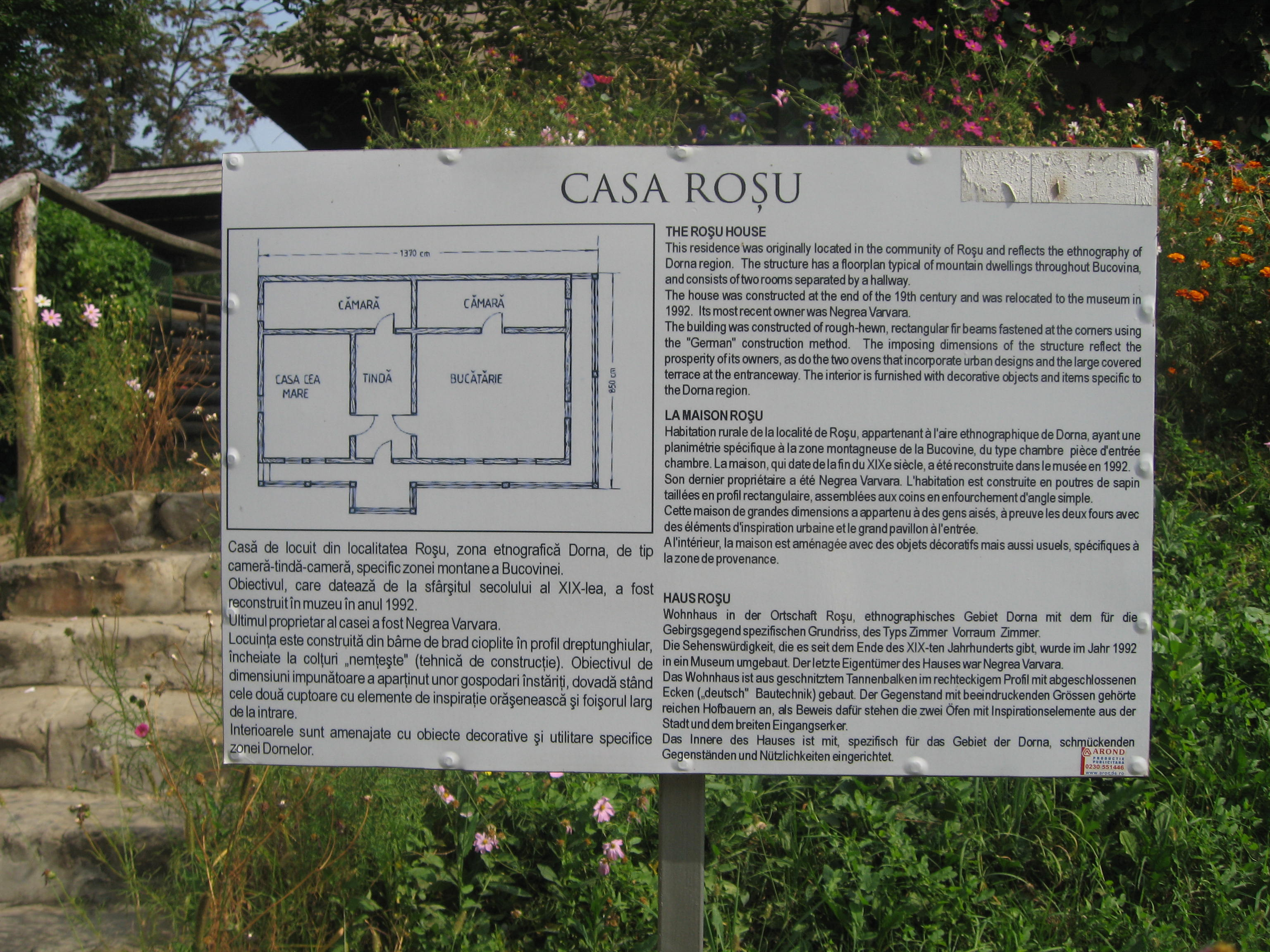
Casa de locuit din Roșu – plan
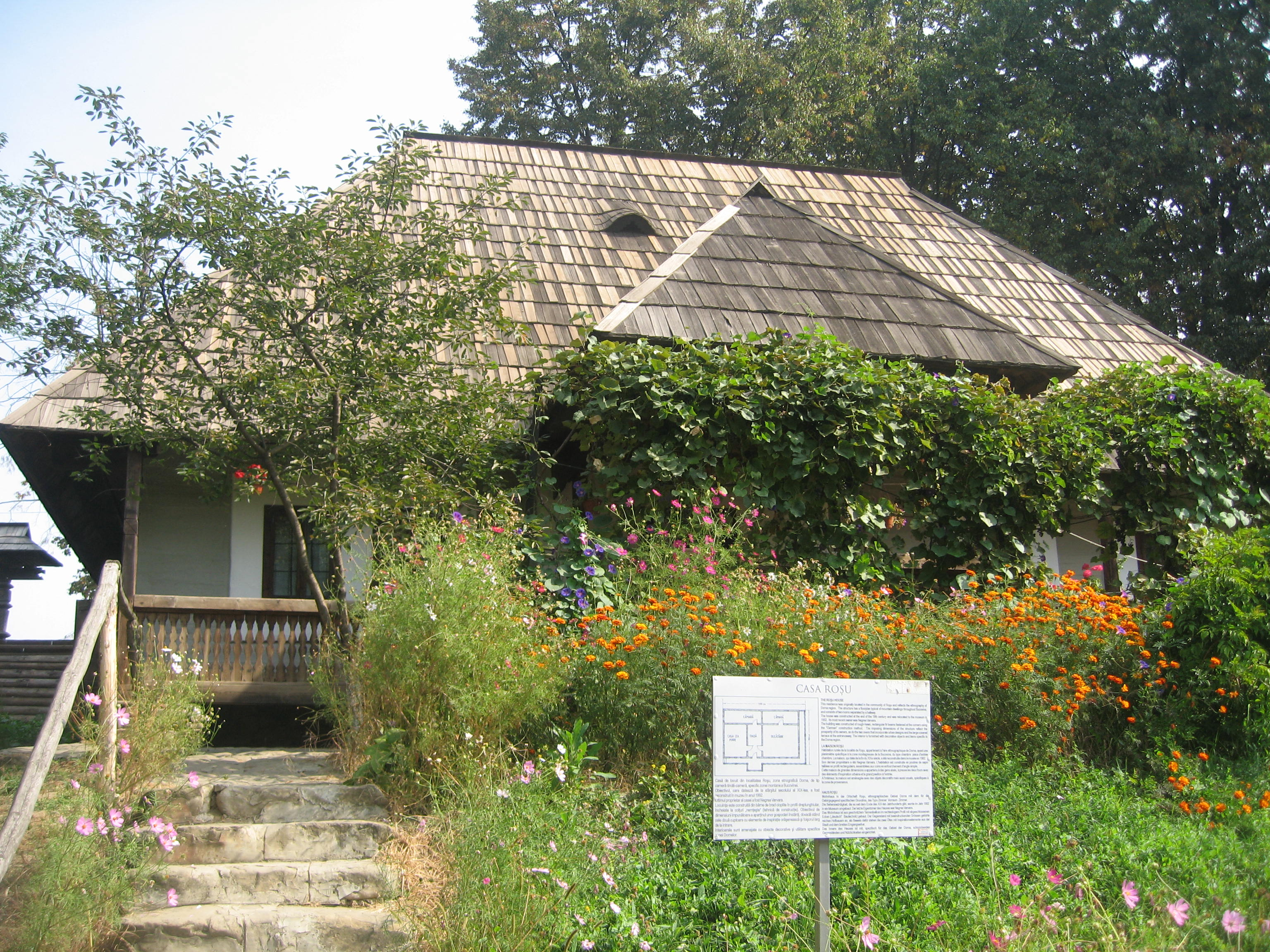
Casa de locuit din Roșu
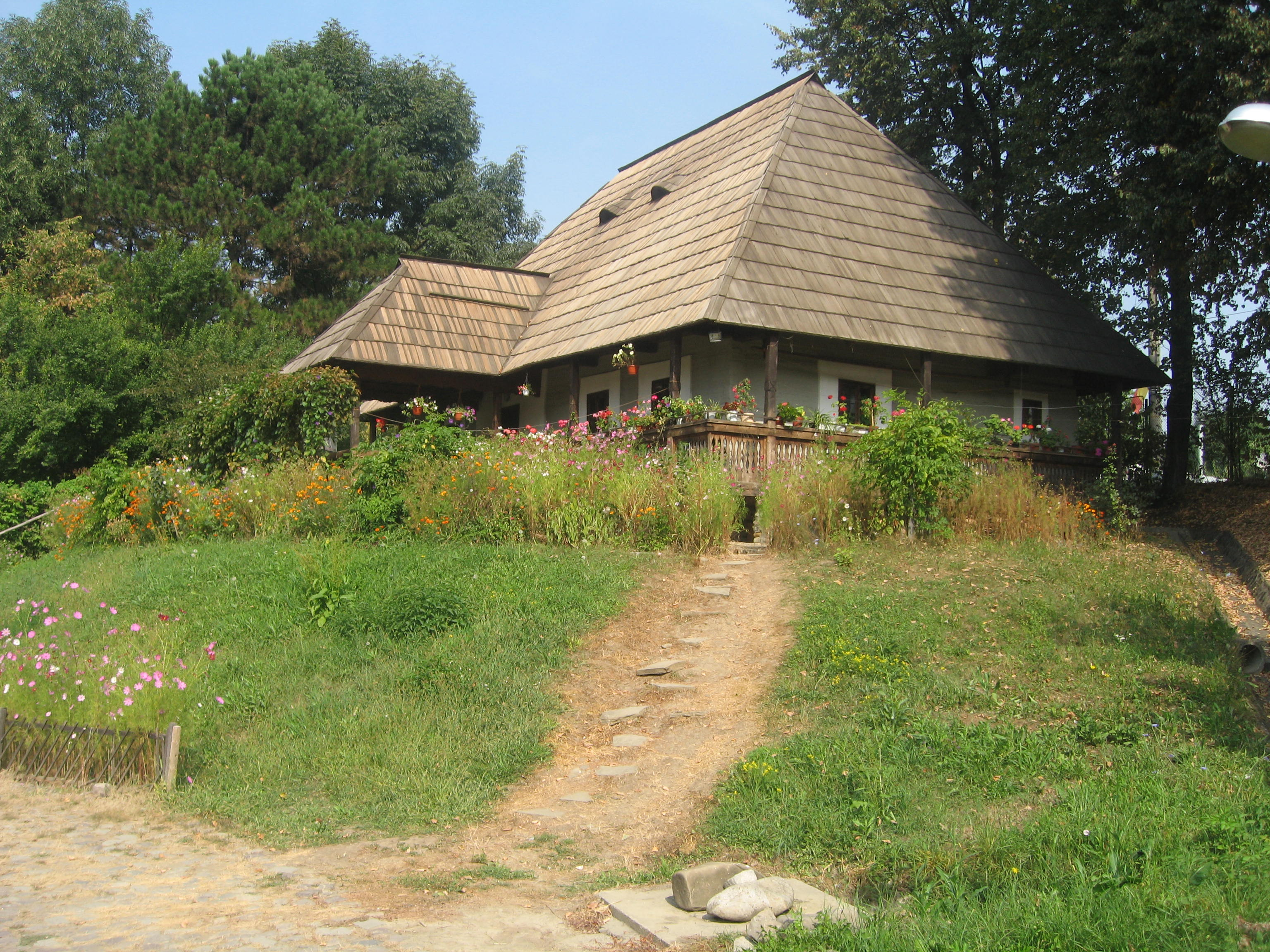
Casa de locuit din Roșu
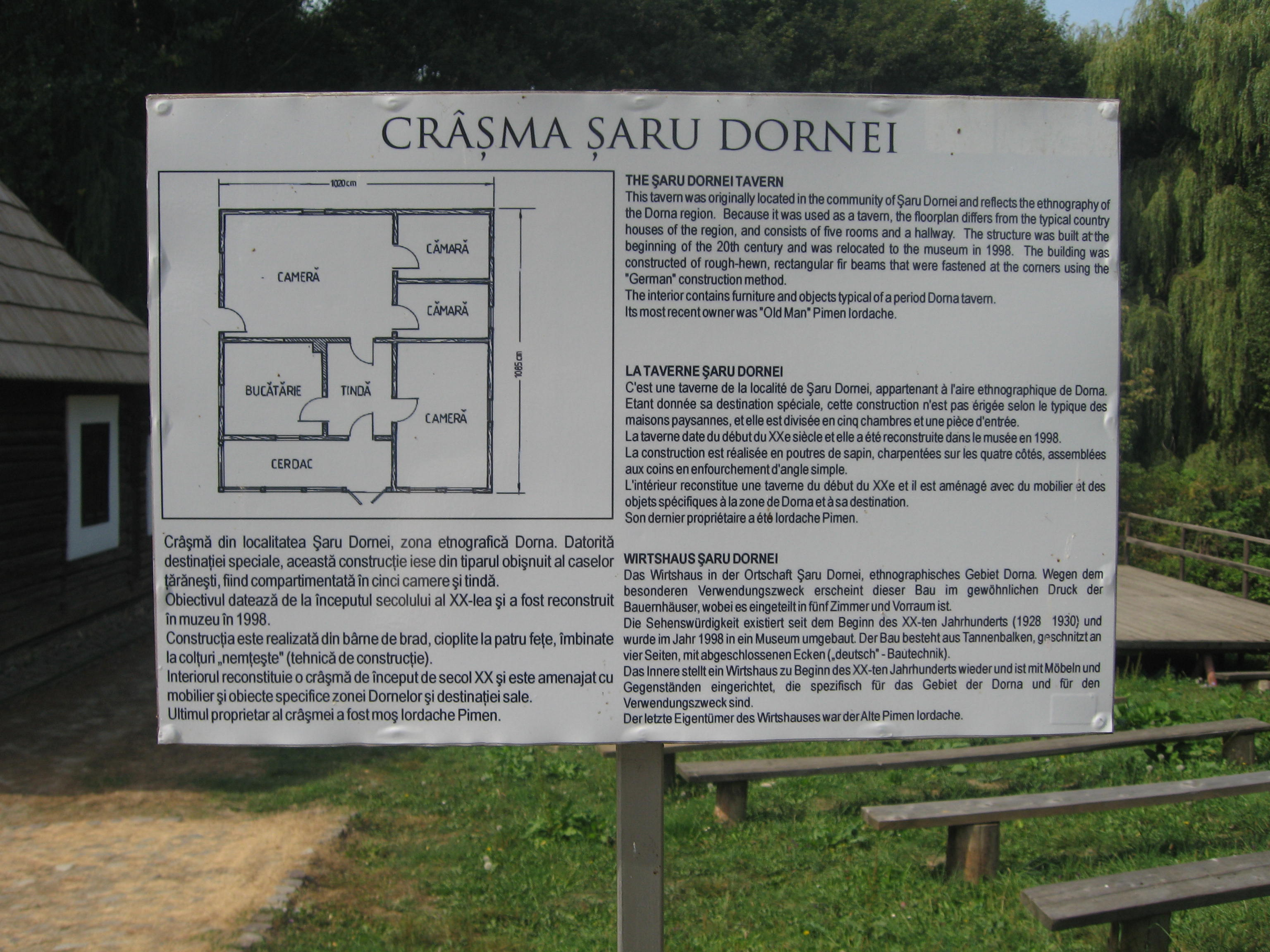
Crâșma din Șaru Dornei – plan
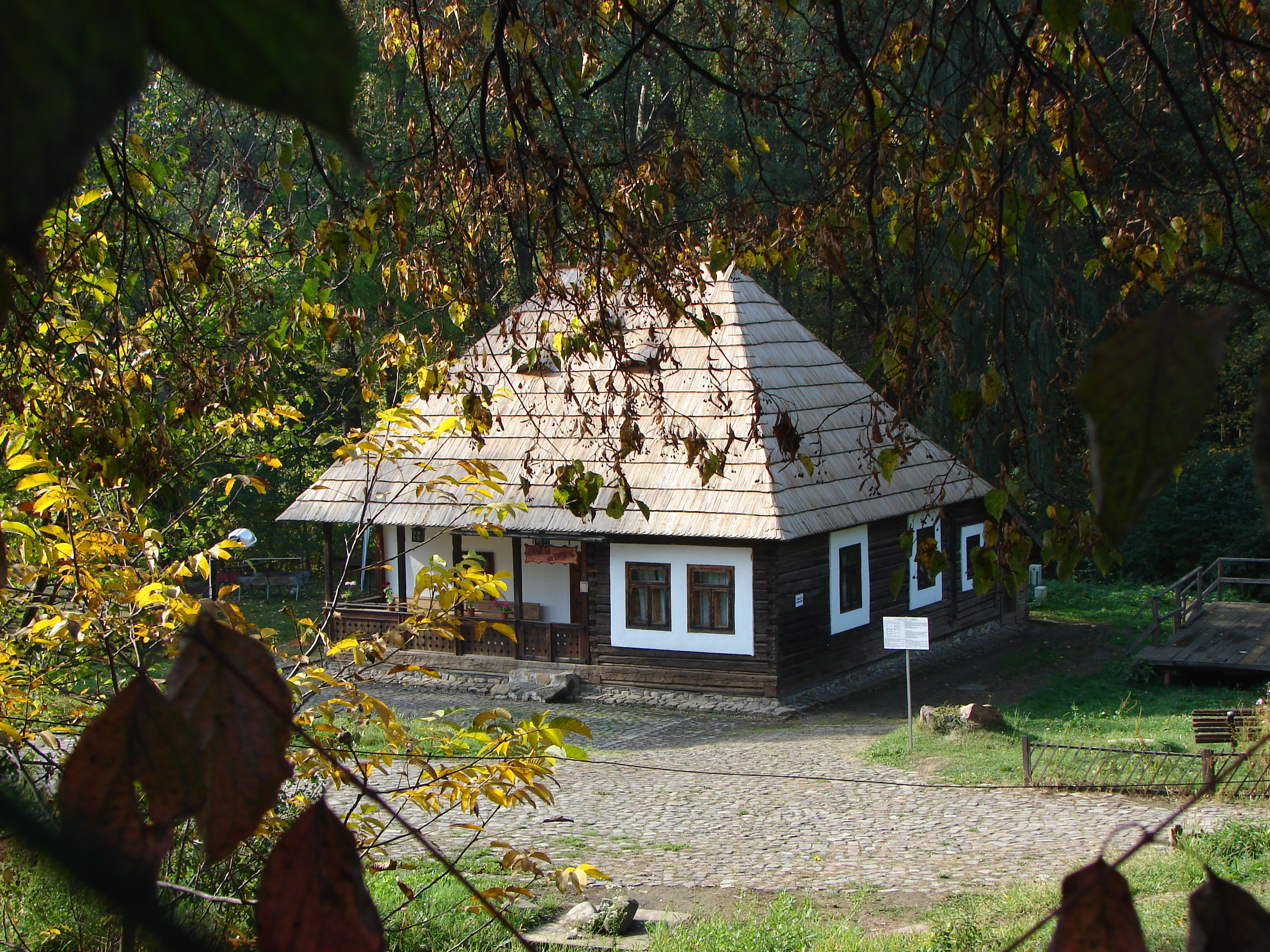
Crâșma din Șaru Dornei
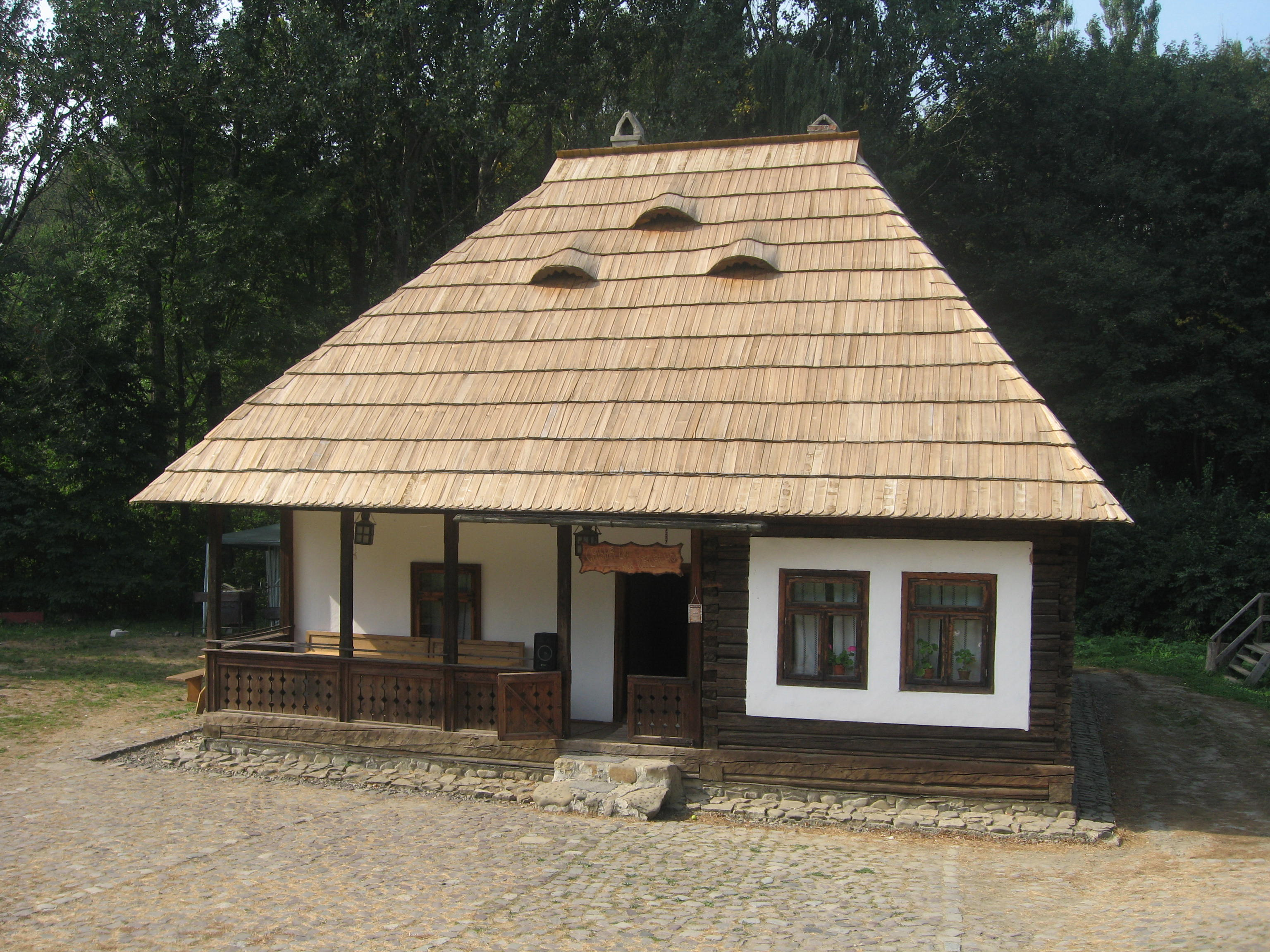
Crâșma din Șaru Dornei
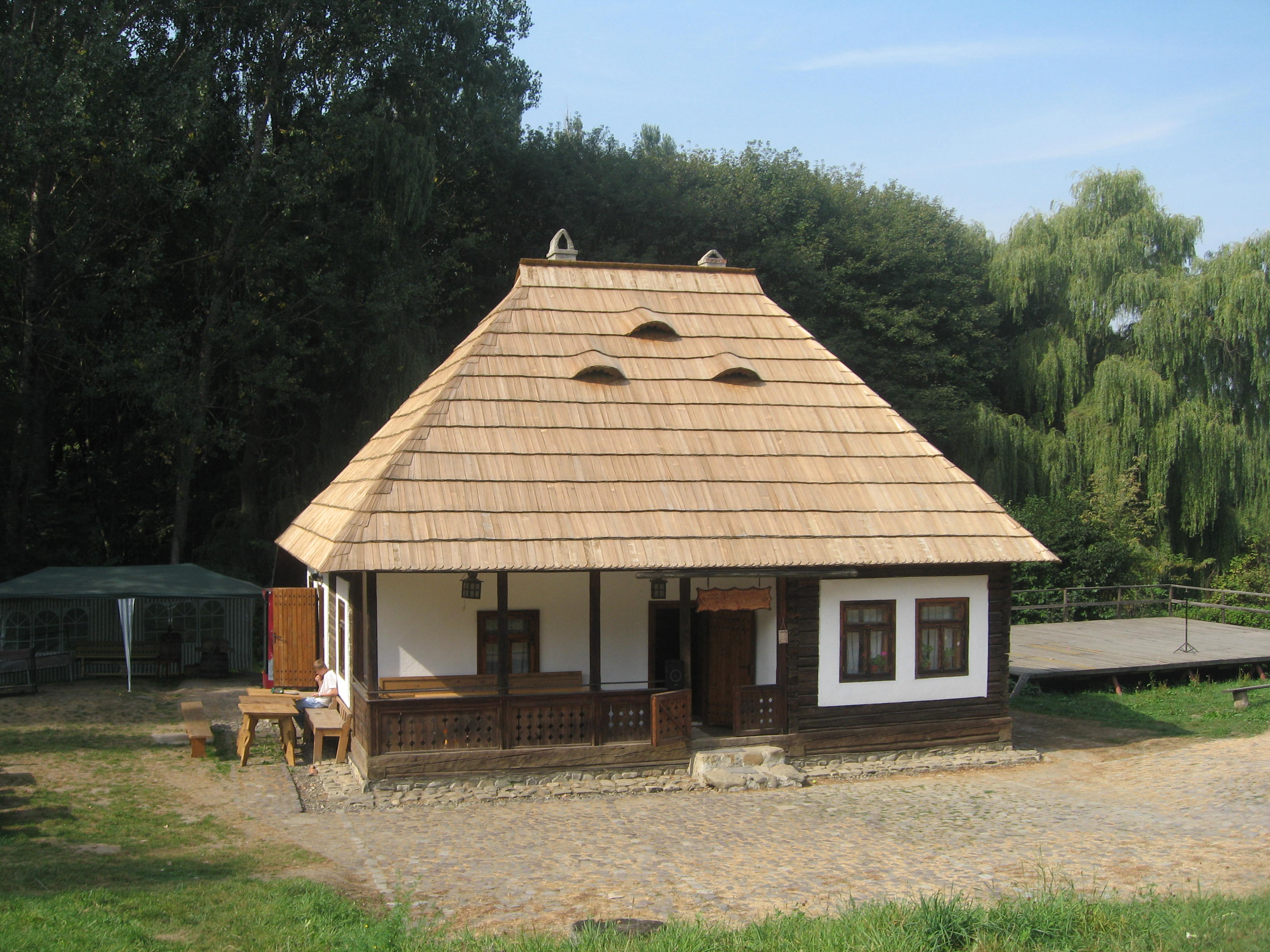
Crâșma din Șaru Dornei
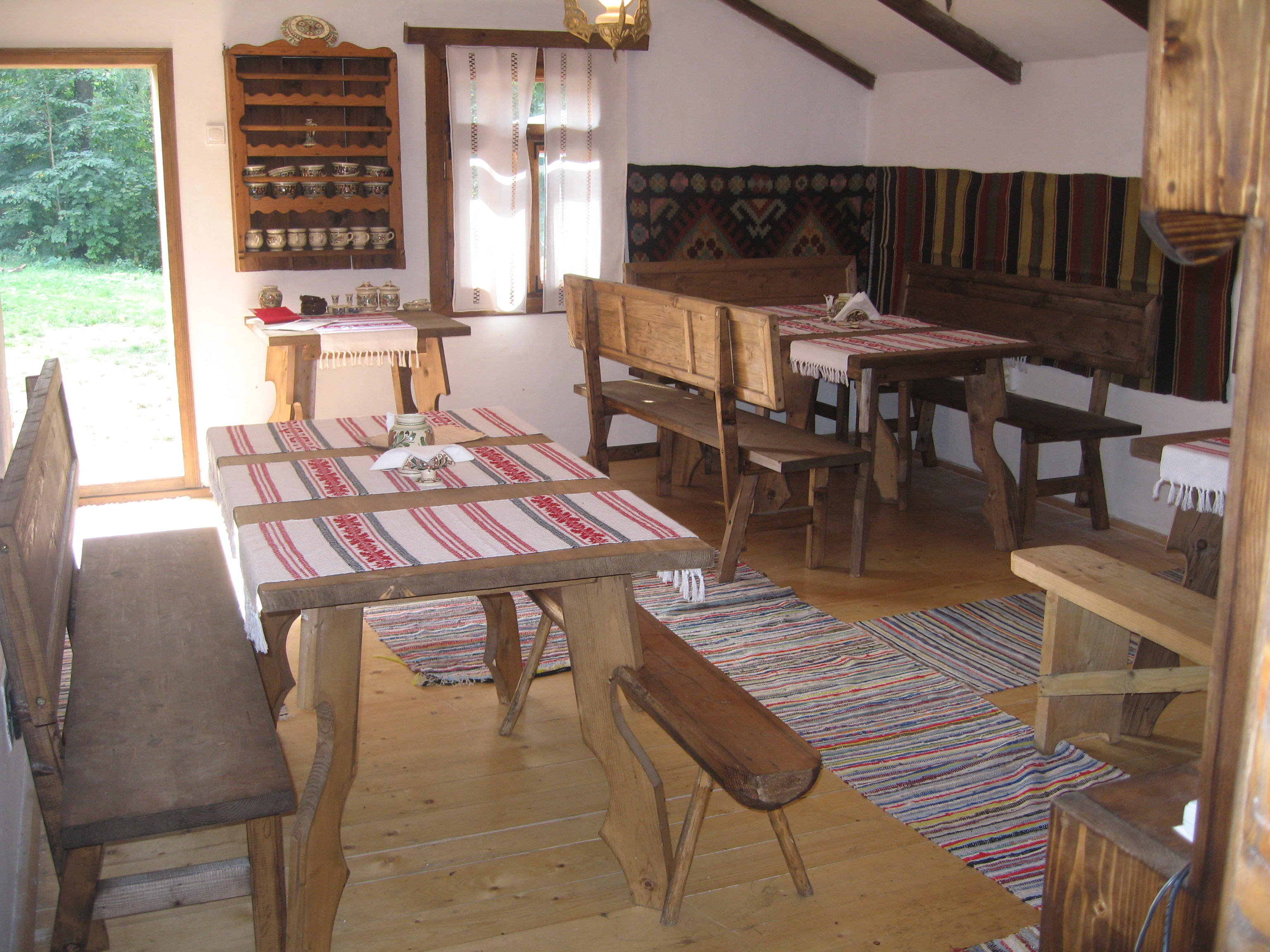
Interior de crâșmă tradițională
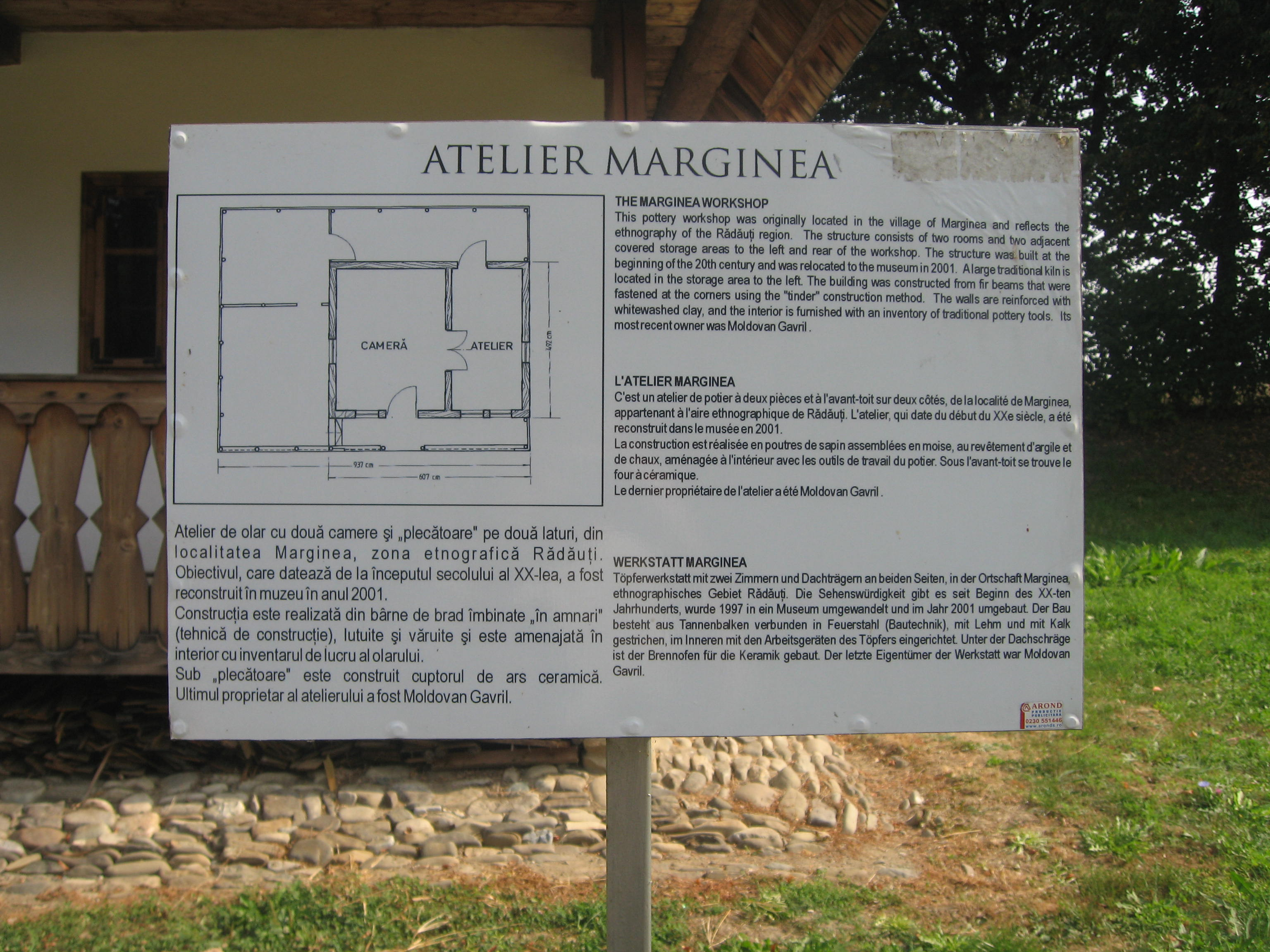
Atelierul de olărit din Marginea – plan
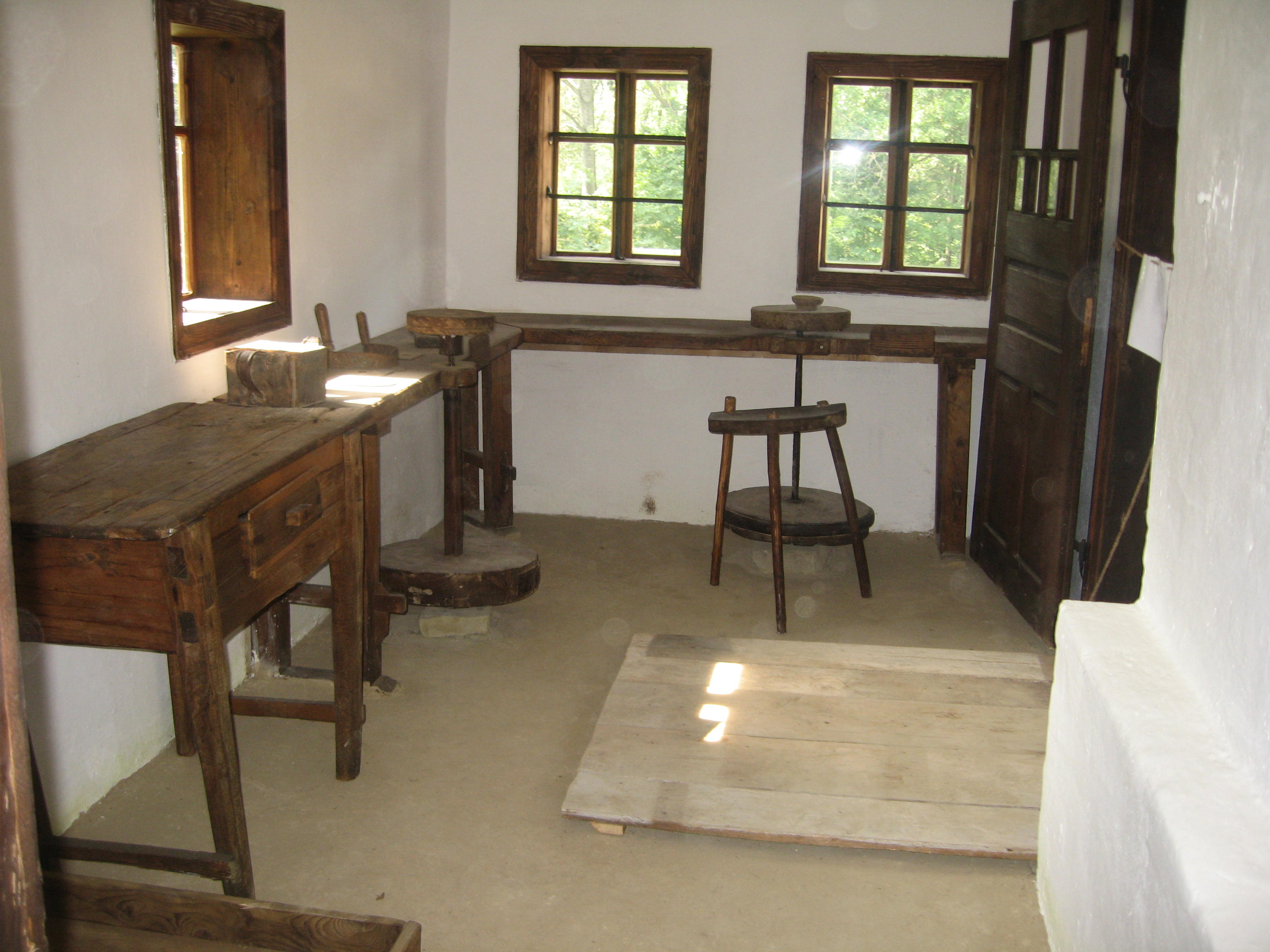
Atelierul de olărit din Marginea – încăpere cu inventarul de lucru al olarului
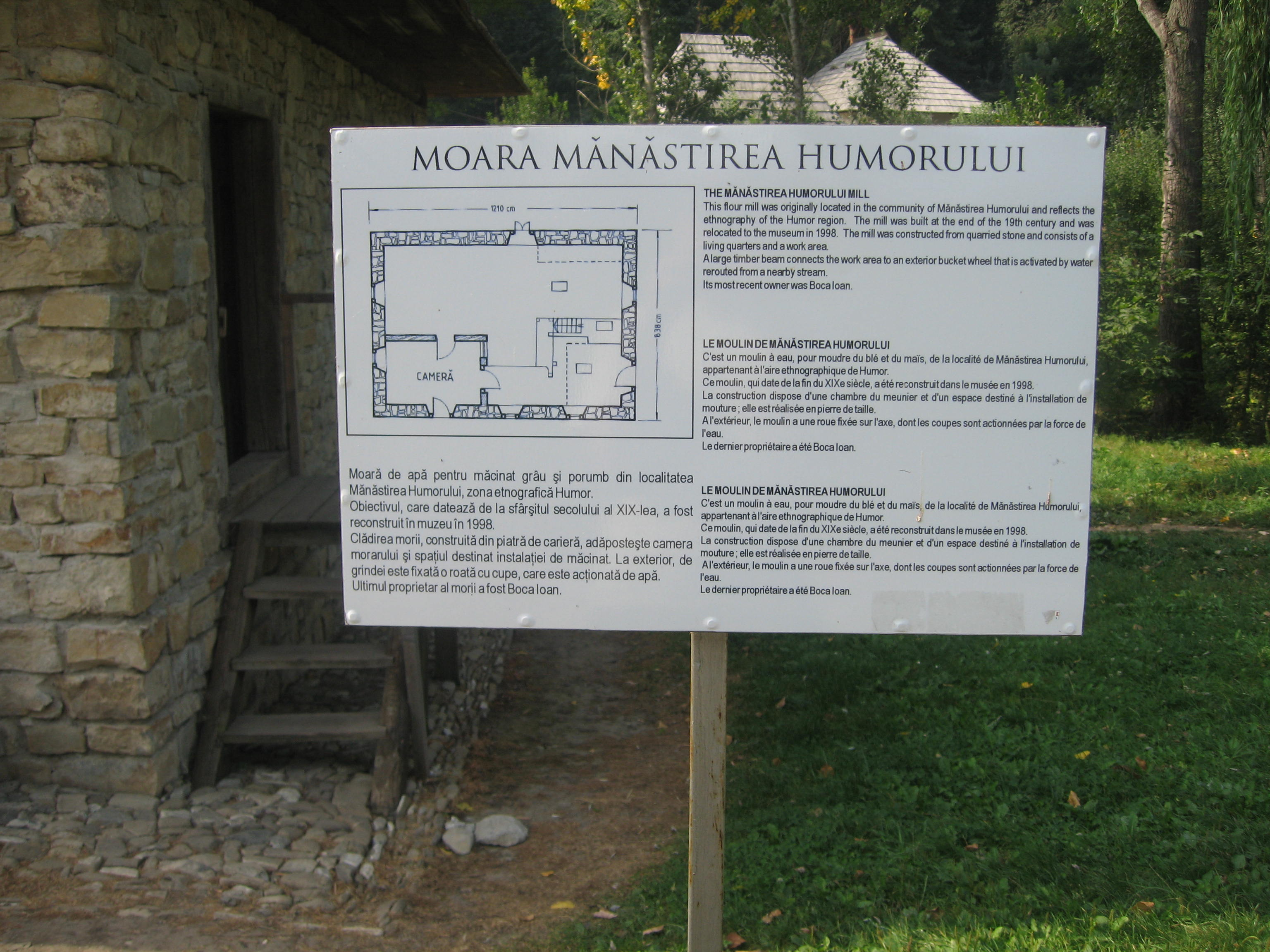
Moara din Mănăstirea Humorului – plan
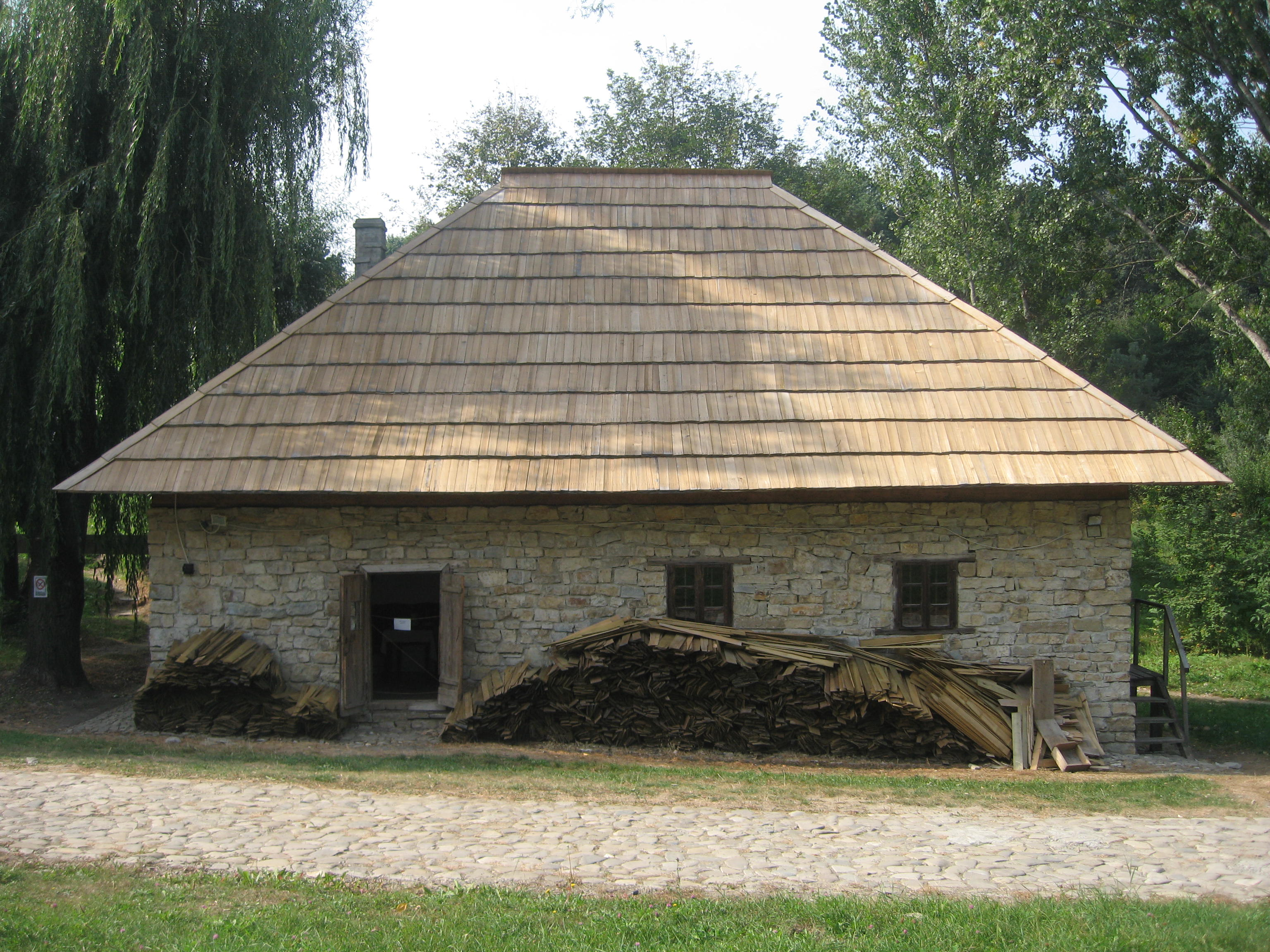
Moara din Mănăstirea Humorului – partea din față
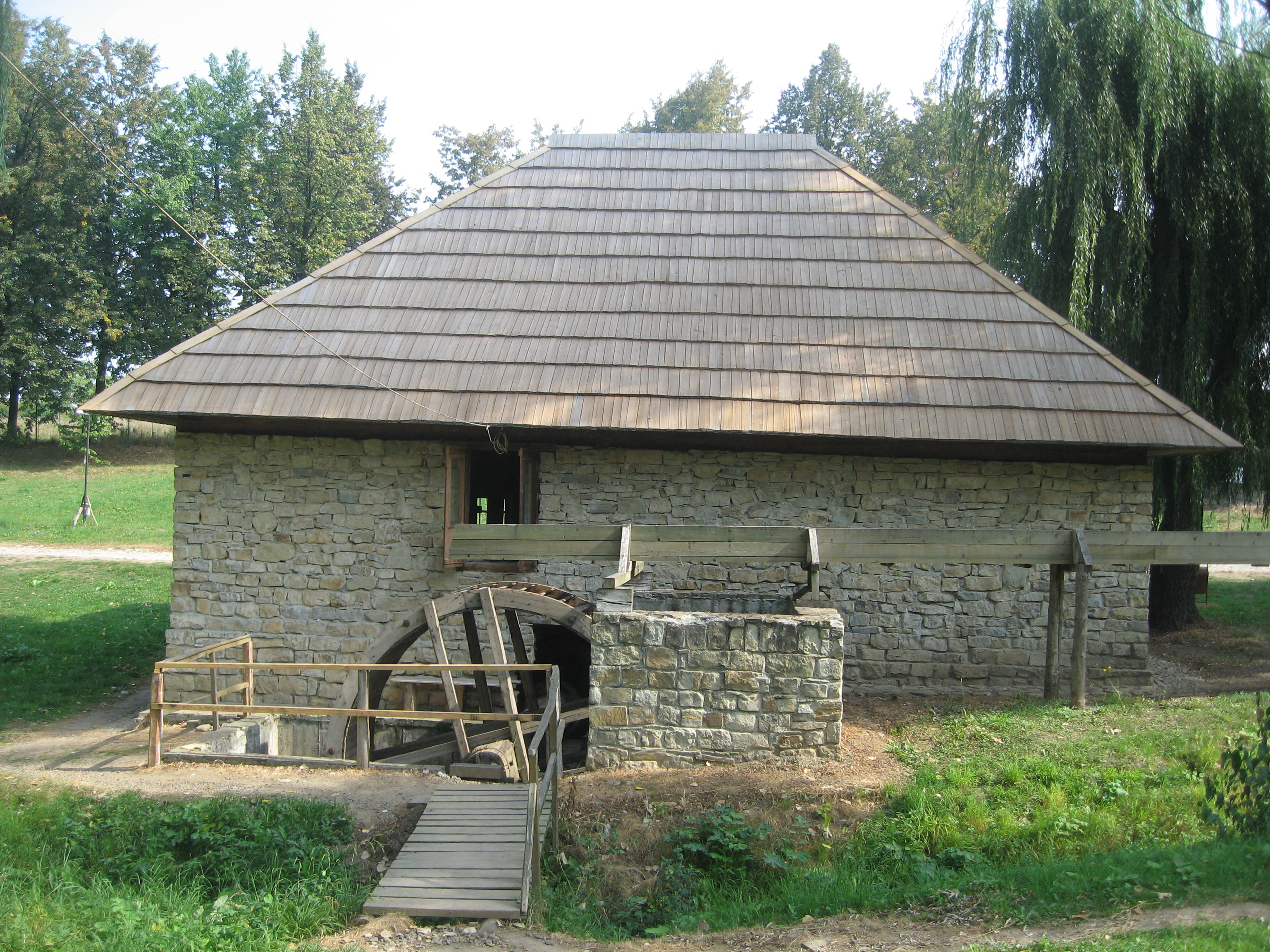
Moara din Mănăstirea Humorului – partea din spate unde se află roata cu cupe
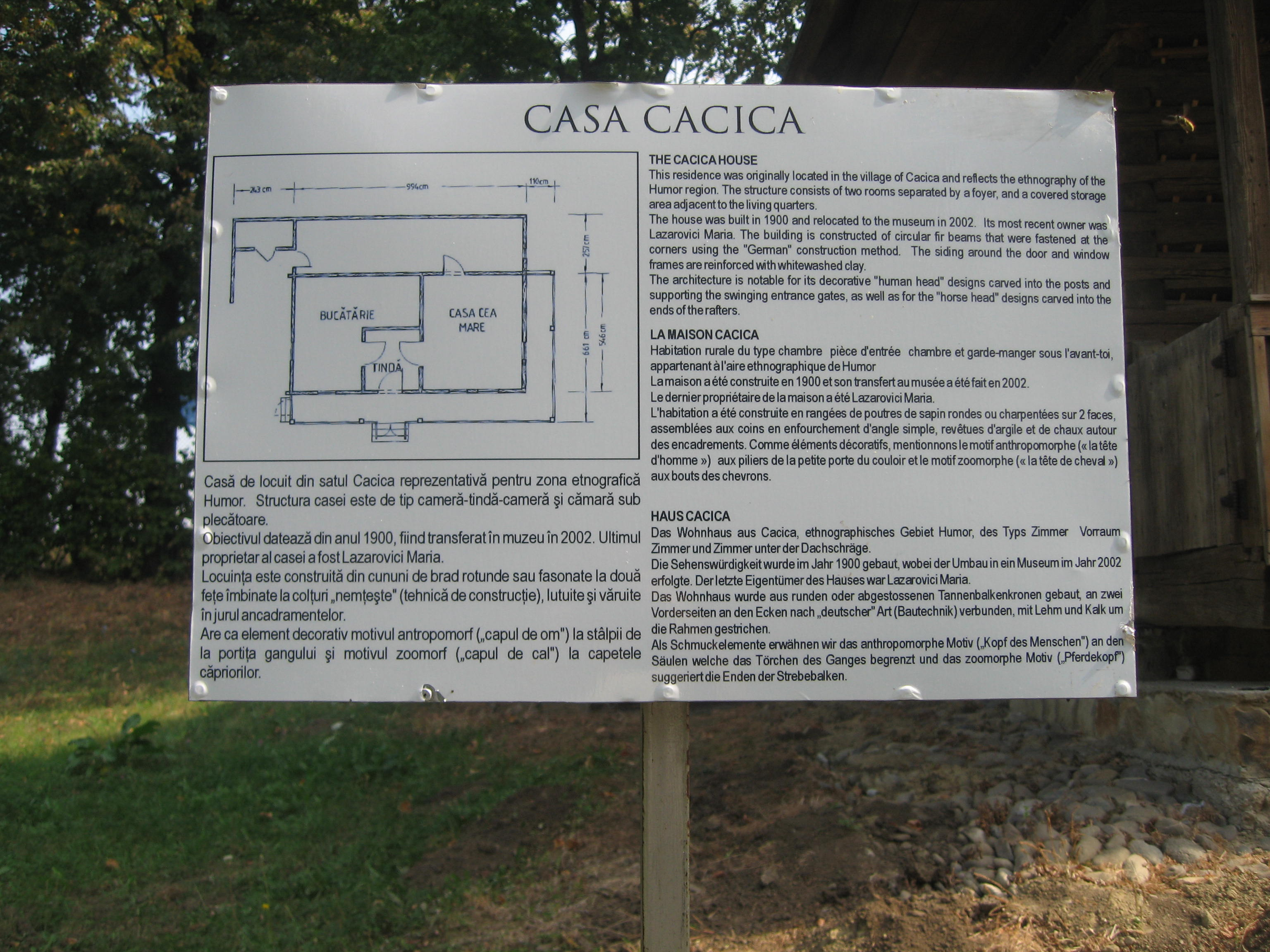
Casa de locuit din Cacica – plan
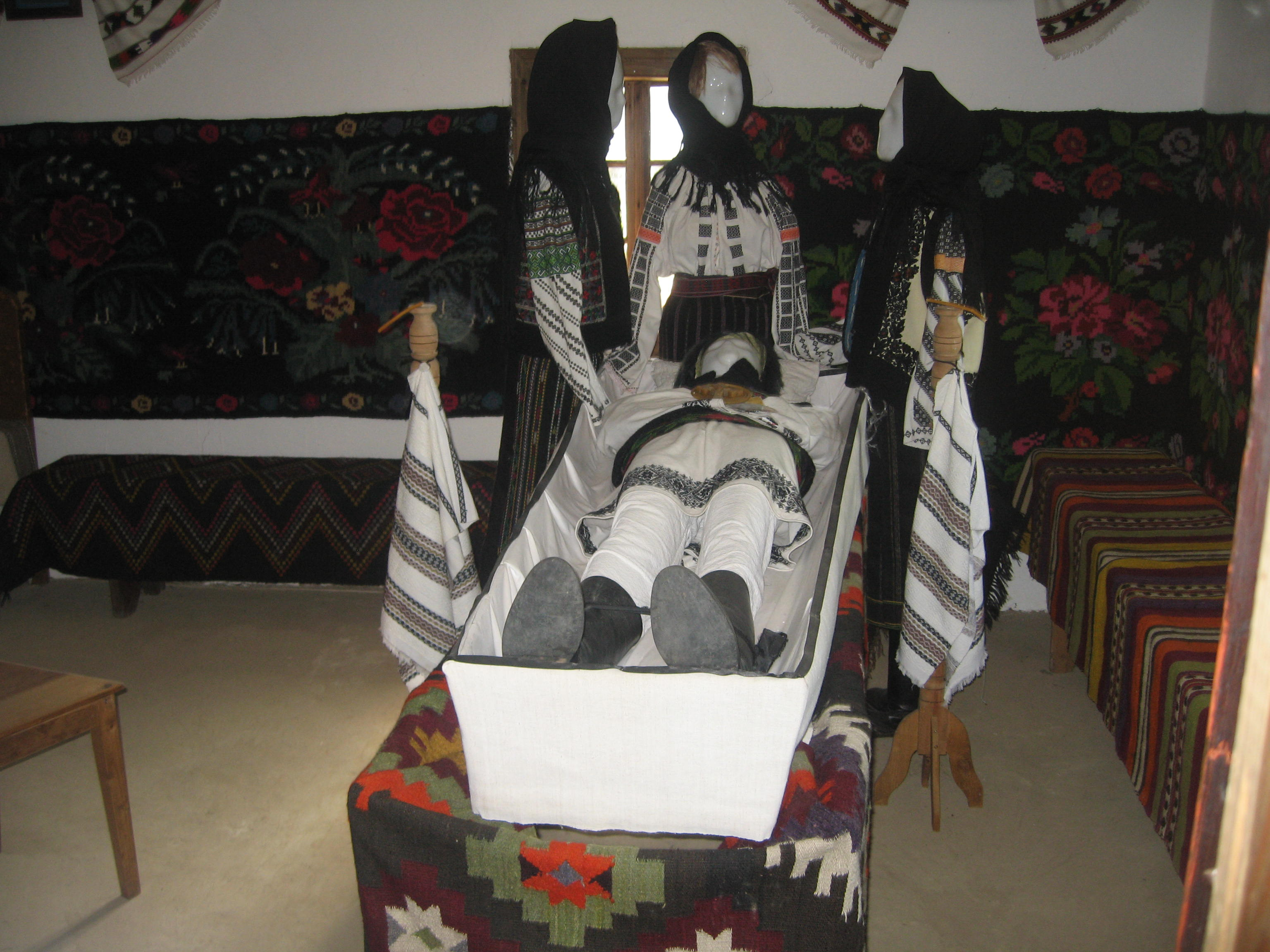
Casa de locuit din Cacica – interior în care s-a reconstituit un obicei de înmormântare
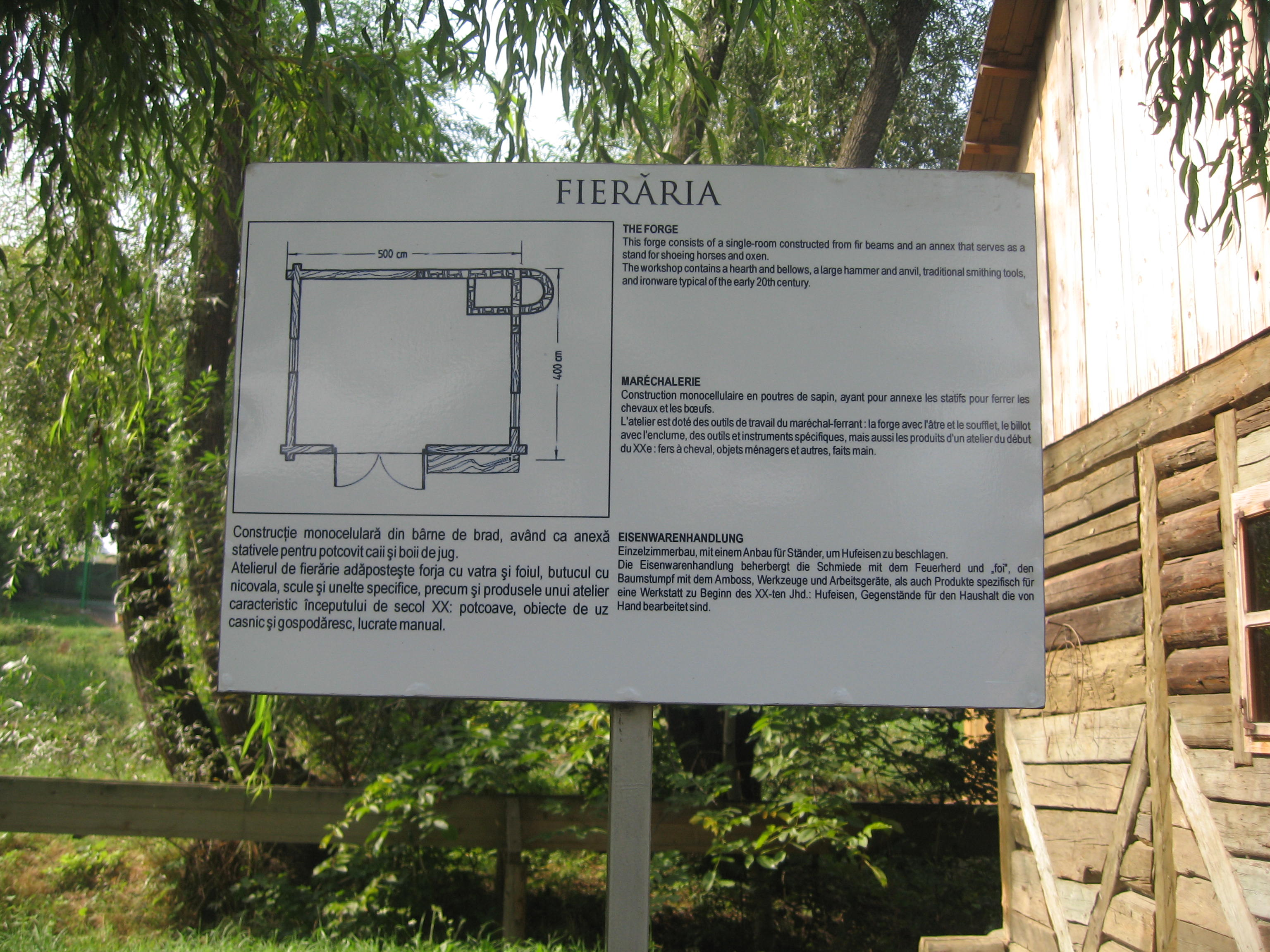
Fierăria – plan
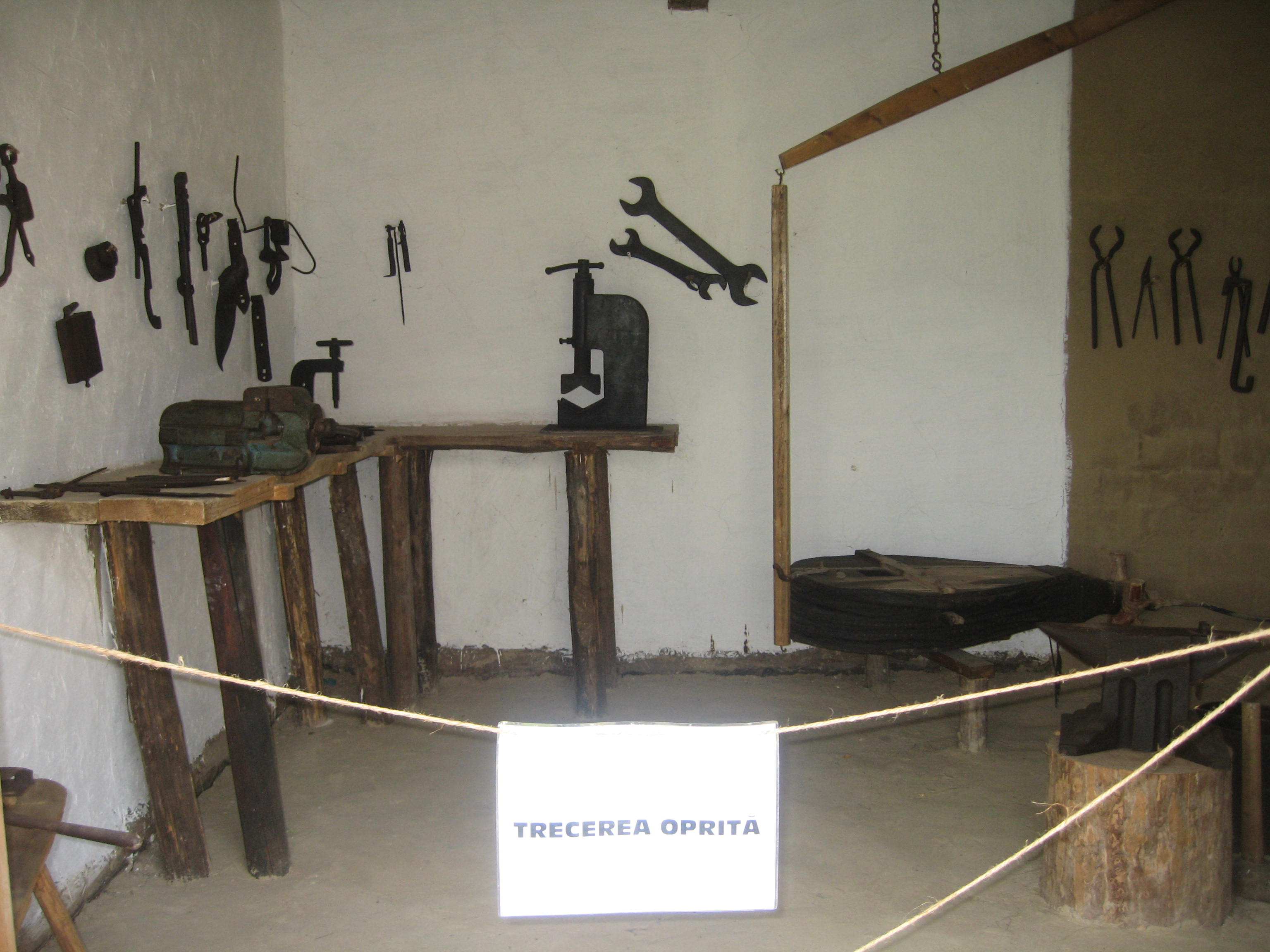
Fierăria – încăpere cu inventarul de lucru al fierarului
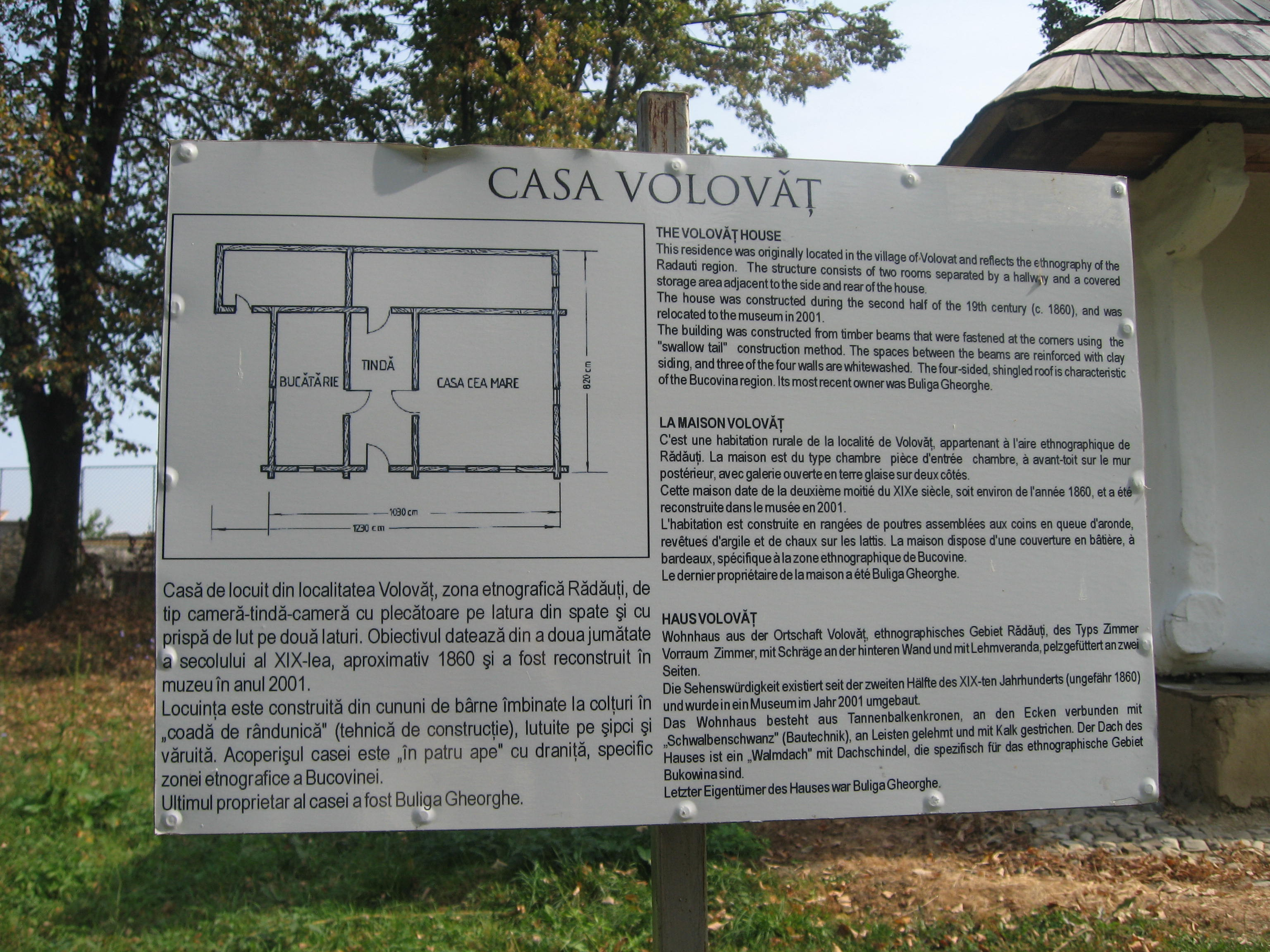
Casa de locuit din Volovăț – plan
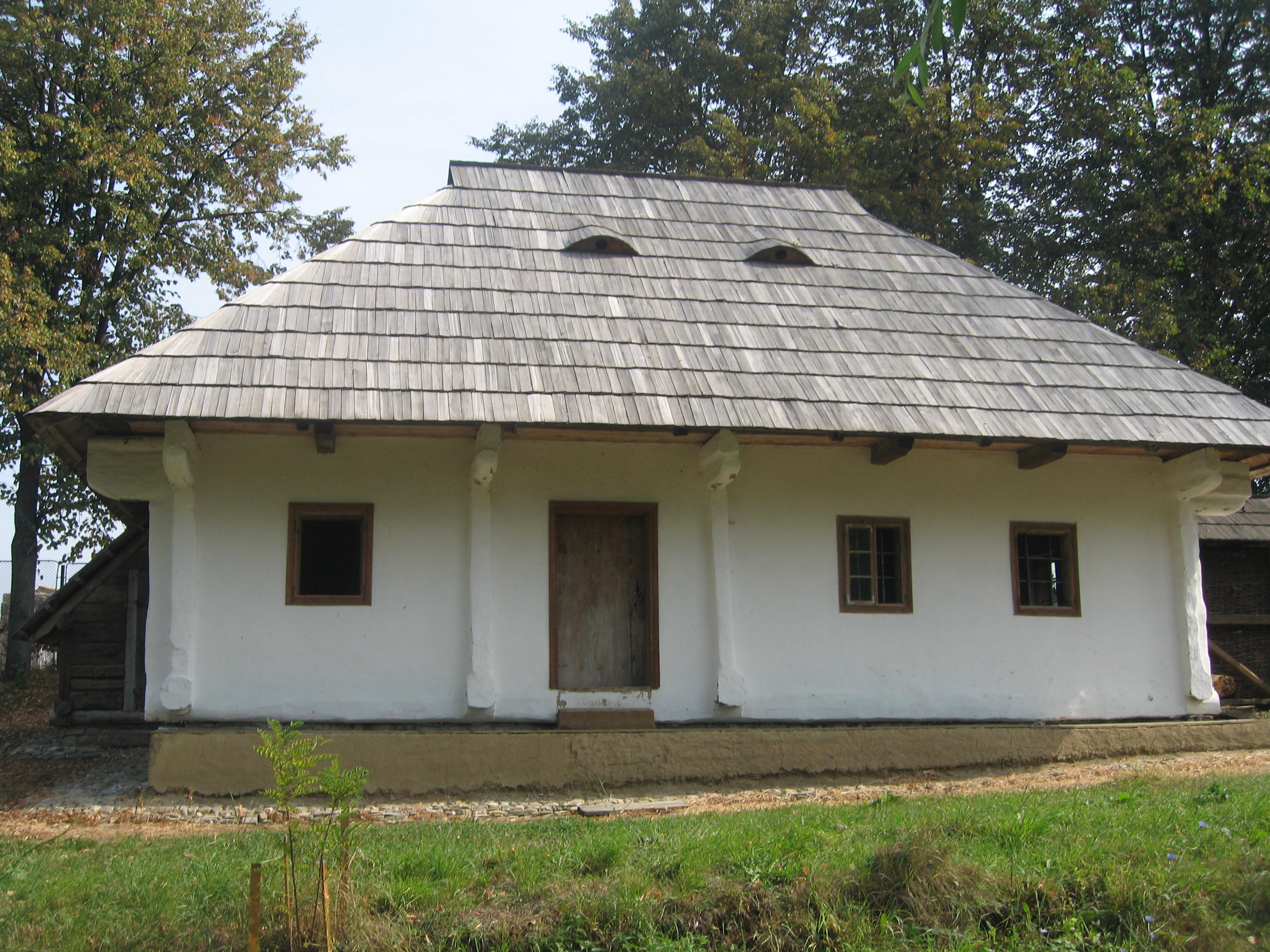
Casa de locuit din Volovăț
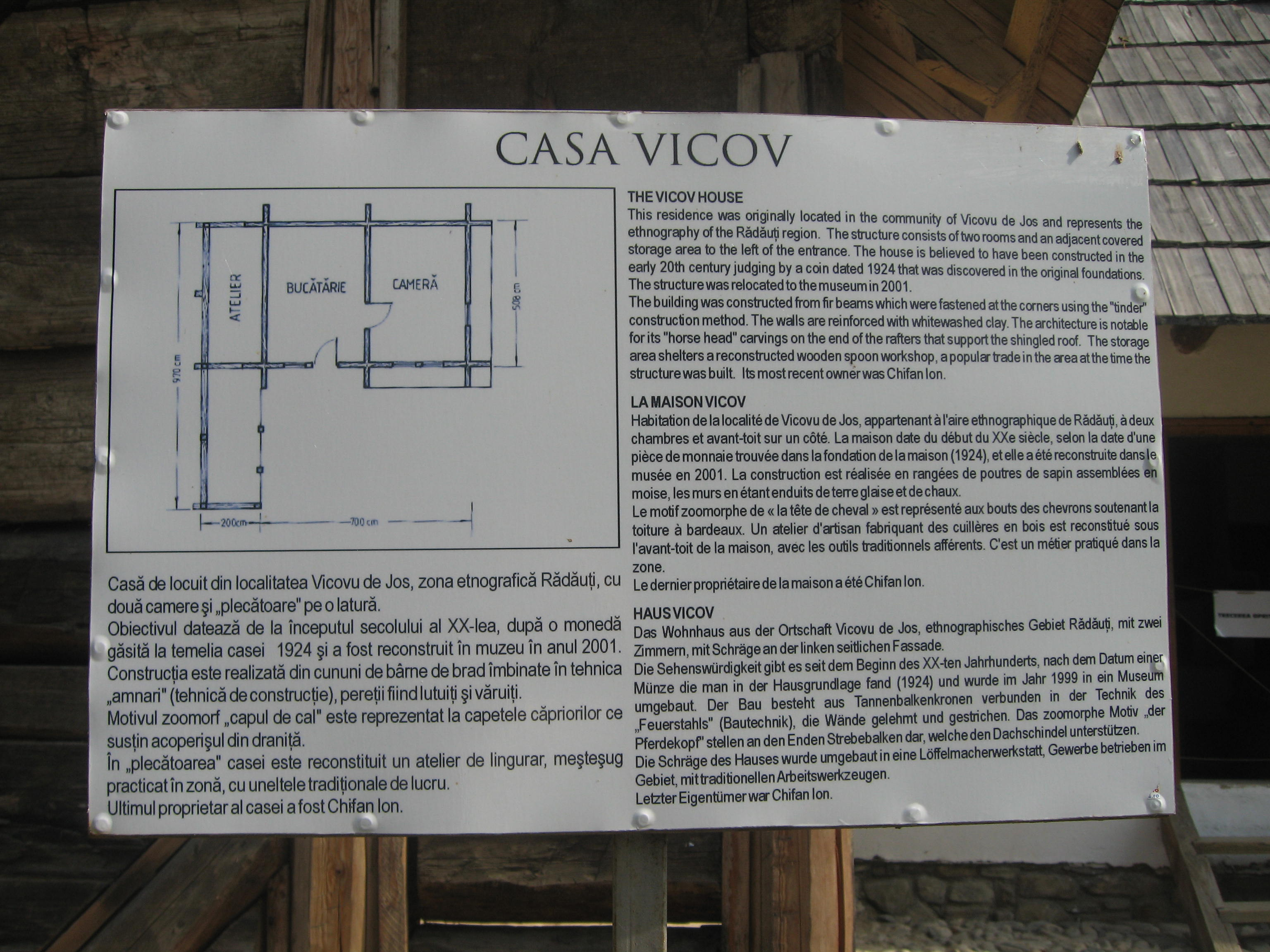
Casa de locuit din Vicovu de Jos – plan
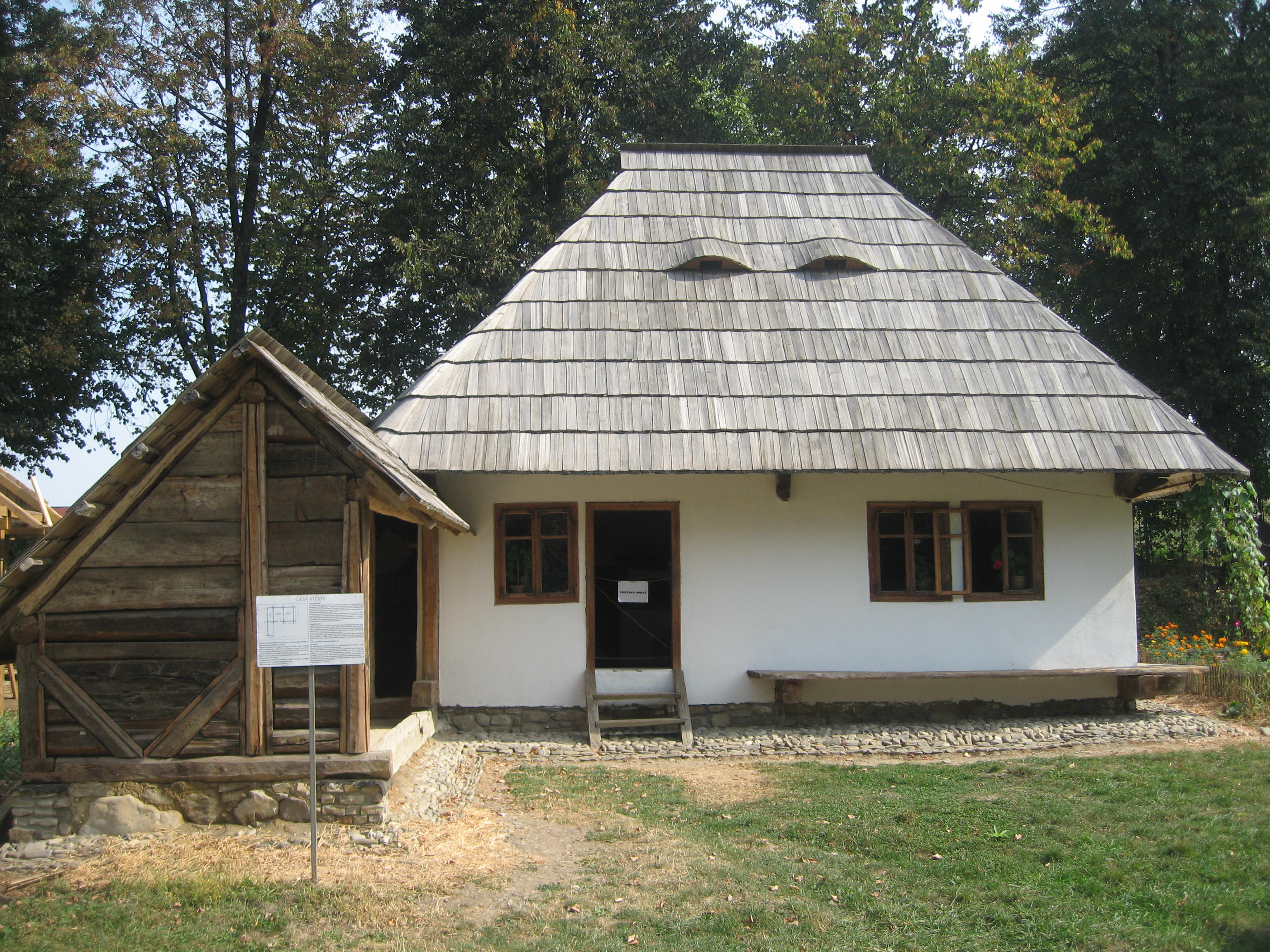
Casa de locuit din Vicovu de Jos
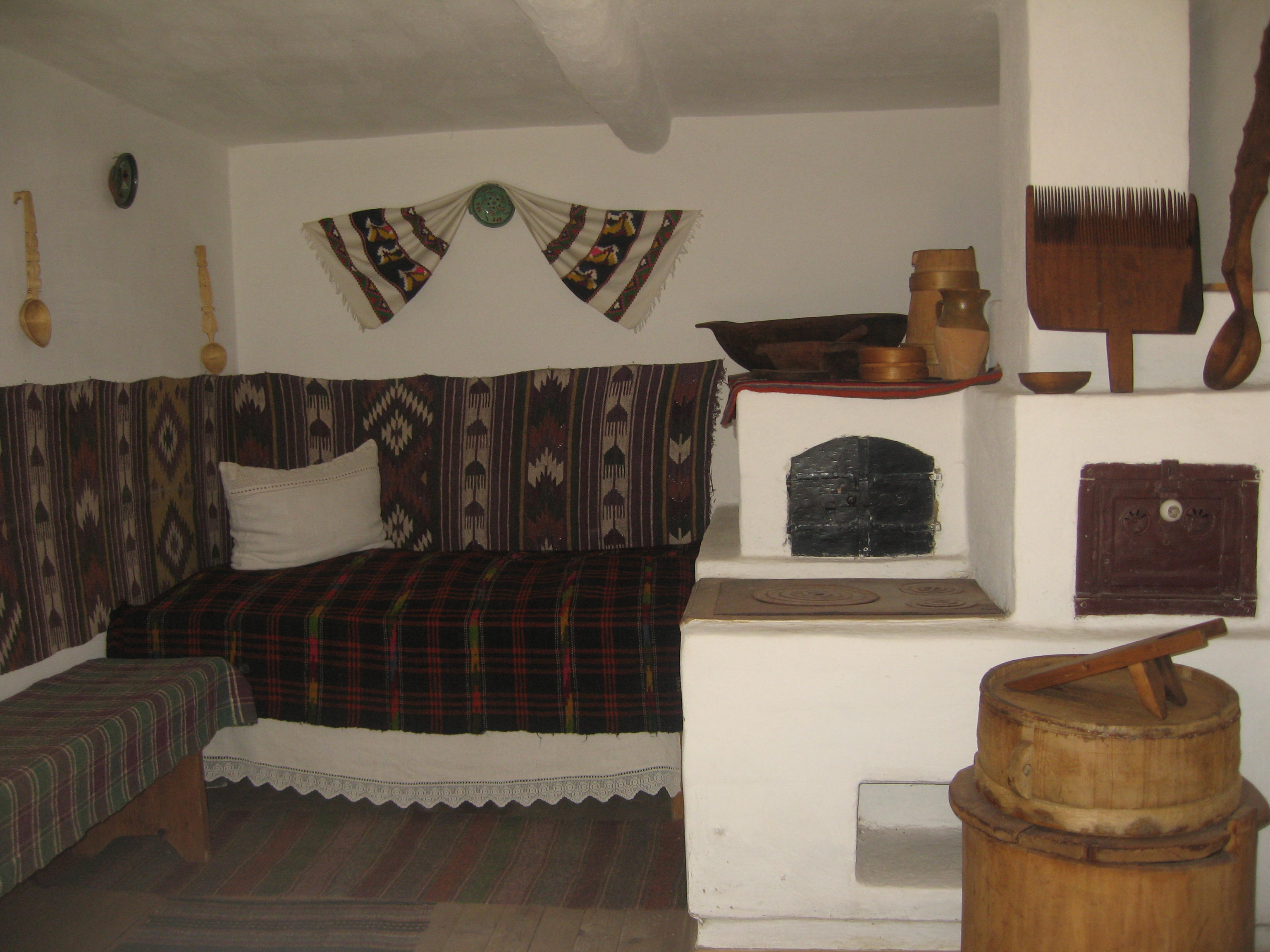
Casa de locuit din Vicovu de Jos – interior
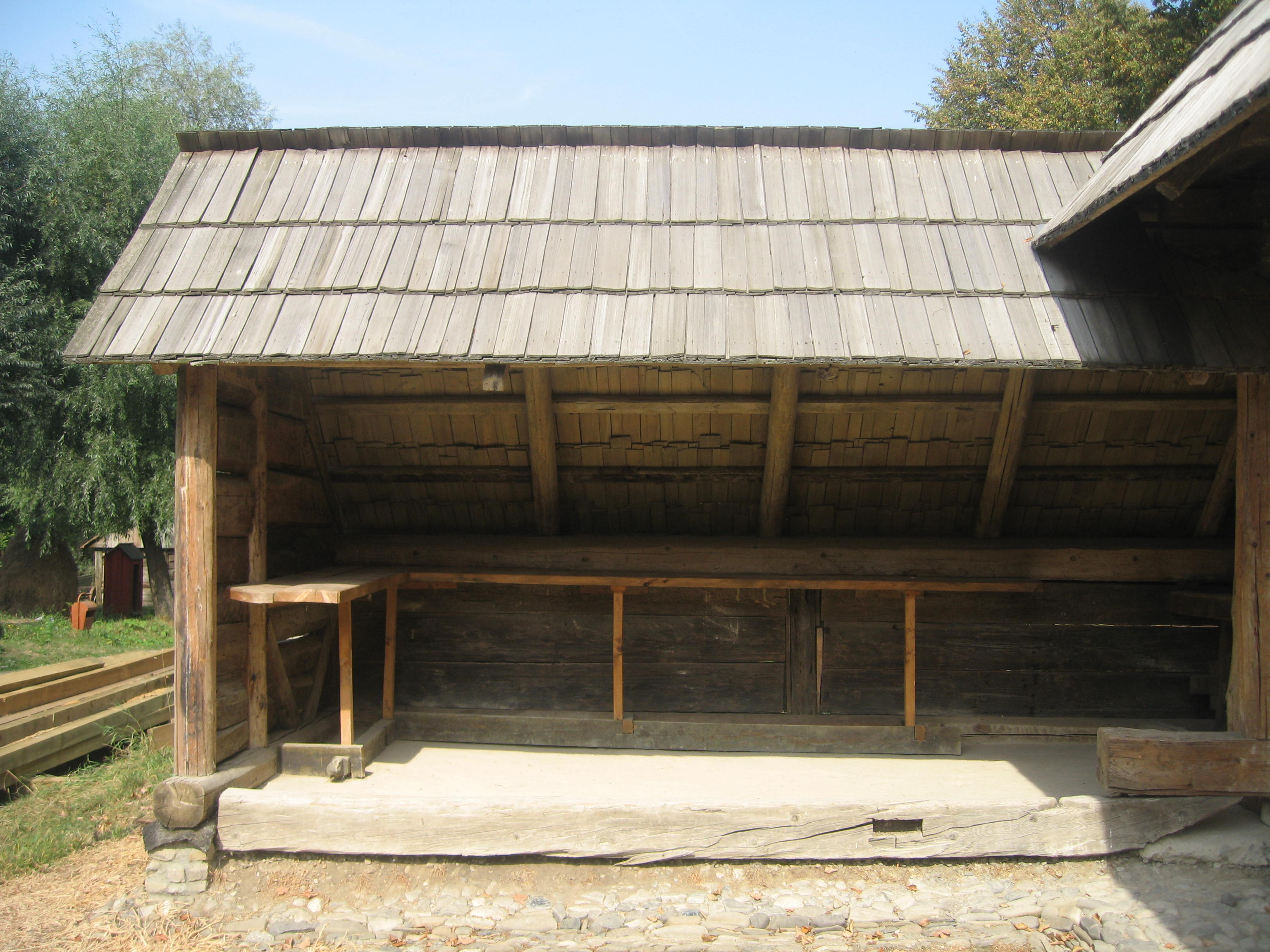
Casa de locuit din Vicovu de Jos – atelier de lingurar sub plecătoare
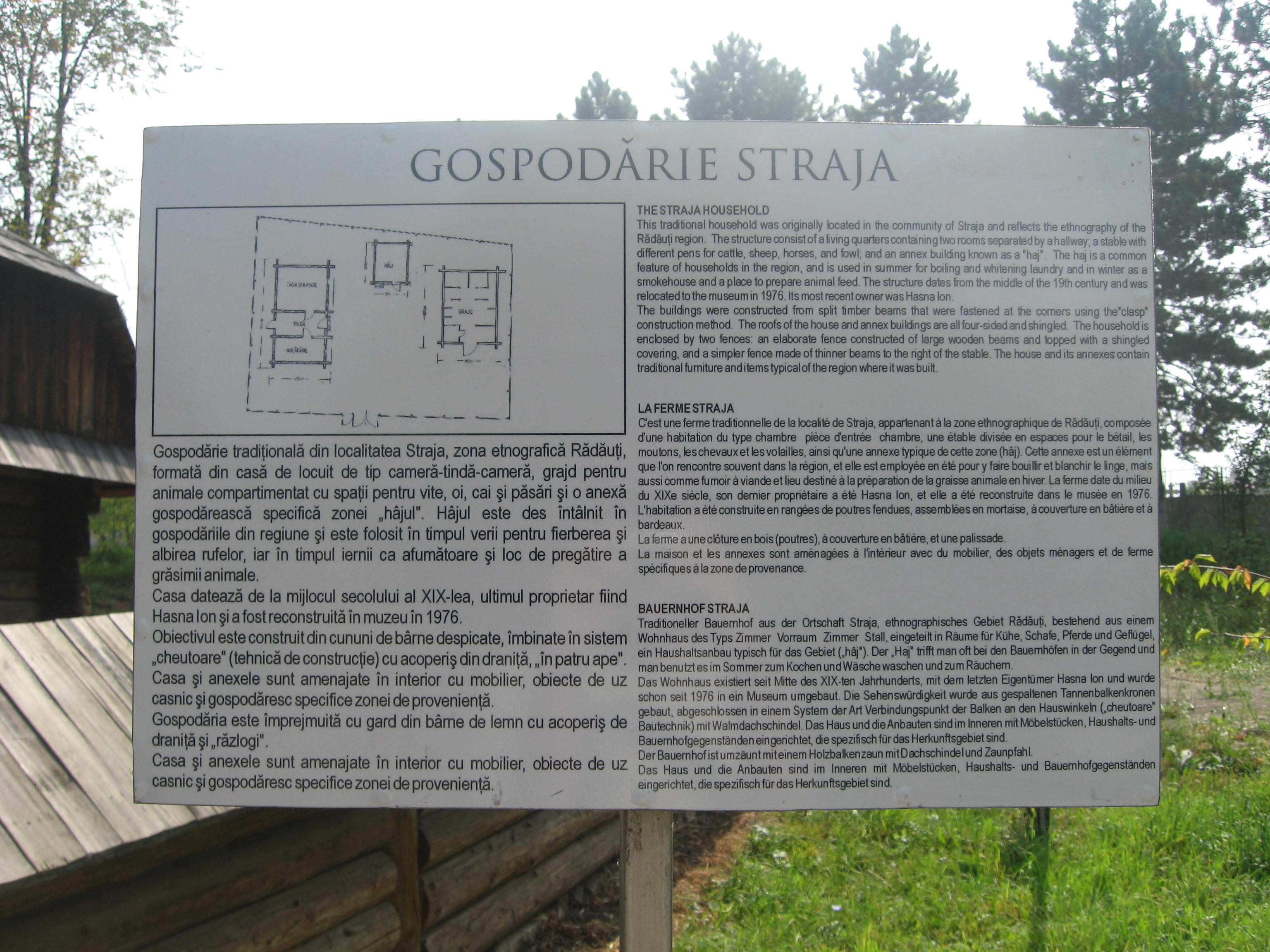
Gospodăria tradițională din Straja – plan
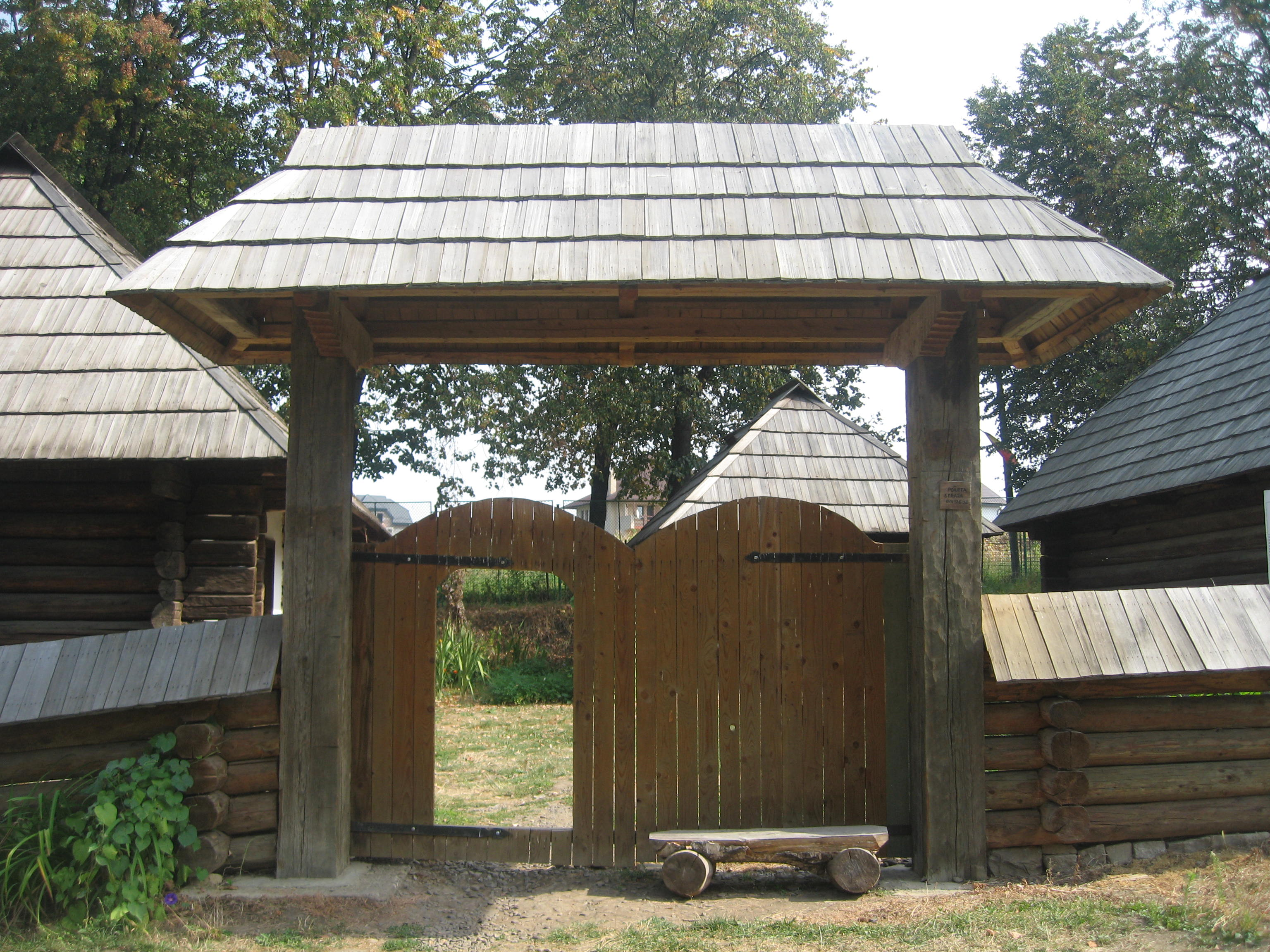
Gospodăria tradițională din Straja – poarta
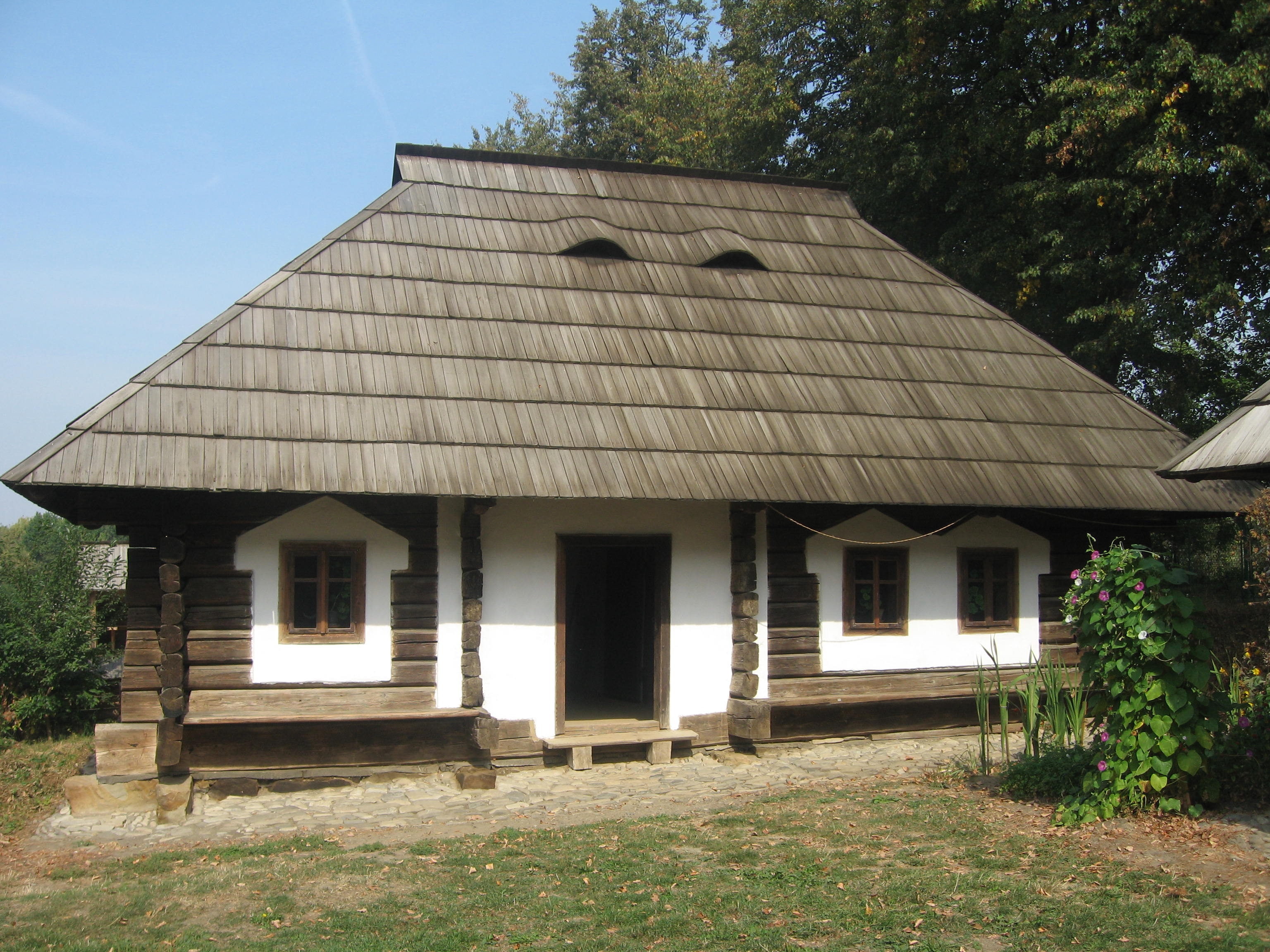
Gospodăria tradițională din Straja – casa de locuit
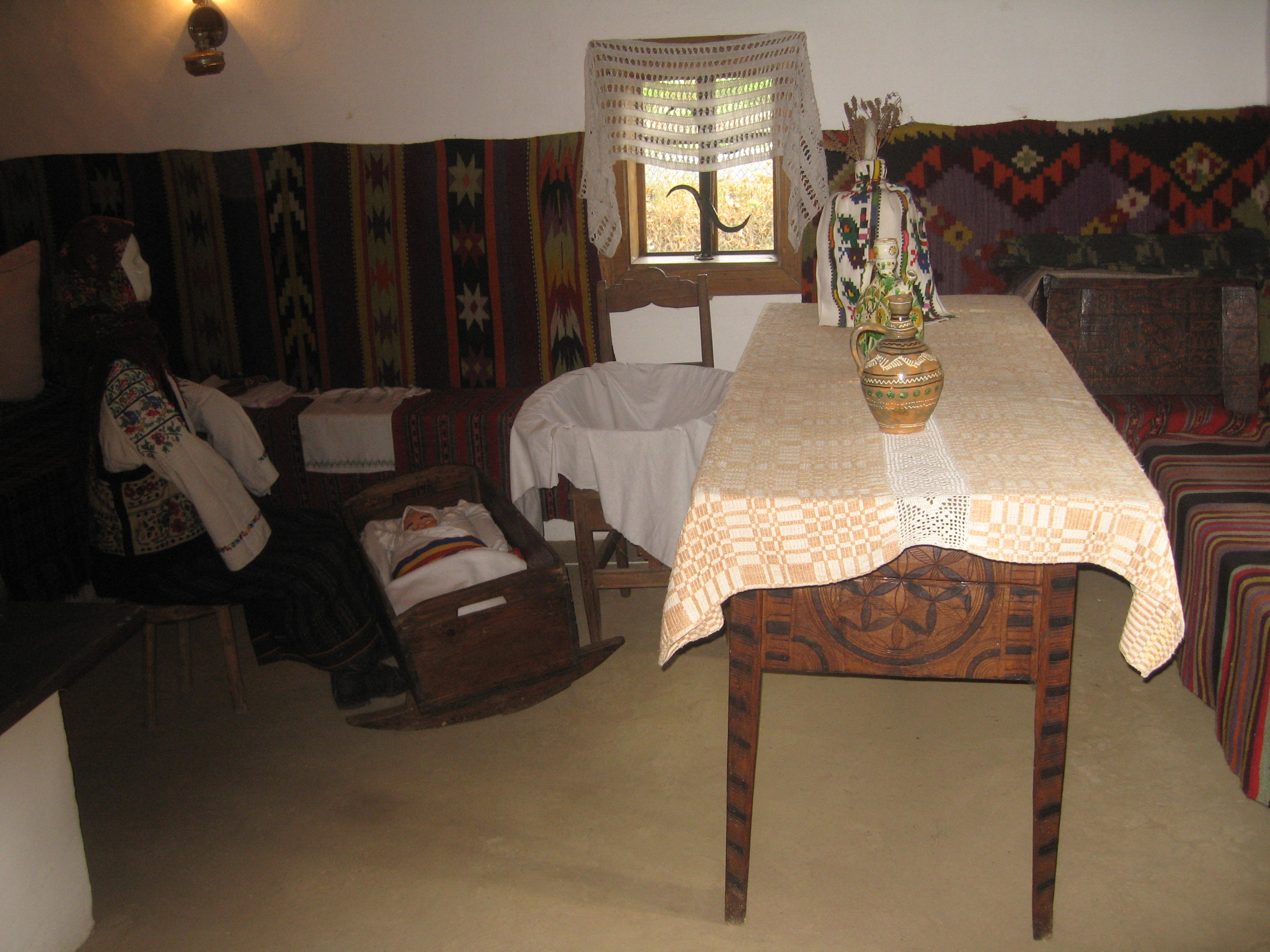
Gospodăria tradițională din Straja – interior al casei de locuit cu prezentarea unui obicei de la naștere
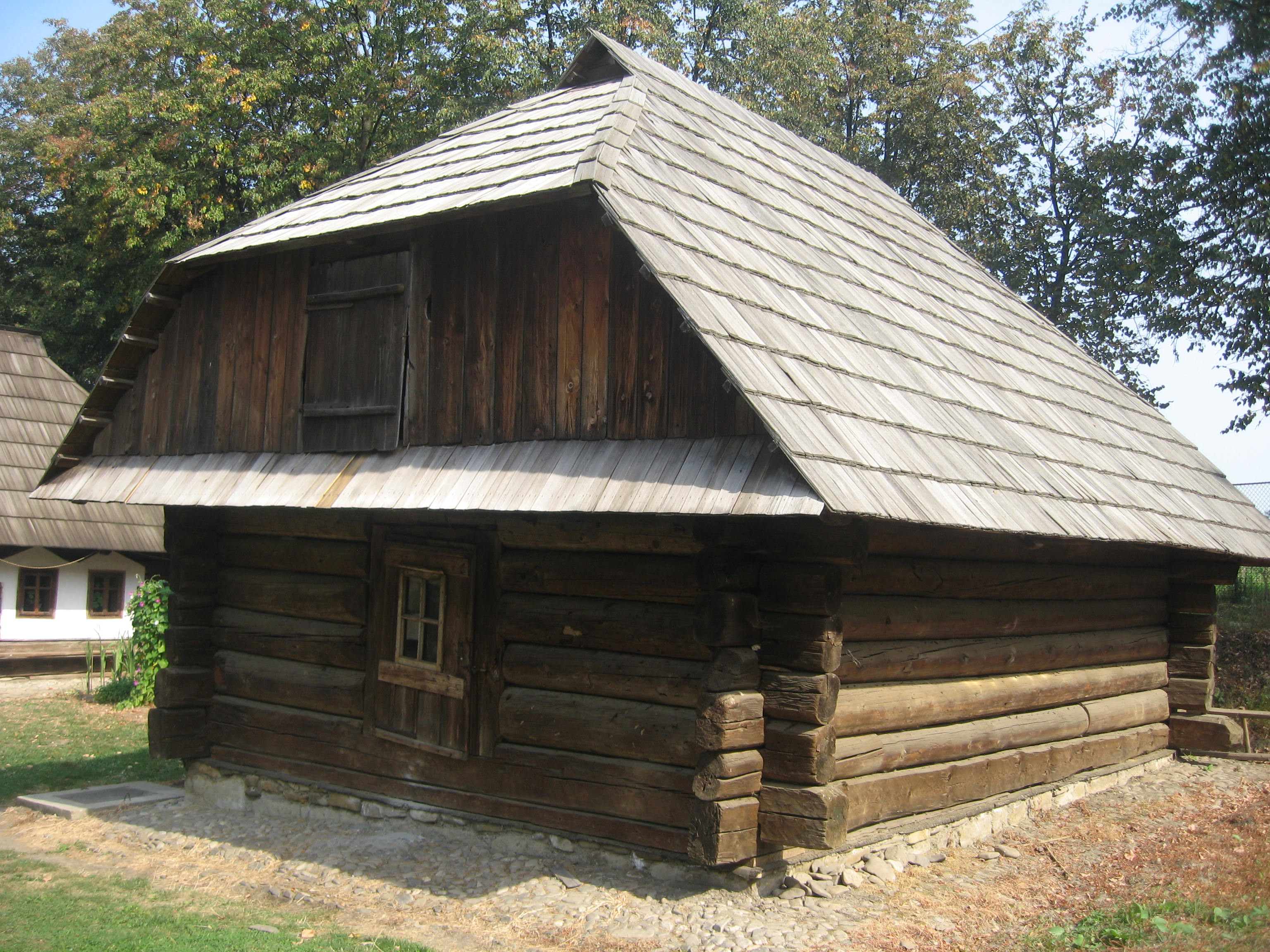
Gospodăria tradițională din Straja – grajdul
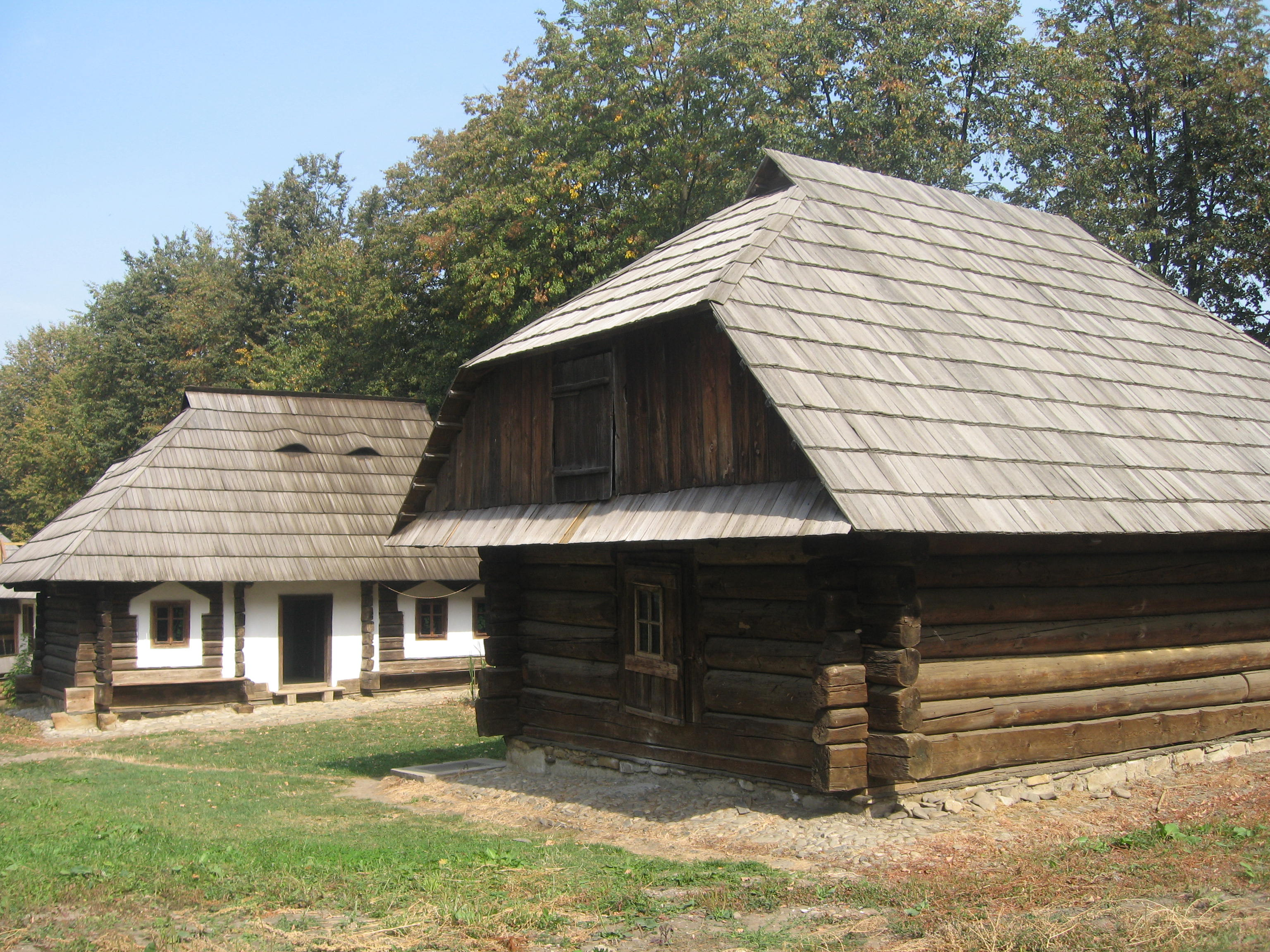
Gospodăria tradițională din Straja – grajdul și casa de locuit
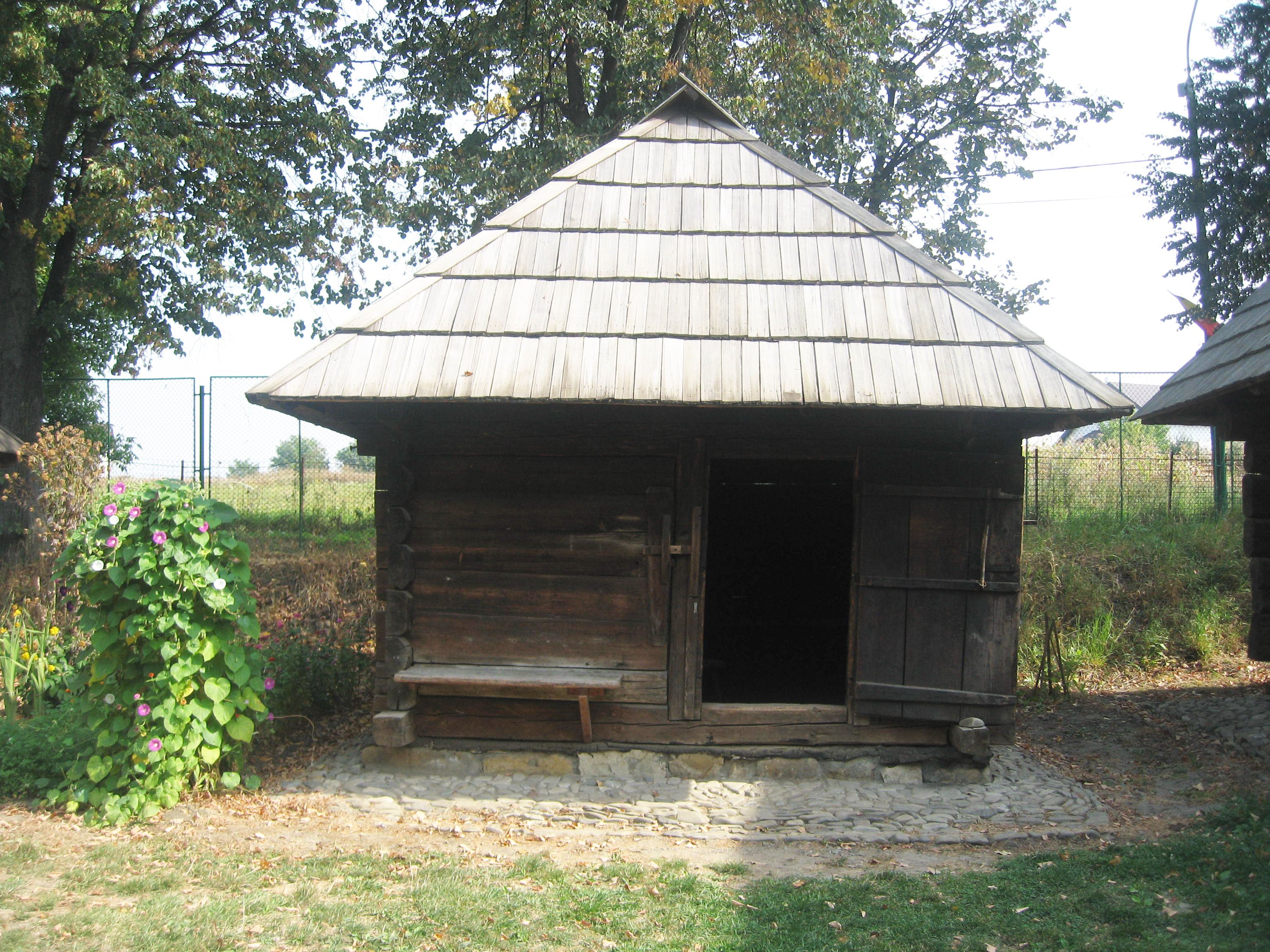
Gospodăria tradițională din Straja – hâjul
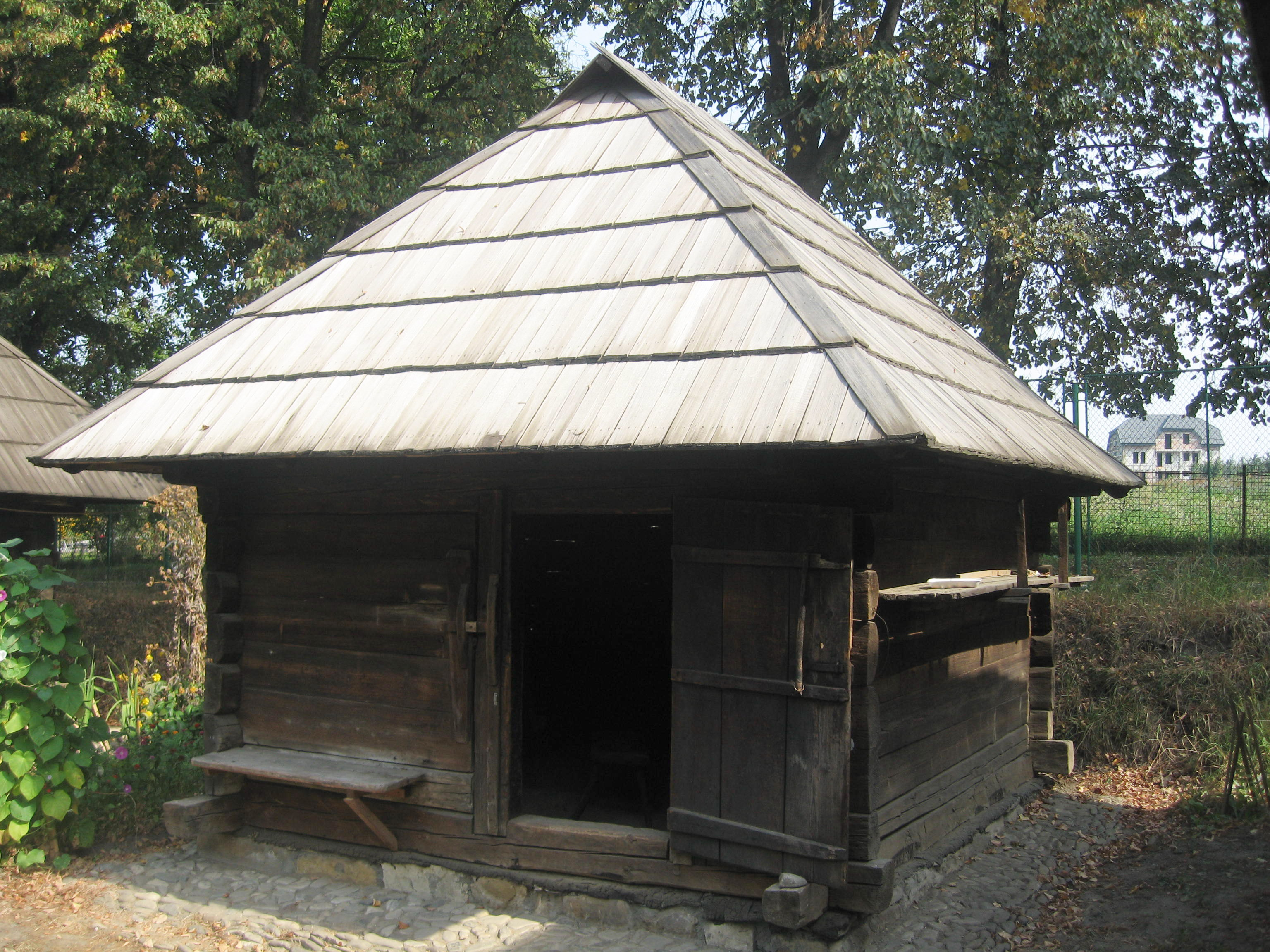
Gospodăria tradițională din Straja – hâjul
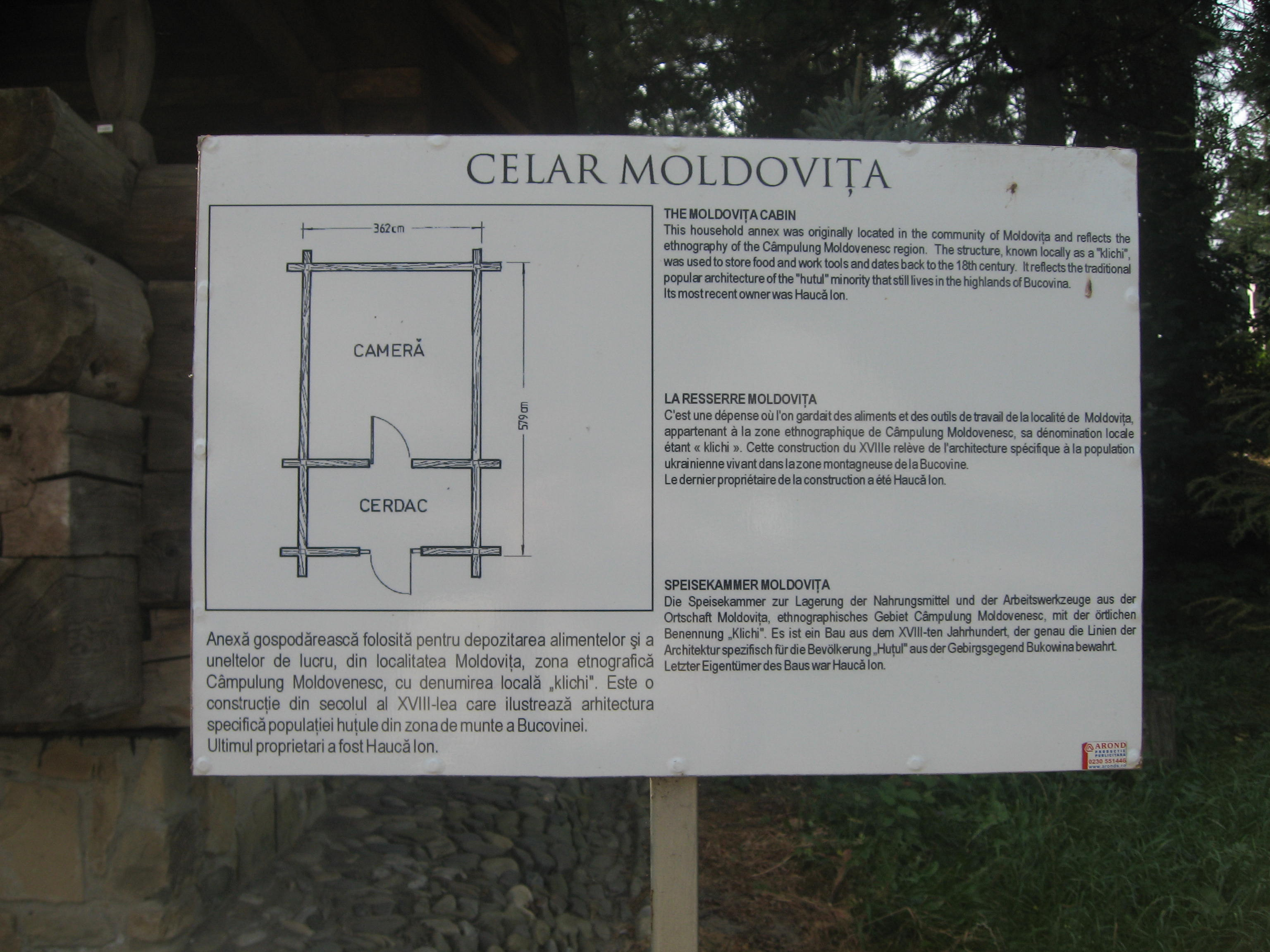
Celarul din Moldovița – plan
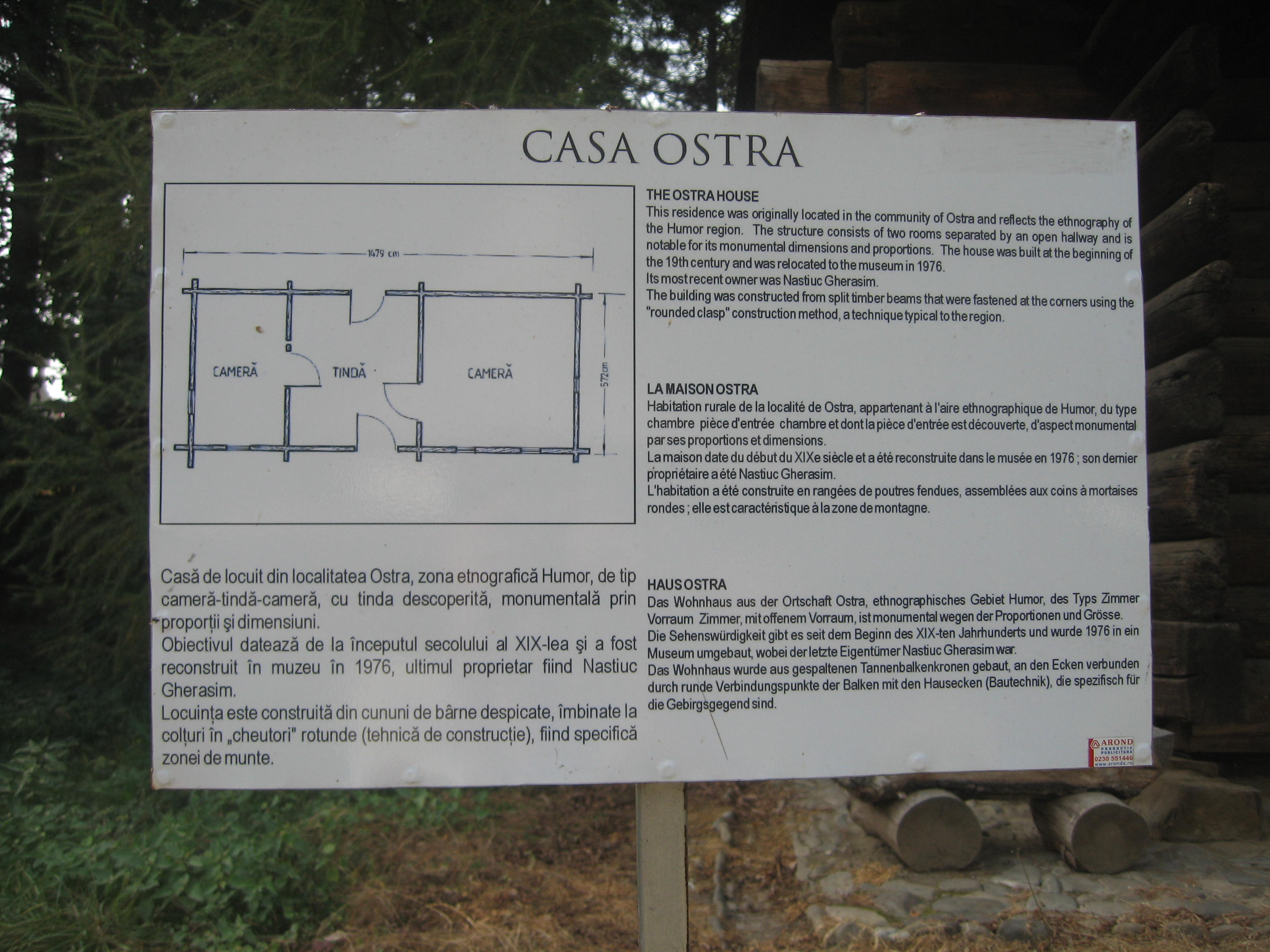
Casa de locuit din Ostra – plan
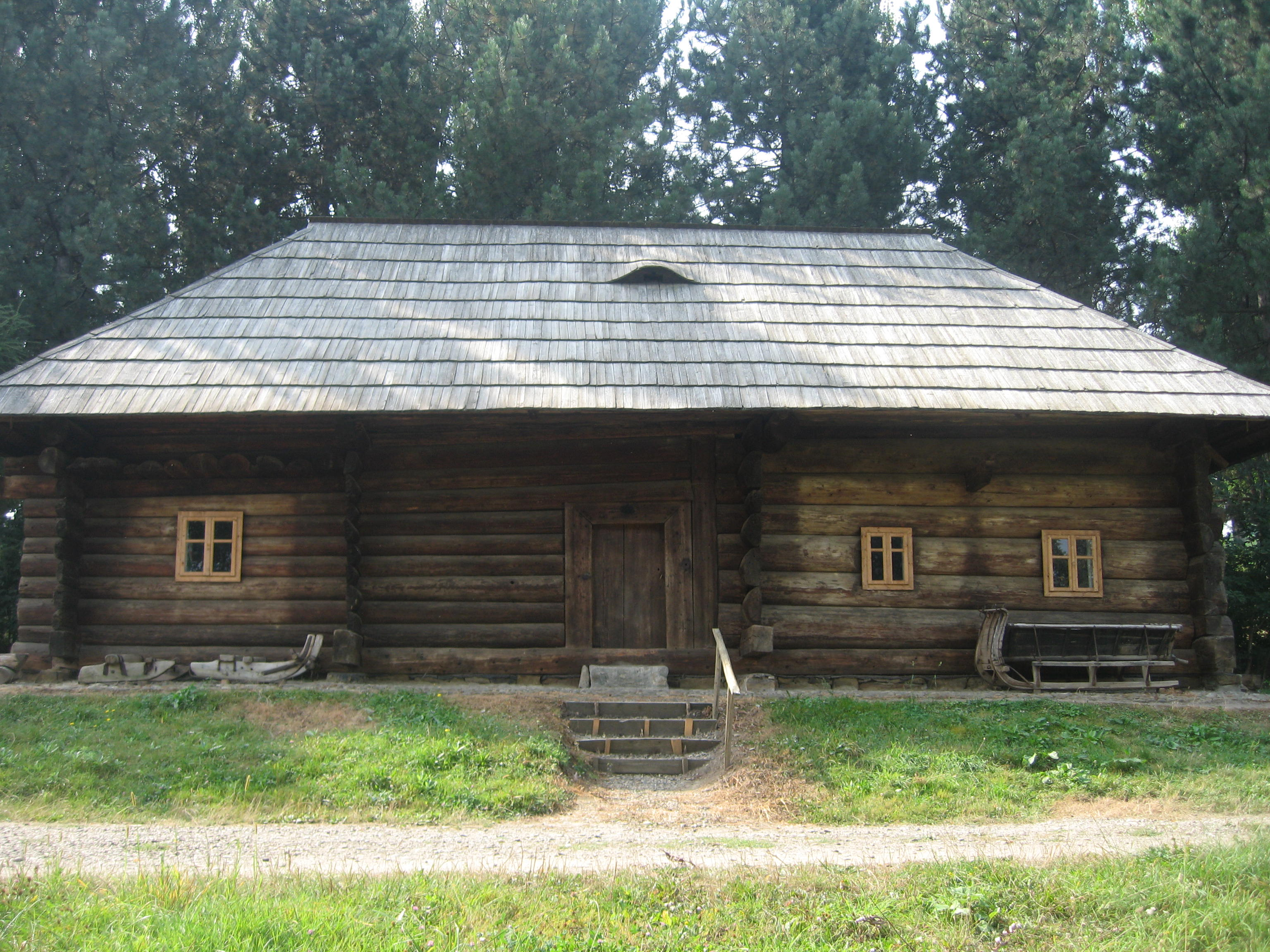
Casa de locuit din Ostra
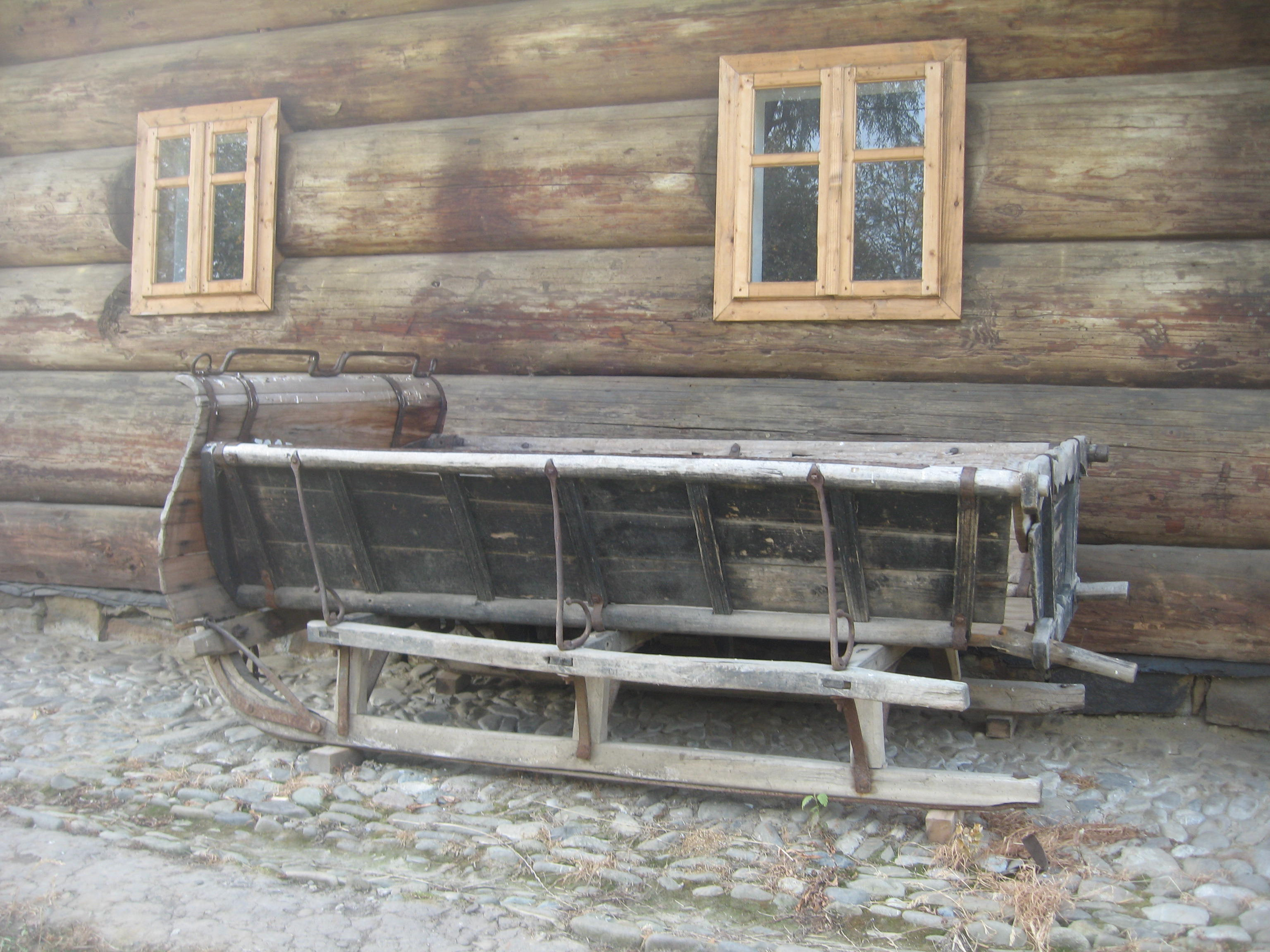
Casa de locuit din Ostra – sanie veche cu tălpici de lemn
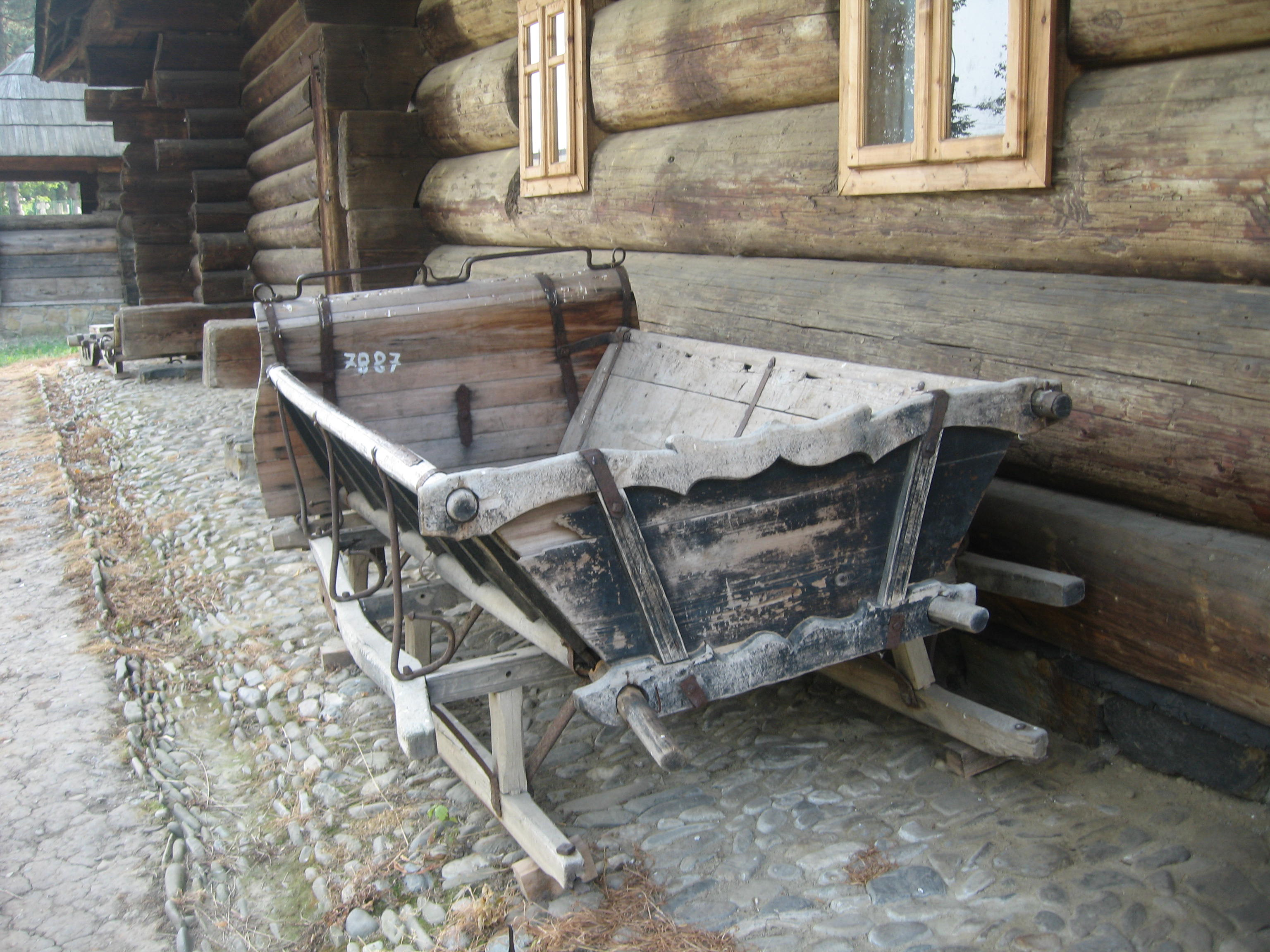
Casa de locuit din Ostra – sanie veche cu tălpici de lemn
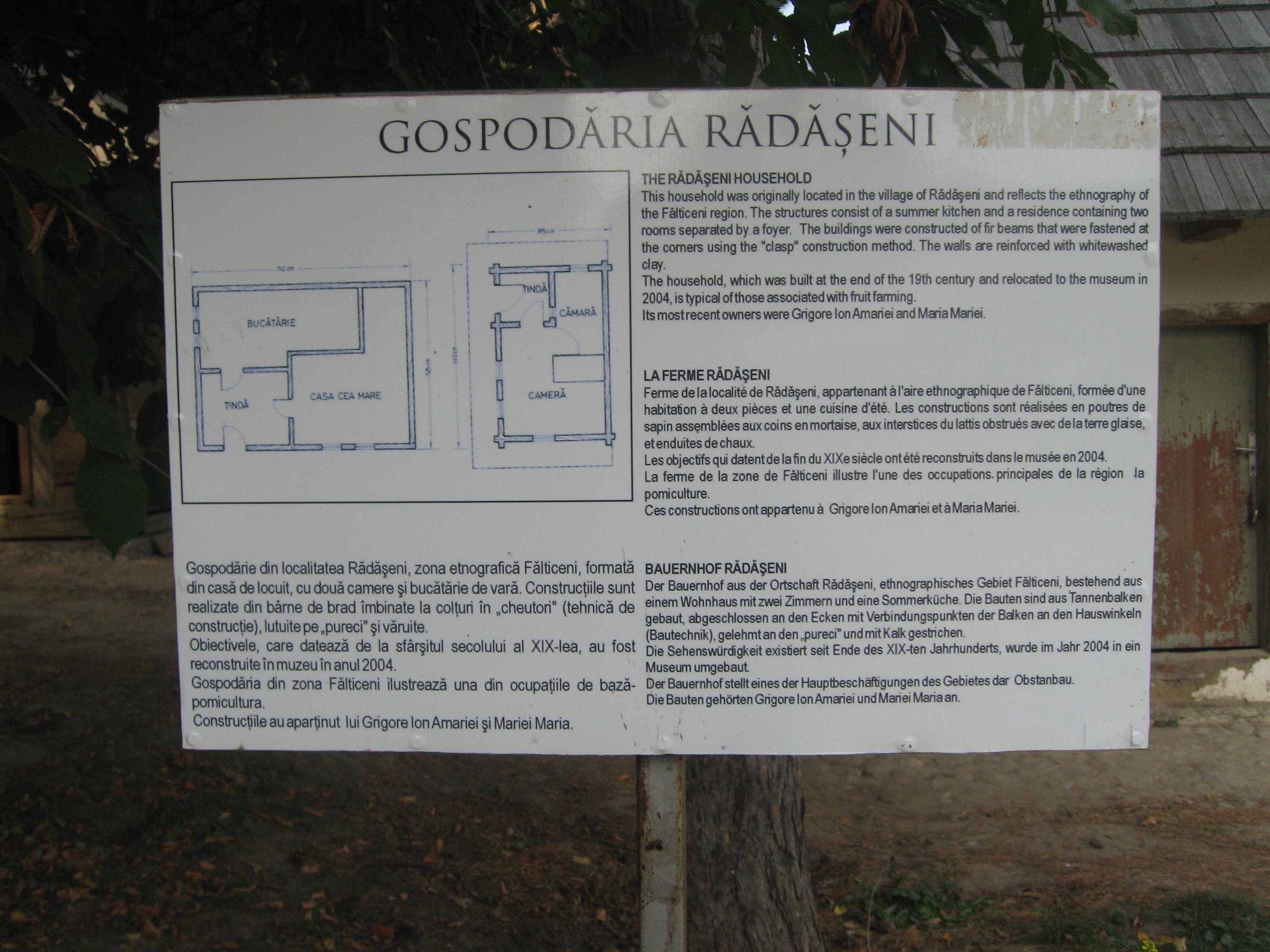
Gospodăria tradițională din Rădășeni – plan
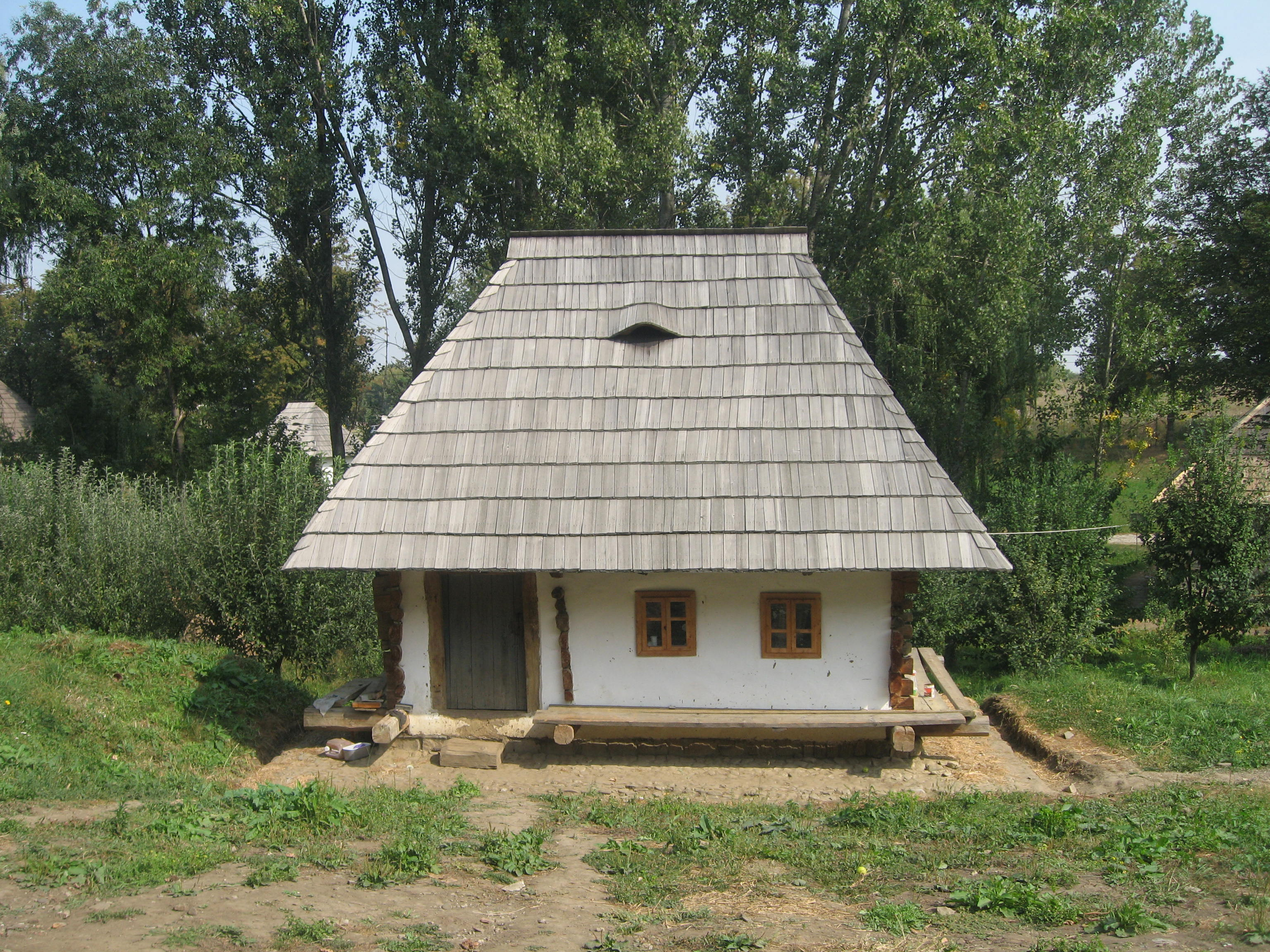
Gospodăria tradițională din Rădășeni – bucătăria de vară
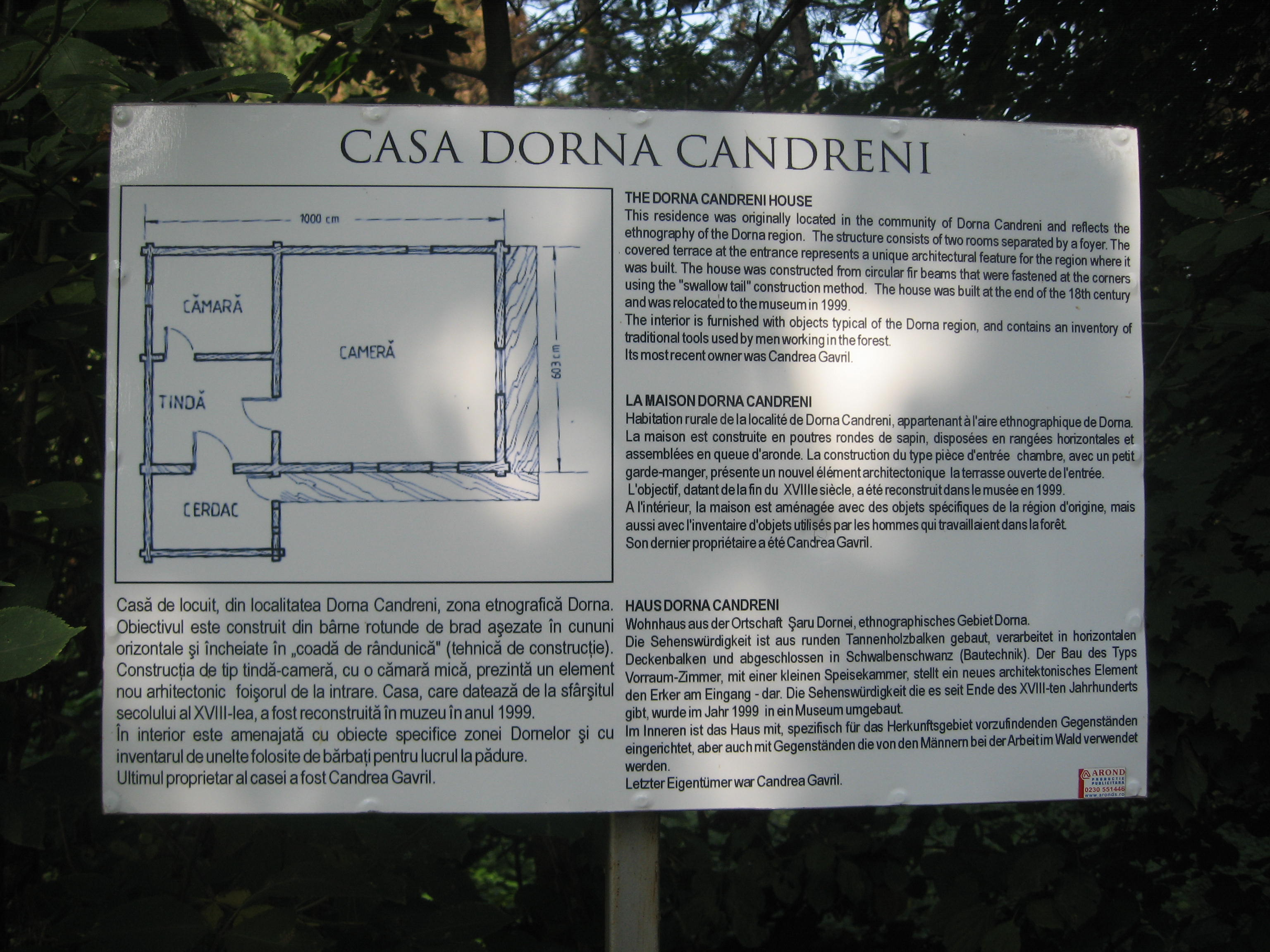
Casa de locuit din Dorna Candrenilor – plan
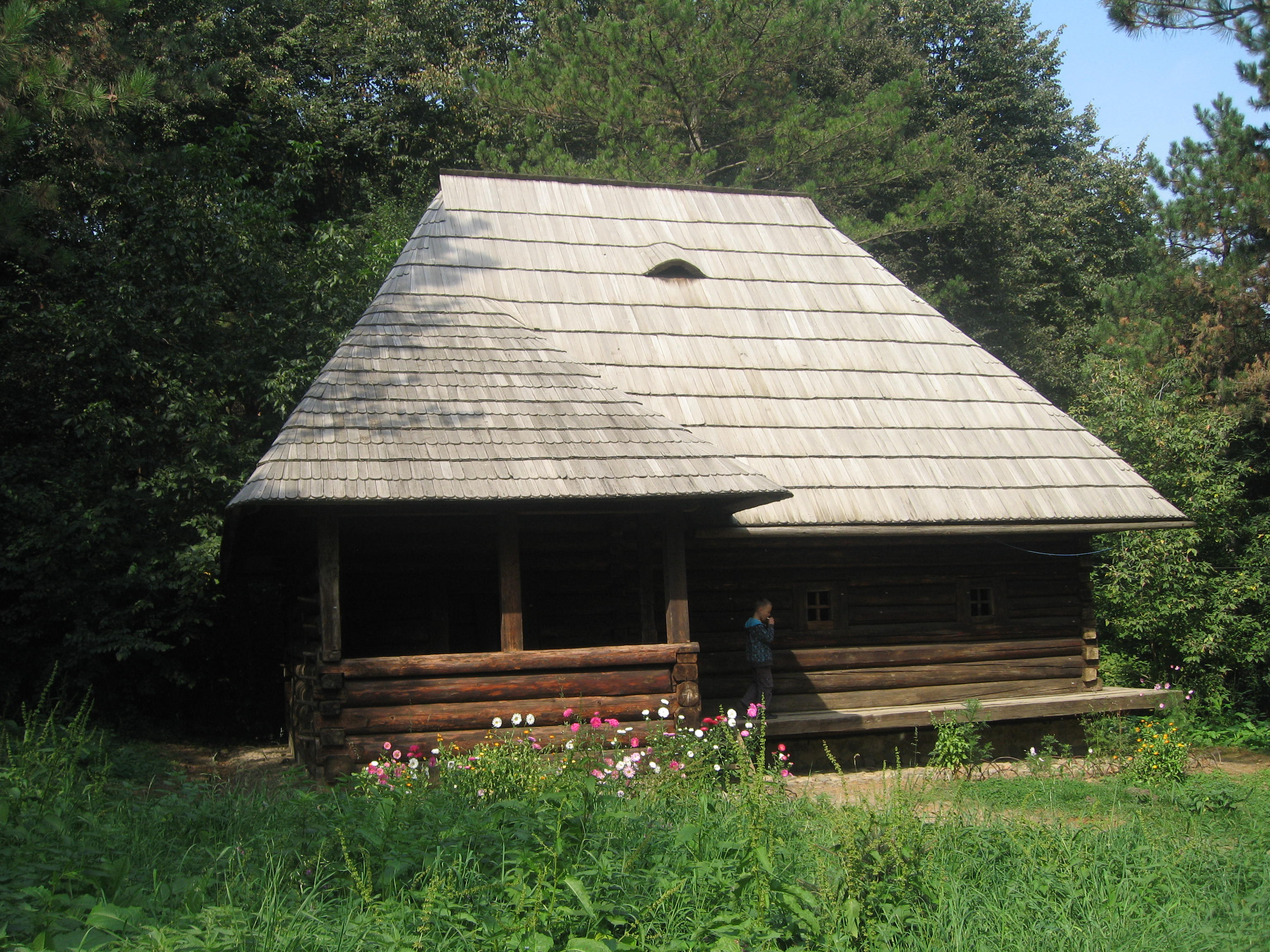
Casa de locuit din Dorna Candrenilor
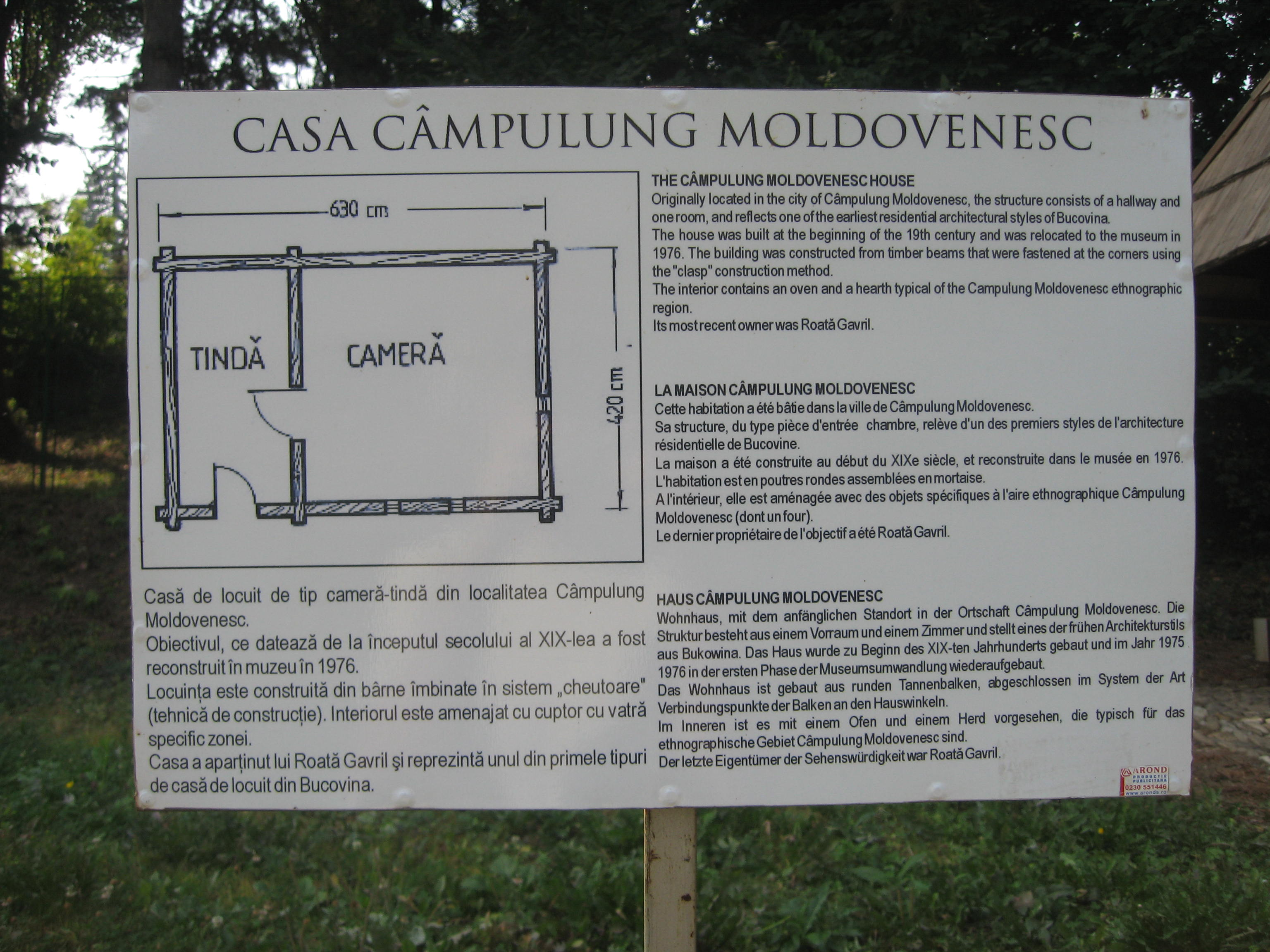
Casa de locuit din Câmpulung Moldovenesc (Casa Roată) – plan
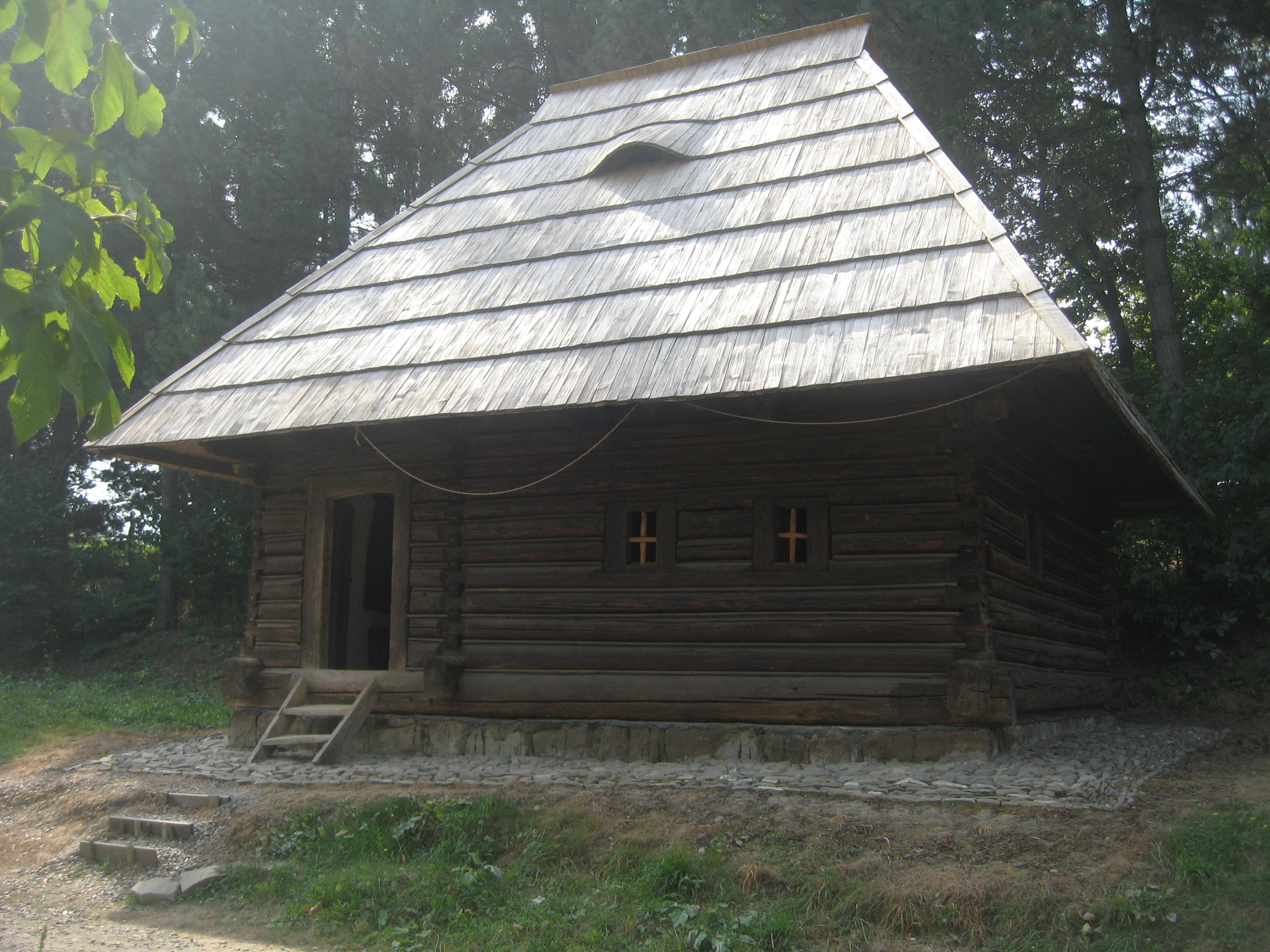
Casa de locuit din Câmpulung Moldovenesc (Casa Roată)
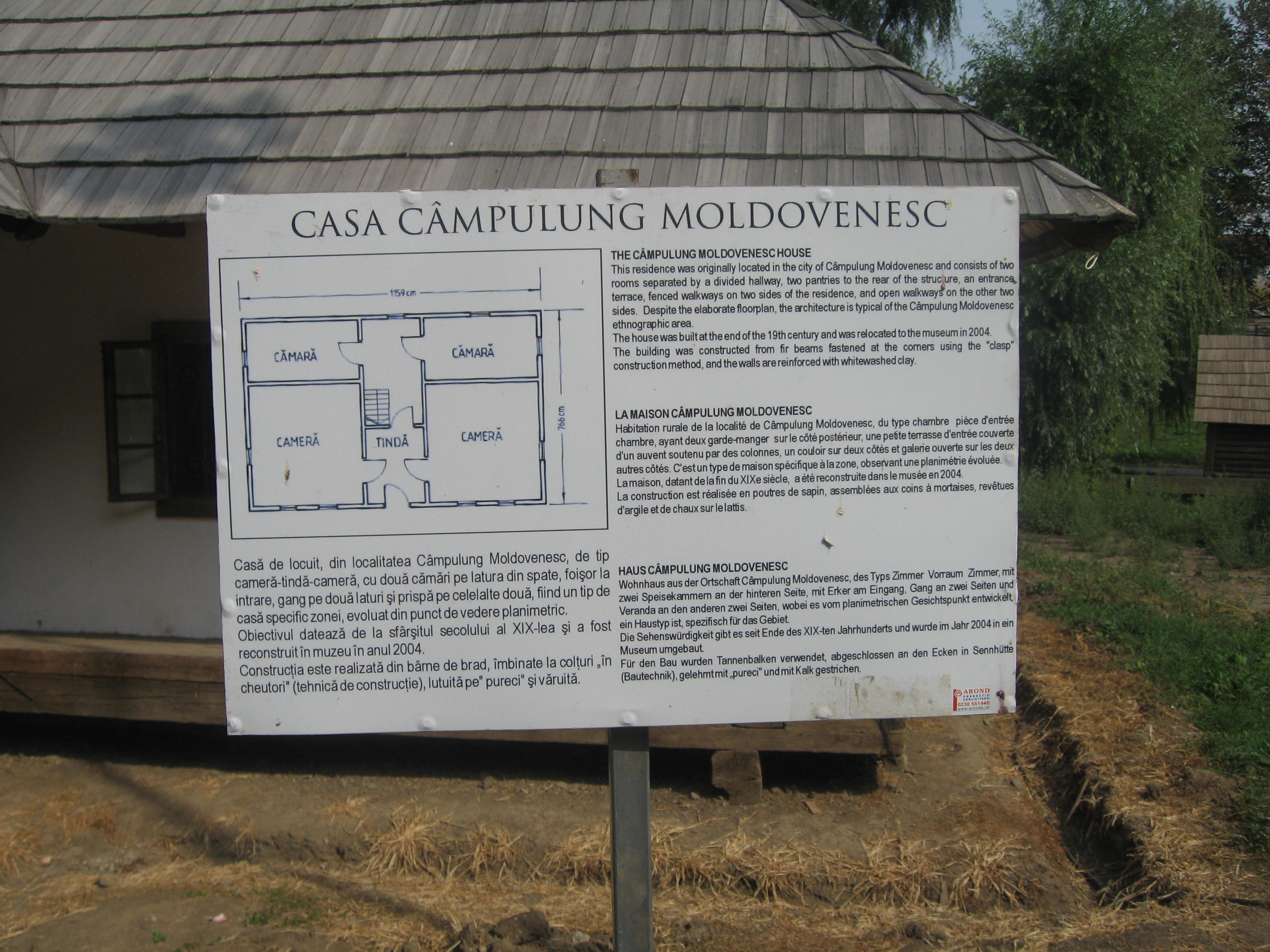
Casa de locuit din Câmpulung Moldovenesc (Casa Nemțan) – plan
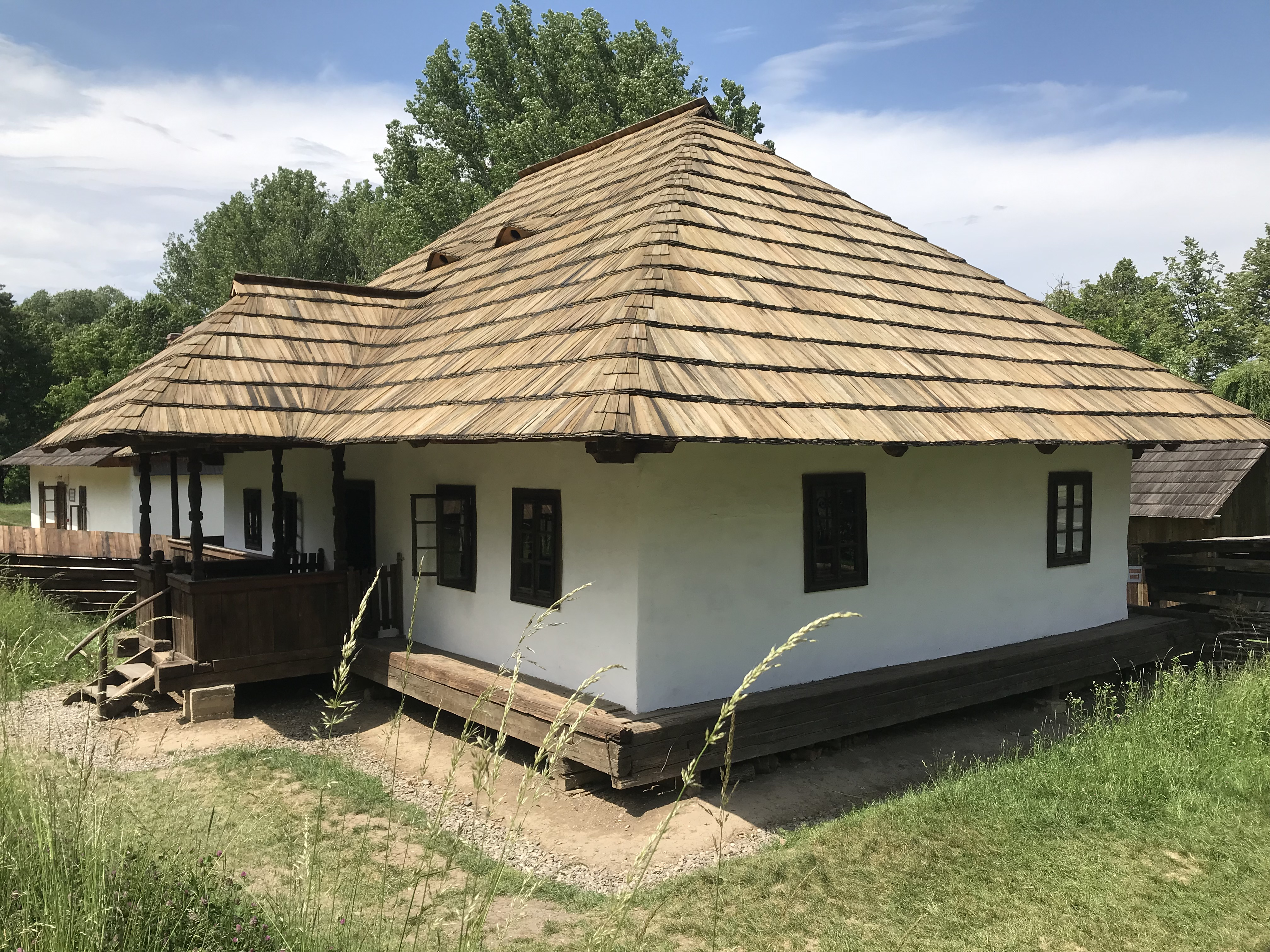
Casa de locuit din Câmpulung Moldovenesc (Casa Nemțan)
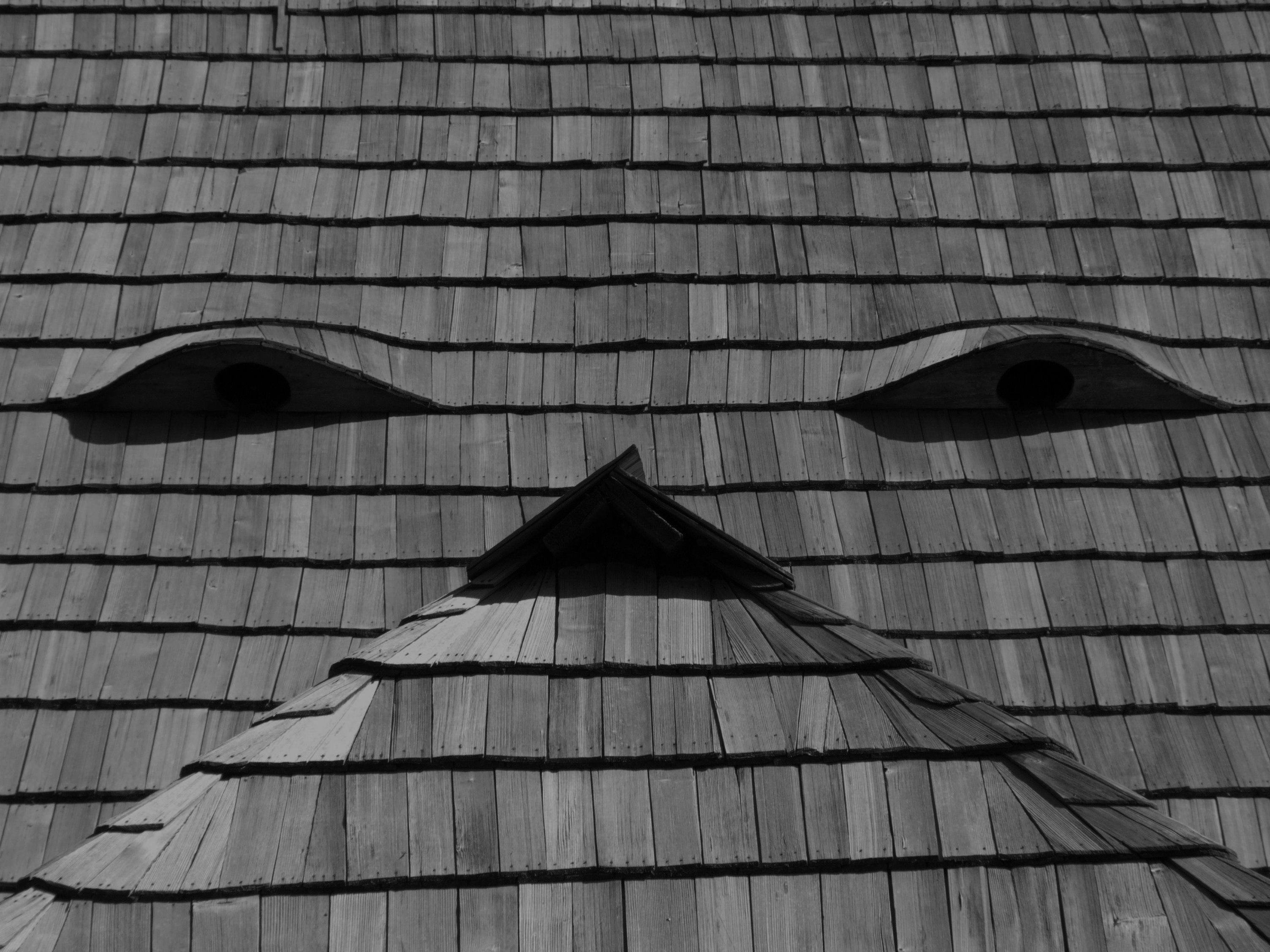
Casa de locuit din Câmpulung Moldovenesc (Casa Nemțan) – acoperiș din draniță
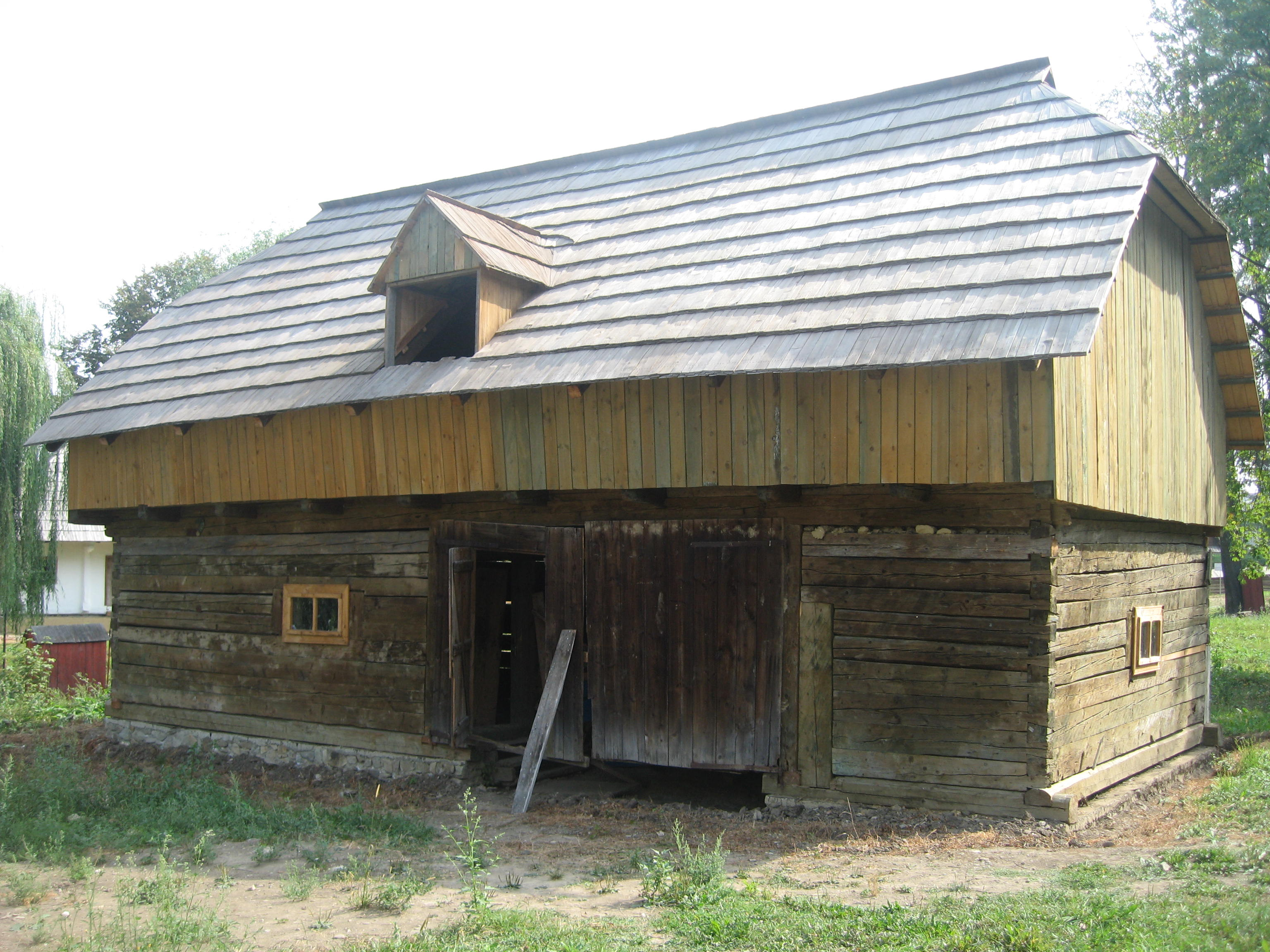
Gospodăria tradițională din Câmpulung Moldovenesc – grajdul
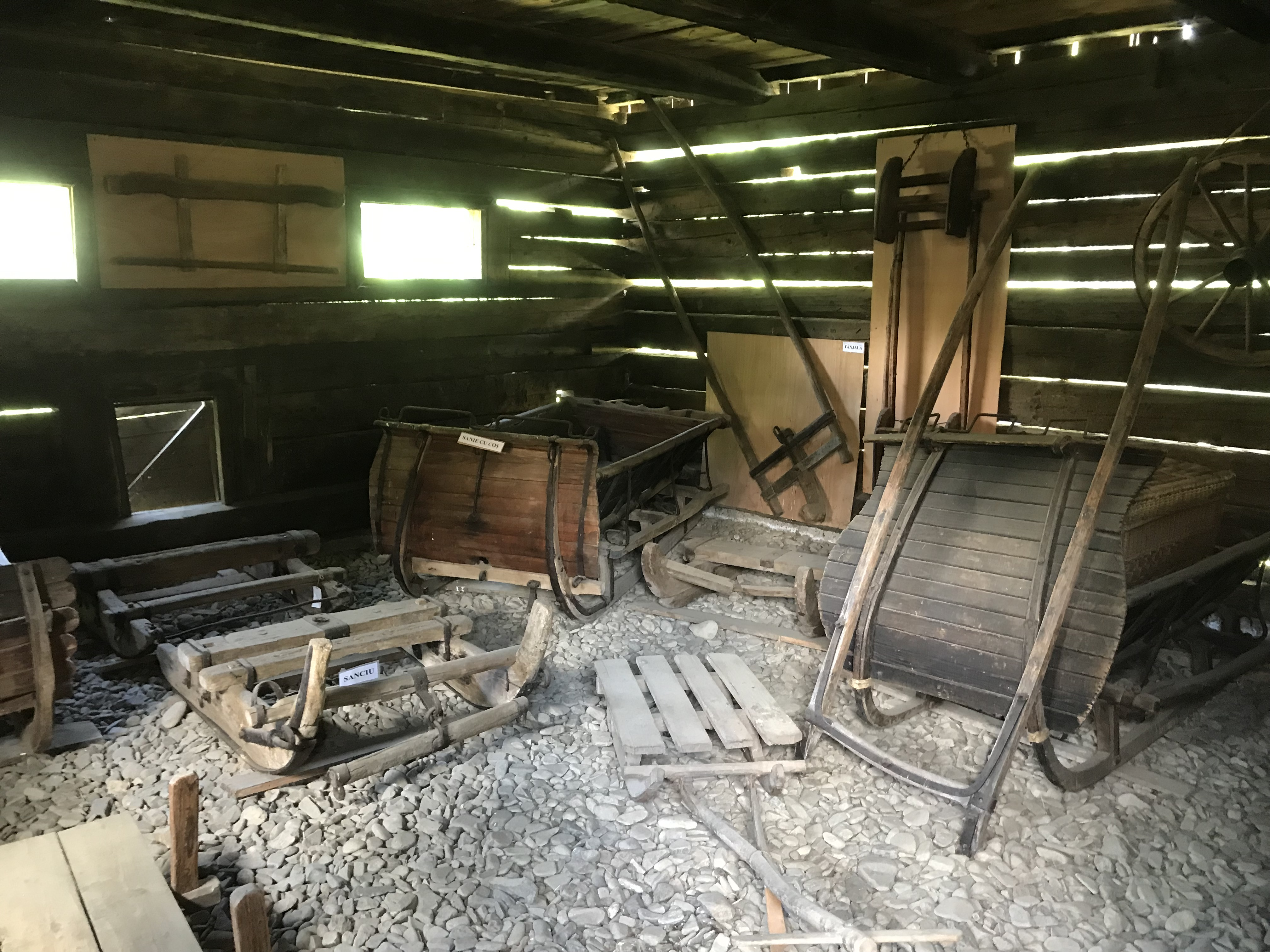
Gospodăria tradițională din Câmpulung Moldovenesc – interior al grajdului cu atelaje pe tălpi
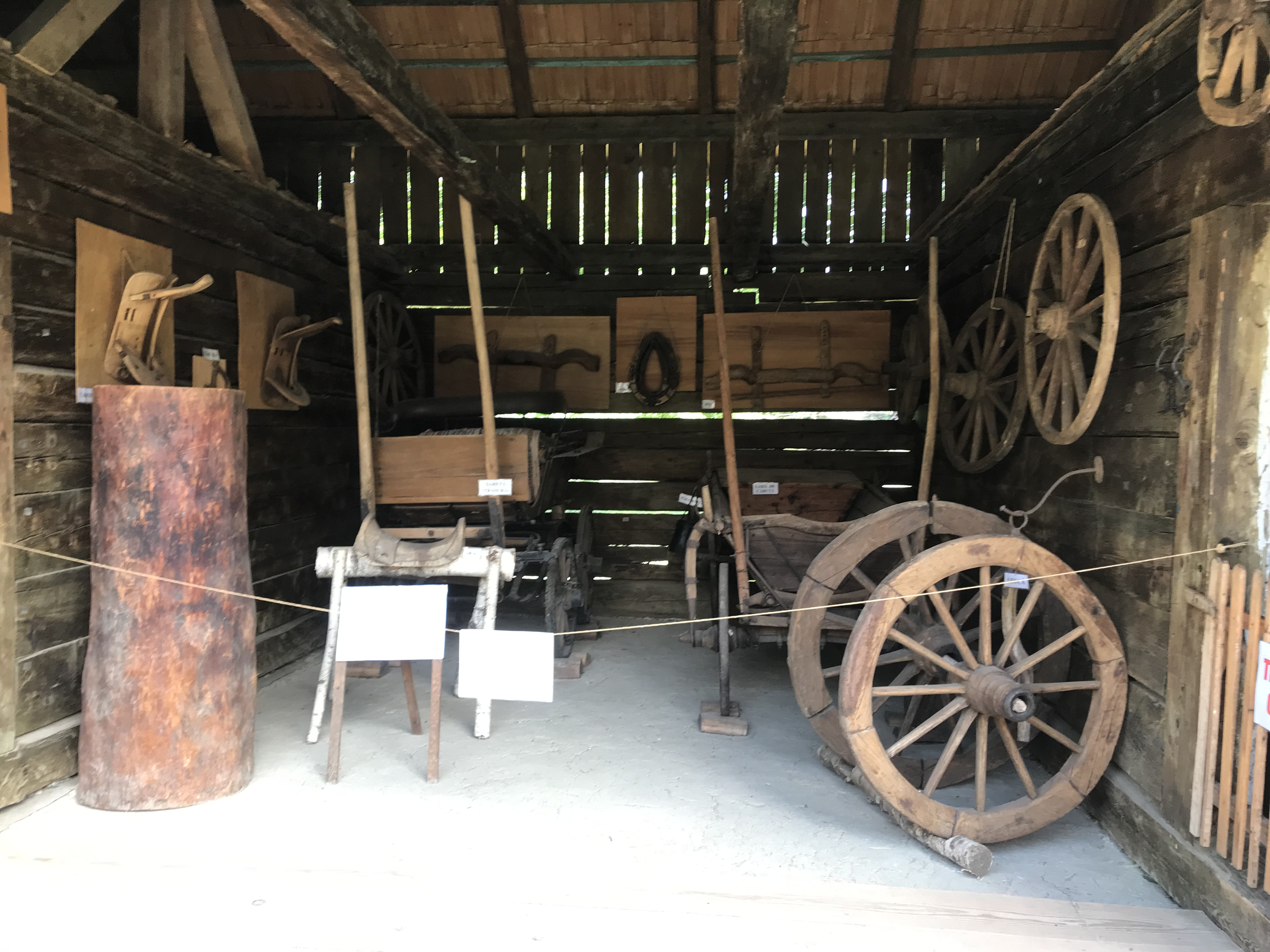
Gospodăria tradițională din Câmpulung Moldovenesc – aria șurii cu trăsură, căruță, roți, juguri
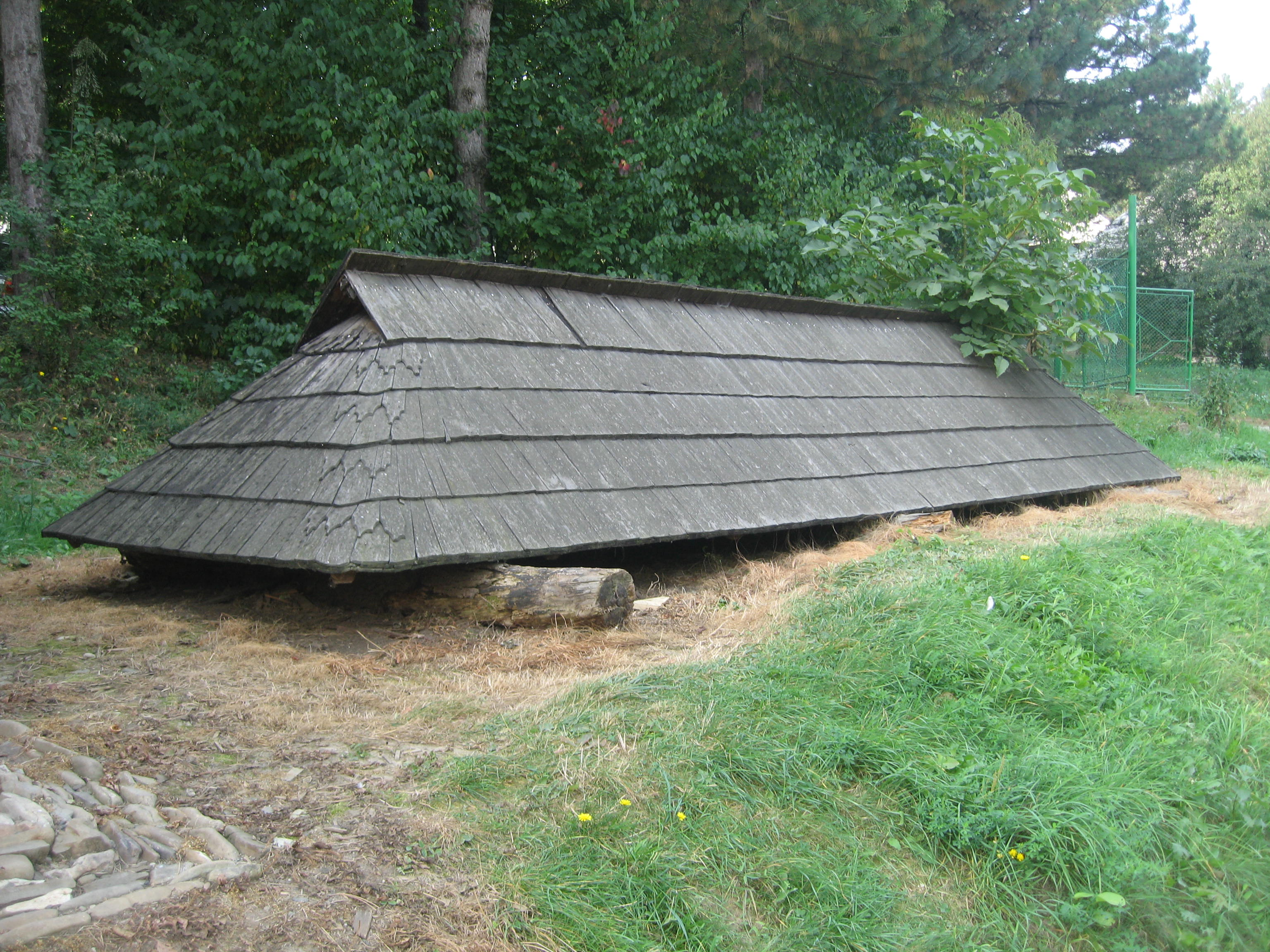
Acoperiș din draniță de brad, reconstituit la Muzeul Satului Bucovinean
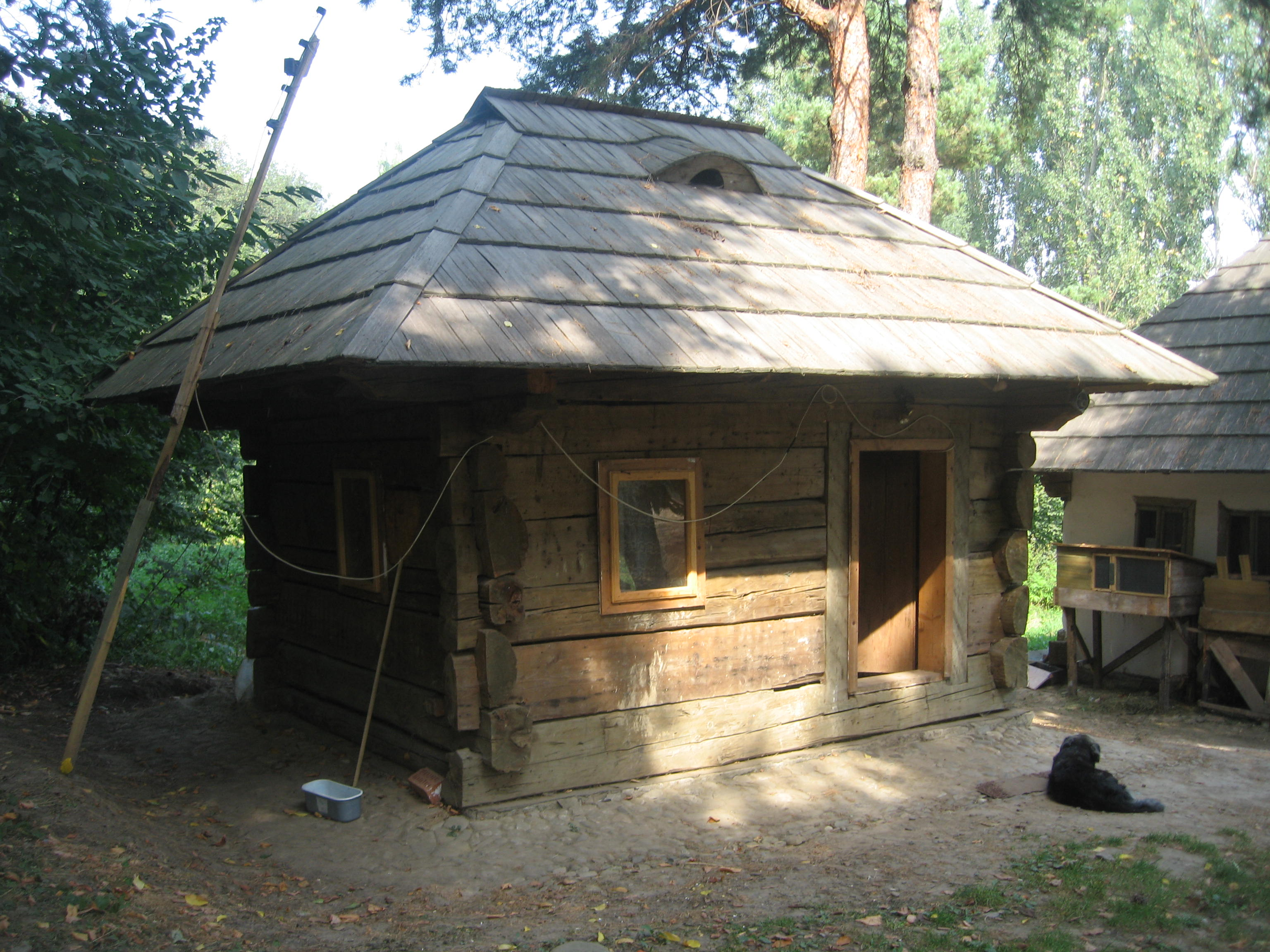
Colibă administrativă